# Escultura do gótico

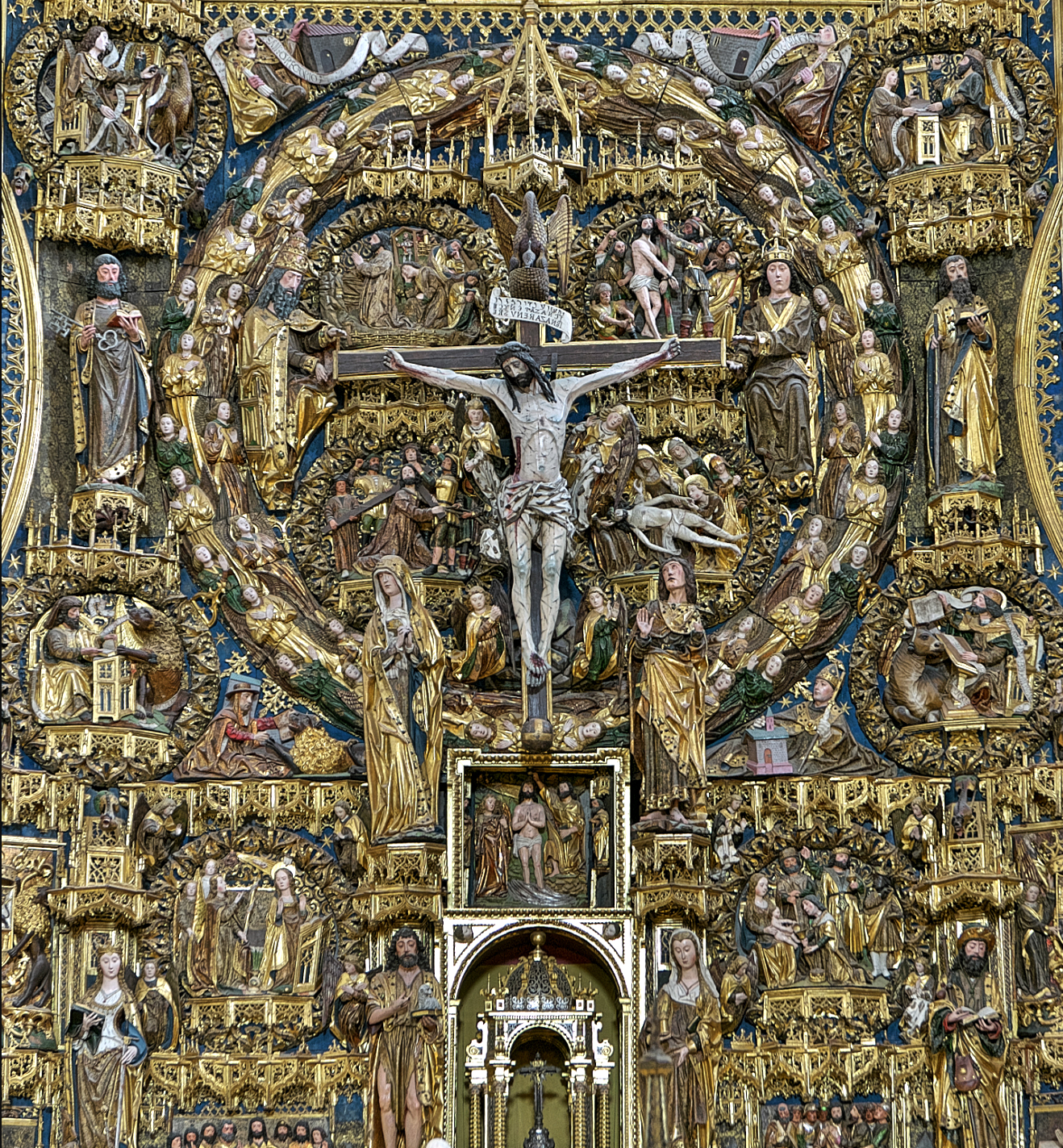
Detalhe do altar principal da Cartuxa de Miraflores, Espanha, obra de Gil de Siloé. Madeira policroma, 1496-1499

A escultura do Gótico representa a segunda grande escola internacional de escultura da Europa a florescer na Idade Média, entre aproximadamente meados do século XII e do XVI, evoluindo a partir da escultura românica e dissolvendo-se na escultura do Renascimento e do Maneirismo. Quando os valores clássicos voltaram a ser apreciados no Renascimento a escultura dos séculos imediatamente anteriores foi vista como disforme e rude, sendo-lhe dado o nome de gótica, já que se acreditou que era fruto da cultura dos godos, povos tidos como bárbaros e supostos responsáveis pelo desaparecimento do Império Romano. Mas os que viveram durante o período Gótico jamais deram esse nome a si mesmos e tampouco se consideravam bárbaros. Ao contrário, em seu aparecimento a arte gótica foi vista como inovadora e foi chamada de opus modernum (trabalho moderno), sendo a escultura uma das suas mais importantes e sofisticadas expressões. Mas a apreciação negativa perdurou até meados do século XIX, quando surgiu um movimento revivalista, chamado Neogótico, que recuperou seus valores, e modernamente se sabe que a arte gótica de fato nada tem a ver com os godos, mas a denominação permaneceu, consagrada pelo uso.
A escultura gótica nasceu intimamente ligada à arquitetura, sendo o resultado da decoração das grandes catedrais e outros edifícios religiosos, mas eventualmente ganhou independência e passou a ser trabalhada como uma arte autônoma. Surgindo na França, na região de Paris, teve na reforma da Basílica de Saint-Denis, realizada entre 1137 e 1144, sua primeira expressão importante. Sua primeira fase desenvolveu um estilo austero, estilizado, com proporções alongadas e um aspecto geral hierático, desejando transmitir uma impressão de espiritualidade, bastante longe da anatomia real de um corpo. A partir de c. 1200 o estilo começou a evoluir em direção a um maior naturalismo e realismo, com a progressiva absorção de influências clássicas e uma maior observação da natureza. Mudanças na doutrina religiosa, que levaram a uma aproximação de Deus em relação ao homem e a um abrandamento em seu caráter, antes inacessível e inflexível, também contribuíram para influenciar a evolução das formas e das temáticas preferenciais. Em c. 1300 o estilo gótico já ultrapassava amplamente as fronteiras francesas, formavam-se importantes escolas regionais, e em torno de 1400 dominava a maior parte da Europa, depois iniciando um declínio que seguiu padrões diferentes nas diferentes regiões. A escultura gótica em suas fases tardias continuou a ser bastante empregada na decoração arquitetural, mas os escultores a esta altura já haviam experimentado os mais diversos materiais e explorado os mais variados usos para os relevos e estátuas, formando um acervo de extraordinária riqueza e variedade.
A história da escultura gótica ainda possui muitas incertezas e pontos obscuros, e seu estudo ainda está em boa parte por ser feito. Em vários momentos da história houve destruições em massa de monumentos e obras de arte medievais, como por exemplo na questão iconoclasta ao longo da Reforma Protestante, e durante a Revolução Francesa, e dessa forma a determinação da cronologia, da genealogia e da distribuição geográfica do estilo apresenta muitas lacunas impossíveis de serem preenchidas. Soma-se isso ao fato de que quando o Gótico finalmente foi reapreciado na segunda metade do século XIX, por falta de conhecimentos mais profundos foram feitas muitas restaurações inadequadas nos monumentos sobreviventes. Mesmo diante de tantas dificuldades o legado da escultura gótica ainda é vasto e continua vivo em edifícios, coleções, museus, em livros escolares de ampla circulação e outras formas.

## Visão geral e cronologia do Gótico

### Antecedentes teóricos
O estilo Gótico foi em grande parte o resultado da definição de um novo vocabulário visual para a representação de imagens, acompanhado o debate que acontecia sobre determinados conceitos da religião cristã. Um dos pontos mais importantes nesse debate era sobre a validade da representação de imagens sacras, um problema que remontava à própria origem do Cristianismo e ainda não estava suficientemente esclarecido. O Cristianismo primitivo nutria uma aversão à figuração de personagens sagrados, uma reserva que havia sido herdada da religião judaica, que proibia a criação de imagens de culto, temendo a idolatria. Uma ordem explícita contra a representação havia sido deixada nos Dez Mandamentos, onde o terceiro determina: "Não farás para ti nenhum ídolo". Por outro lado, a antiga tradição clássica pagã, que forneceu elementos essenciais para a formulação da nova fé, era plenamente favorável à representação dos deuses, e ambas as correntes permaneceram em constante atrito ao longo da Idade Média. Uma das primeiras declarações cristãs consistentes favoráveis à representação veio do papa Gregório, o Grande, que em cartas ao bispo de Marselha escritas em torno do ano 600 definiu os fundamentos da polêmica que se seguiu. Nelas o papa dizia que, assim como as outras coisas materiais, as imagens não deviam ser adoradas, mas tampouco deviam ser destruídas, porque a representação de cenas da história sagrada e dos personagens bíblicos eram úteis para o ensino da doutrina às massas analfabetas, que "poderiam ler nelas o que não podiam ler nos livros", e sua contemplação poderia conduzir o devoto à contemplação de Deus. Gregório havia recorrido para isso à opinião de Basílio, o Grande, que afirmara séculos antes que "a honra dada à imagem ascende ao seu protótipo". A declaração gregoriana, partindo de um papa considerado sábio - mais tarde elevado à condição de Doutor da Igreja, da mesma forma que Basílio - junto com a contribuição de São João Damasceno, foram poderosos argumentos na questão iconoclasta que agitava os cristãos desde o início e grassou com força no Império Bizantino.
Apesar de a questão ter sido oficialmente resolvida em 787, no Segundo Concílio de Niceia, que legalizou a veneração das imagens, o debate continuou, e ao longo dos séculos seguintes vários outros prelados escreveram defendendo a arte sacra, e tanto textos da igreja primitiva quanto de filósofos da Antiguidade continuaram sendo invocados como autoridades. Especialmente ligados ao surgimento do Gótico foram os escritos do Pseudo-Dionísio, um autor que havia bebido na fonte platônica através de Plotino e que foi muito estimado na França a partir dos séculos IX-X, sendo uma influência sobre o abade Suger, idealizador da primeira igreja gótica a ser erguida. Nesta altura, o problema iconoclasta havia sido finalmente superado por uma quantidade de outras contribuições teóricas e a arte sacra havia se consolidado definitivamente, mesmo que aqui e ali ainda se ouvissem protestos, e se tornara não apenas biblia pauperum ("livros para os incultos"), mas também oferecia versões autorizadas, supervisionadas pela hierarquia eclesiástica constituída, para a retificação de tradições orais que deturpavam ou embelezavam indevidamente a história sagrada.

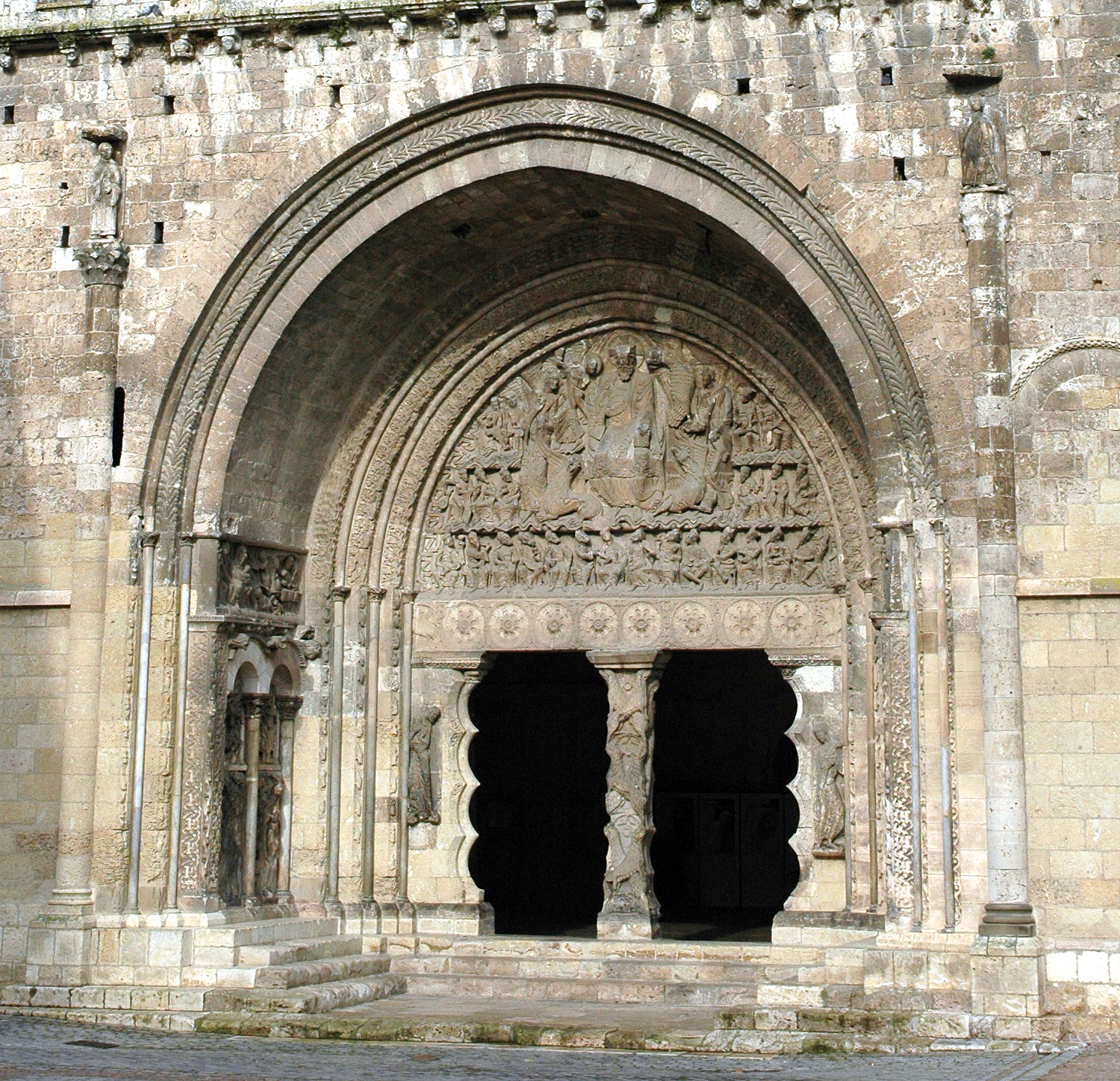
Exemplo românico: Portal da Abadia de Saint-Pierre de Moissac, século XI

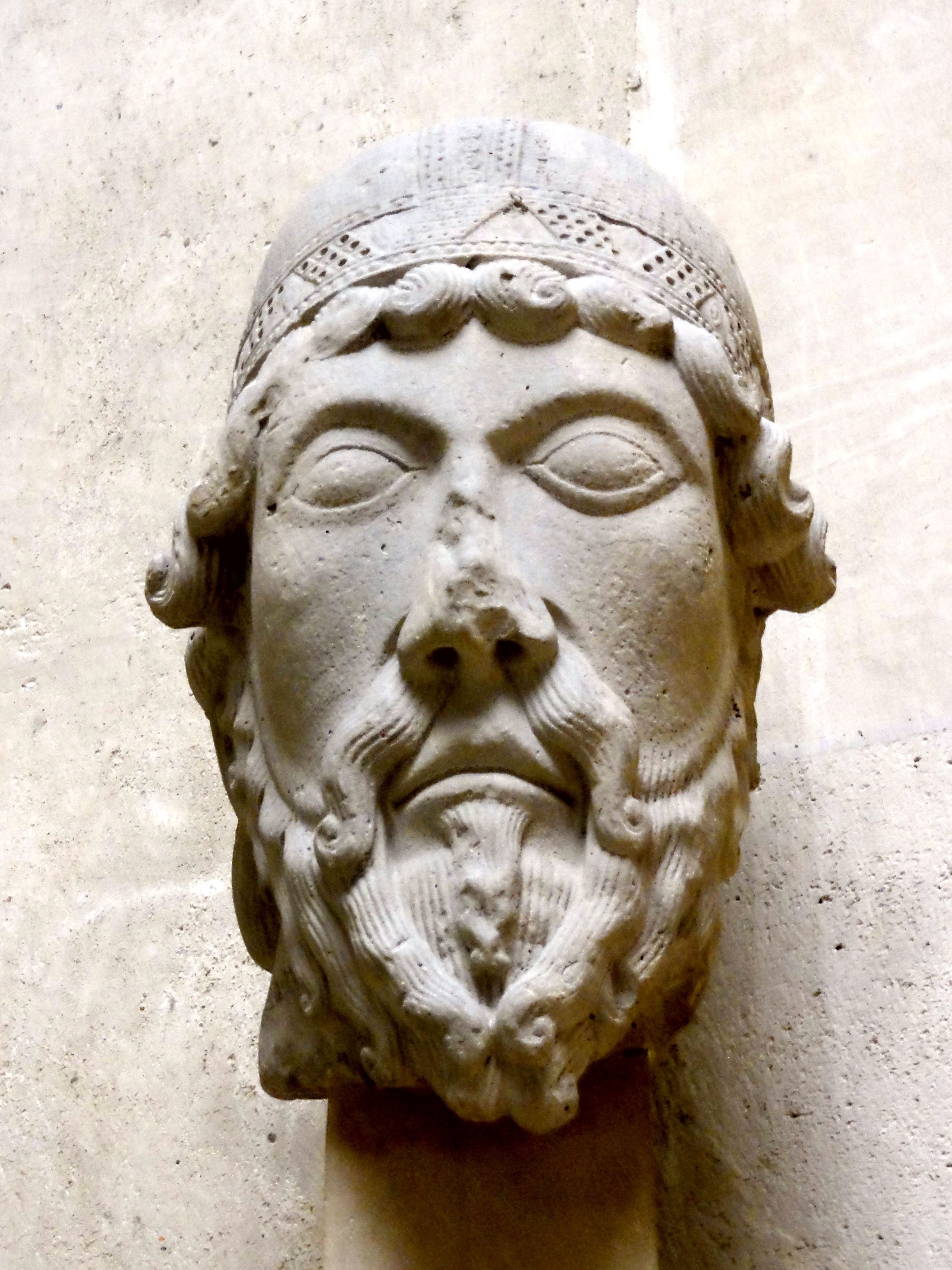
Exemplo precursor do estilo Gótico: cabeça de profeta, c. 1137-1140, originalmente na Basílica de St. Denis

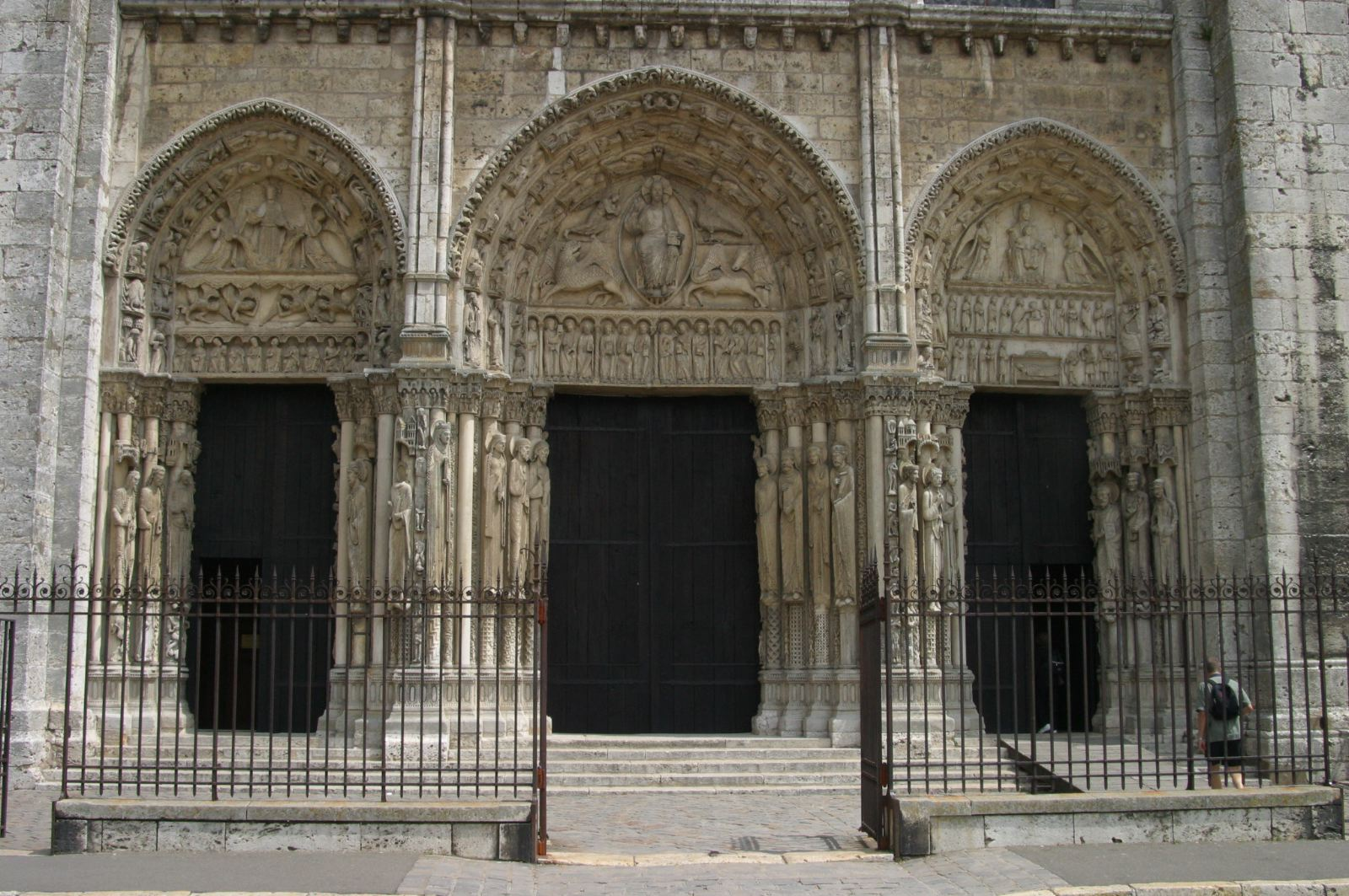
Portal oeste da Catedral de Chartres, c. 1145-1155

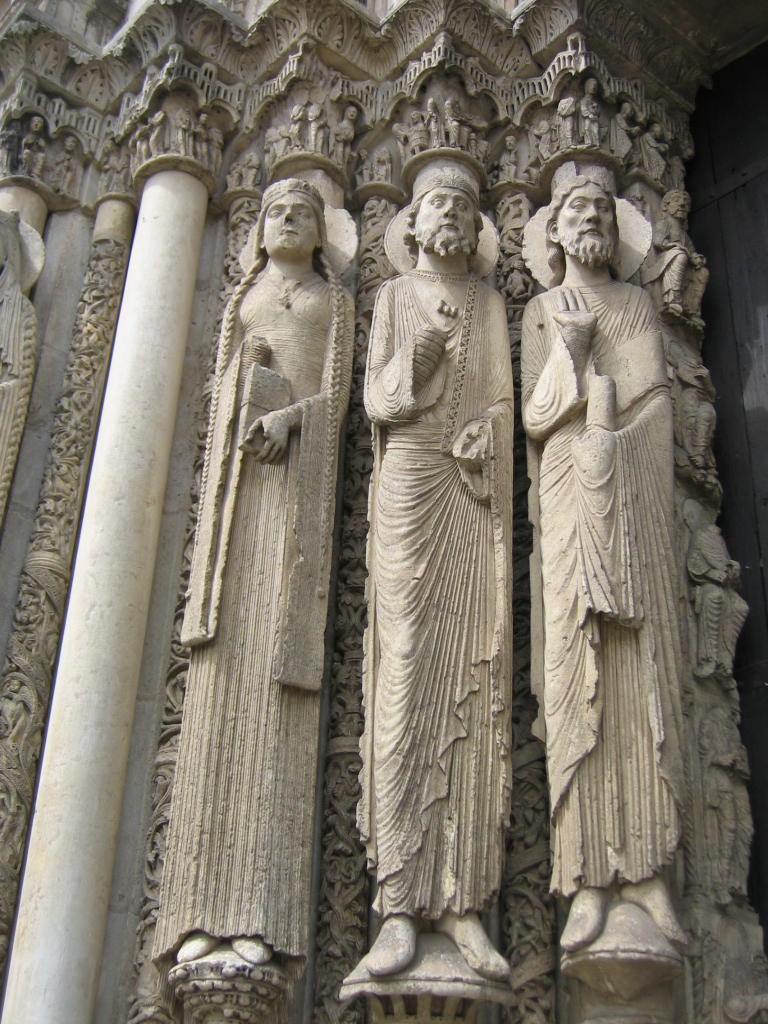
Estátuas colunares do portal oeste da Catedral de Chartres, c. 1145-1155

### Gótico primitivo ou Baixo Gótico
A prova desse sucesso está na grande proliferação de representações sacras que aconteceu durante a fase final do Românico, entre os séculos XI e XII, estabelecendo um corpo de motivos temáticos e formas aptos para veicularem a doutrina religiosa. No que diz respeito à escultura, a principal iconografia românica foi deixada na decoração dos tímpanos sobre as entradas principais das igrejas e catedrais, concebidos como uma introdução visual e uma preparação espiritual para o culto que ia acontecer no interior, o que coincide com o aparecimento dos primeiros exemplos góticos no século XII. De fato, os programas iconográficos românicos exerceram naturalmente grande influência sobre os góticos, sendo estes uma evolução natural a partir daqueles. Assim, a distinção estilística entre a escultura românica e a gótica primitiva se torna muitas vezes sutil. As mais evidentes inovações do Gótico primitivo foram a aplicação de esculturas às arquivoltas e às colunas laterais dos portais, e uma crescente tendência a uma organização das cenas menos compacta, mais aberta e racional, e a um alongamento nas proporções das figuras, acompanhando o maior verticalismo dos edifícios.
Em linhas gerais, a distribuição das imagens, derivada da herança românica já consolidada e que já dera grandes frutos, era produzida sob o seguinte esquema: sobre a entrada principal havia invariavelmente uma cena com o Cristo, amiúde o Juízo Final, o Cristo em Majestade ou a Crucificação. Nas arquivoltas em seu redor havia figuras de santos e anjos, nas colunas e frisos abaixo, apóstolos e outras figuras do Antigo Testamento ou ocasionalmente alegorias, como a das Virgens Prudentes e as Virgens Tolas, personificações das Artes Liberais, ou personagens históricas mais recentes como algum campeão da fé ou um patrono devoto. Se a igreja possuísse entradas secundárias, seus tímpanos poderiam ser decorados com alguma cena da vida de Virgem Maria, cujo culto conheceu grande incremento nesse período, e com algum evento da vida do santo padroeiro da igreja. Longe de serem escolhas arbitrárias, as imagens da iconografia fachadista gótica eram cuidadosamente selecionadas para formarem um coerente programa didático para o observador, ilustrando a evolução da fé desde sua fundação pelos patriarcas hebreus até o advento do Cristo encarnado com sua doutrina de redenção, e por fim apresentando seu corolário teleológico na condenação apocalíptica dos maus e na apoteose dos bons no Reino dos Céus.
Paralelamente, a abordagem dos motivos encontrados na tradição iconográfica românica também começou a se modificar. Até então a cena mais encontrada nos portais das igrejas era a do Juízo Final, com uma ênfase nos tormentos que aguardavam os infiéis no Inferno. Desde meados do século XI Paris se tornara o maior centro teológico e cultural da Europa através da presença de grandes filósofos e pedagogos como Abelardo e Hugo de São Vitor, e da atuação de várias escolas, que se fundiriam para formar por volta de 1170 a Universidade de Paris, e nesse ambiente acadêmico mais liberal, relativamente independente da Igreja, ganhara terreno uma filosofia humanista, e se estruturou a doutrina do Purgatório, que oferecia uma via de escape do Inferno através de um estágio purificador preliminar à ascensão ao Céu. Ao mesmo tempo a Virgem Maria, bem como outros santos, começaram a ser considerados grandes advogados da humanidade junto à justiça de Cristo. Nesse processo a antiga tendência da fé cristã de corrigir o pecador através do medo e da ameaça com a danação eterna foi atenuada por visões que ressaltavam a misericórdia antes do que a ira divina, e que levavam mais em conta a falibilidade inerente à natureza humana. Dessa forma, as cenas do Juízo Final continuaram a ser um motivo frequente, mas ora passaram a ser concebidas de modo a enfatizar a ordem, a esperança e a justiça, mostrando os caminhos da salvação pelo arrependimento e pela intercessão compassiva dos santos. A própria verticalidade acentuada das catedrais góticas, e sua abundância de janelas amplas que permitiam grande penetração de luz no interior, em contraste com as formas muito mais pesadas e "quadradas" e os ambientes escuros da arquitetura românica, têm sido interpretadas como um recurso formal que espelhou esse novo e otimista impulso espiritual.
O Gótico primitivo permaneceu essencialmente como um fenômeno francês, concentrado na região de Paris, e o primeiro monumento importante a incluir esculturas foi a Basílica de Saint-Denis, cujo abade, Suger, mandou reformar entre 1137 e 1144 um edifício românico preexistente e o adornou com grandes riquezas. A importância especial de Saint-Denis estava em que Carlos Magno havia sido consagrado lá, era o túmulo de Carlos Martel, Carlos, o Calvo e outros fundadores do reino, sendo por isso um memorial da dinastia carolíngia, e ao mesmo tempo se tornava um símbolo da consolidação da monarquia francesa, processo em que Suger teve papel proeminente em sua condição de conselheiro do rei e regente da França durante a Segunda Cruzada. Além disso a Basílica era o relicário monumental de São Denis, mártir e apóstolo da França, padroeiro de Paris e protetor do reino, e Suger desejou torná-la o mais importante centro de peregrinação francesa. Estava assim revestida de significados espirituais e políticos. Para Suger, que fora influenciado pelos escritos do Pseudo-Dionísio, a ornamentação da igreja com objetos de ouro e gemas preciosas, vitrais, pinturas e esculturas, era um valioso instrumento educativo, sendo uma forma de apresentar visualmente a doutrina para o povo e torná-la mais facilmente compreensível. A organização clara da cena do tímpano difere dos arranjos compactos dos conjuntos românicos, e suas estátuas colunares foram da mesma maneira uma inovação.
As novidades propostas por Suger para a arquitetura e a decoração das fachadas, amparadas pelo grande prestígio de Paris como centro cultural, artístico e universitário, imediatamente começaram a se irradiar, aparecendo em seguida na Catedral de Chartres, iniciada em 1145, cujo portal oeste constitui o mais importante conjunto escultórico em boas condições da primeira fase do Gótico. Suas esculturas colunares possuem um desenho muito alongado e funcionam como um eco à ênfase vertical do edifício, e suas formas ainda evidenciam a herança românica no tratamento linear dos trajes e em suas atitudes rígidas. As faces, porém, mostram um tratamento bastante naturalista que faz contraste com a esquematização românica. Tanto as esculturas de Saint-Denis como as das outras fachadas de Chartres foram em grande parte destruídas, mutiladas, substituídas ou mal-restauradas em tempos posteriores, impedindo uma compreensão global de seus programas iconográficos, mas a Catedral de Laon, que sobreviveu sem grandes danos, fornece um conjunto completo do Gótico inicial. Outros bons exemplos, um pouco mais tardios, são as catedrais de Bourges, Le Mans e Angers, com variados graus de conservação. É preciso advertir que a produção de escultura durante o gótico foi tão vasta e variada - só em Chartres a fachada ostenta mais de duas mil peças - que seu estudo em detalhe se apresenta aqui fora de questão, sendo possível apenas traçar suas principais linhas evolutivas e suas características mais genéricas.

### Alto Gótico

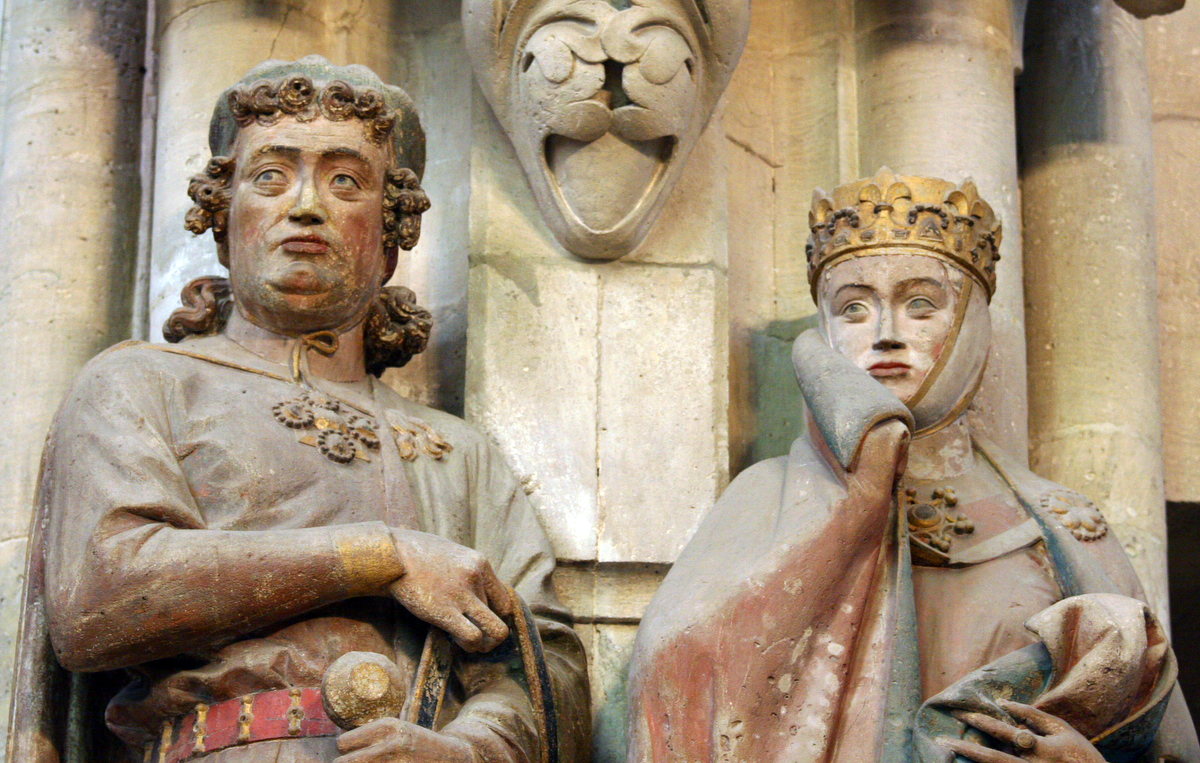
Detalhe dos retratos de Ekkehard II e Uta von Meißen na Catedral de Naumburgo, ainda com sua policromia original, c. 1240-1260

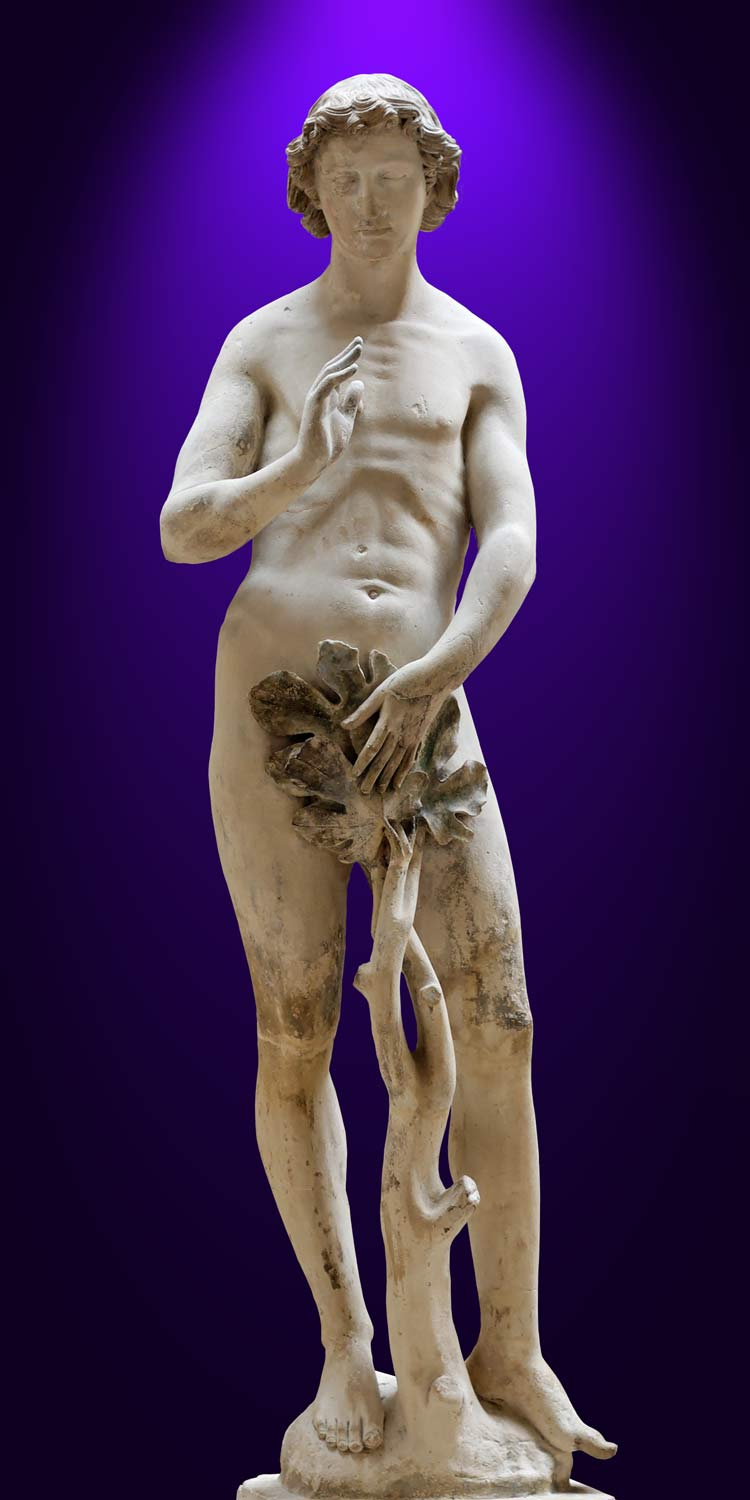
Adão, atribuído a Pierre de Montreuil, originalmente na fachada da Catedral de Notre-Dame de Paris. Mármore, c. 1260

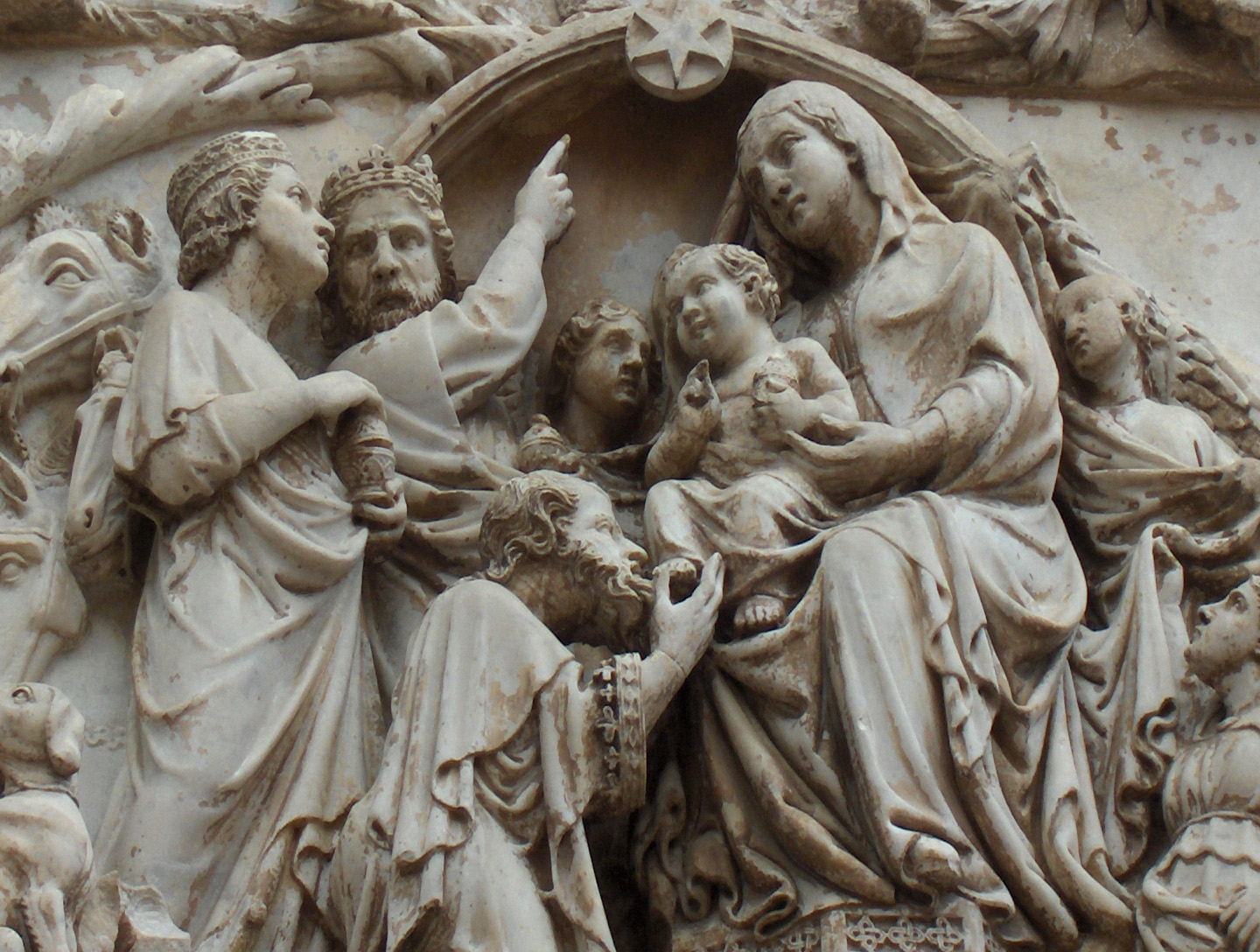
Detalhe dos grandes relevos da fachada da Catedral de Orvieto, de Lorenzo Maitani, com a cena da Adoração dos Magos, c. 1320-1330

Em torno de 1200 a sua linguagem primitiva já estava sendo modificada pelo progressivo interesse no naturalismo, dando origem à segunda etapa de sua evolução, chamada de Alto Gótico. Foram importantes nessa transição os artistas oriundos do vale do Meuse, notadamente Nicolas de Verdun e Rainer de Huy, os primeiros grandes mestres a deixarem seus nomes na história da escultura gótica, dedicando-se a trabalhos de ourivesaria e bronze. Nas catedrais de Reims, Amiens e Notre-Dame de Paris o estilo Gótico já está livre da influência românica, e suas estátuas são de um naturalismo bastante avançado. As estátuas já são independentes das colunas e aparece possivelmente pela primeira vez na Idade Média o uso do contrapposto para dar maior graça e movimento às imagens, complementado com atitudes mais dinâmicas nos membros e um tratamento de volumes anatômicos que em muitos casos já não são mais ocultos pelo vestuário. Entretanto, o contrapposto gótico difere do clássico ao parecer mais imposto a partir de fora do que o resultado de uma compreensão correta da anatomia, sendo mais ornamental do que orgânico.
Ao mesmo tempo em que o humanismo ensinado nas escolas de filosofia redefinia princípios fundamentais da fé, também possibilitava a absorção de elementos da Antiguidade clássica na arte, afrouxava a rigorosa ética que norteara o pensamento moral nos séculos anteriores, e direcionava a atmosfera cultural em direção a uma maior laicização, favorecendo o deslocamento do interesse do supernatural para o mundano e para o humano. E também resgatava o valor da pura beleza das formas que havia sido perdido desde a Antiguidade, considerando, como fez São Tomás de Aquino, que a Beleza estava intimamente associada com a Virtude e derivava da coordenação das partes de um objeto entre si em proporções corretas e da plena expressão de sua natureza essencial.
Se ao longo do século XIII a tendência geral da escultura, em termos técnicos, foi ir se libertando da arquitetura e ganhando em autonomia, ainda mantinha uma íntima relação com seu contexto, de maneira que os conjuntos tendem a preservar um notável senso de unidade e harmonia. Quanto à forma, moveu-se em direção a um estudo mais detalhado da natureza, buscando reproduzir os efeitos de luz e sombra, as texturas dos tecidos, as nuanças sutis de expressão, o frescor da juventude e as marcas da velhice. Parecia que todos os objetos se tornavam veículos de beleza e dignos de representação. Segundo Hauser, aqui se completou...
"[...] a grande transição do espírito europeu do Reino de Deus para a Natureza, das coisas eternas para o ambiente imediato, dos tremendos mistérios escatológicos para os segredos mais inofensivos do mundo criado. (…) A vida orgânica, que depois do fim da Antiguidade havia perdido todo o valor e significado, mais uma vez se torna honrada, e as coisas individuais da realidade sensível são doravante erguidas como sujeitos de uma arte que já não requer justificações sobrenaturais. Não há melhor ilustração desse desenvolvimento do que as palavras de São Tomás de Aquino, 'Deus rejubila em todas as coisas, em cada qual de acordo com sua essência'. Elas são o epítome cabal da justificação teológica do naturalismo. Todas as coisas, por mais pequenas e efêmeras que possam ser, têm uma relação imediata com Deus; tudo expressa a divina natureza de sua própria maneira e assim ganha valor e significado também para a arte".
Nesse processo de valorização do natural o corpo humano foi especialmente beneficiado, pois até então era visto mais como "uma massa de podridão, pó e cinza", como disse Pedro Damião no século XI. Essa aversão ao corpo fora uma nota onipresente na cultura religiosa anterior, e a representação do homem primava por uma estilização que minimizava sua carnalidade, mas agora se abandonava definitivamente o esquematismo simbólico do Românico e do Gótico primitivo para se alcançar em breve espaço de tempo um naturalismo que não se vira desde a arte greco-romana. A própria figura do Cristo, antes representado principalmente como Juiz, Rei e Deus, se humanizou, e a adoração de sua humanidade passou a ser considerada o primeiro passo para se conhecer o verdadeiro amor divino. A conquista do naturalismo foi uma das mais fundamentais de todo o Gótico, tornando possíveis séculos adiante os avanços ainda mais notáveis do Renascimento no que diz respeito à mímese artística e à dignificação do homem em sua beleza ideal. Conforme disse Ladner,
"[...] no fim do século XI a espiritualização havia chegado um clímax além do qual era impossível prosseguir; e portanto a primeira metade do século XII foi um ponto de virada na história da imagem do homem na arte Cristã, bem como no desenvolvimento da doutrina da semelhança entre a imagem do homem e a de Deus".

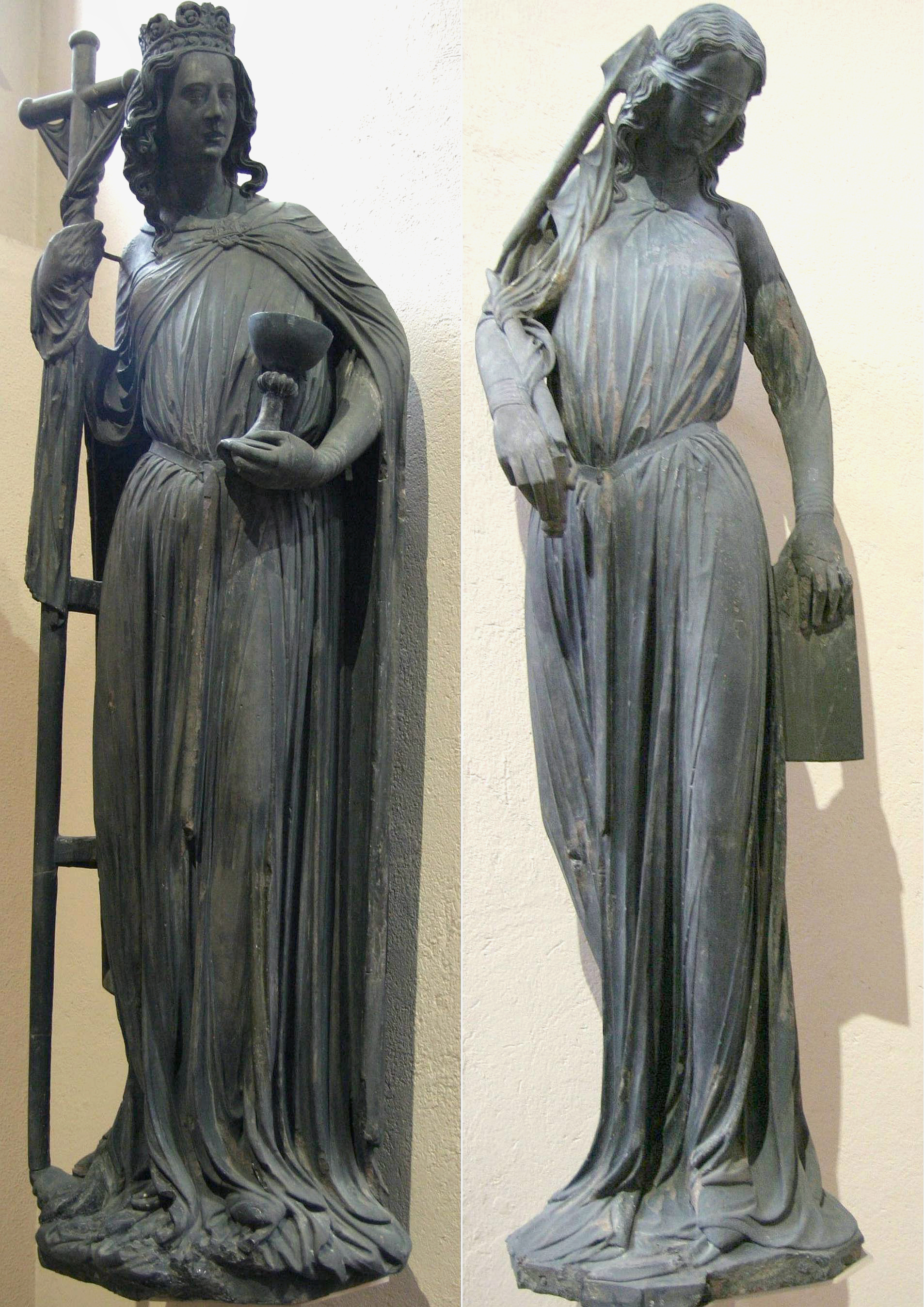
A Igreja e A Sinagoga, estátuas da fachada da Catedral de Estrasburgo, c. 1230

Mas seria enganoso supor que nesse momento o naturalismo já representasse uma libertação dos ditames da Igreja e uma abolição radical do interesse pelo espírito, e a escultura, bem como as outras artes, manifestou um constante dualismo, buscando uma fórmula de compromisso entre ambos os extremos. Se por um lado a atenção à natureza obrigou a um enorme avanço na técnica da escultura, capacitando-a a imitar com grande semelhança as formas naturais, se observou uma tendência à fragmentação do conjunto da obra, recebendo as partes mais atenção que o todo, e um senso de unidade só voltaria a ser conseguido no final desta fase. Os dados fundamentais nessa mudança de enfoque foram, primeiro, que se dissolveu parte do conservadorismo cultural e se desenvolveu um autêntico interesse por tudo o que era novo. Cronistas da época expressaram seu entusiasmo diante da emergência de uma nova ordem de valores, que possibilitaria a construção de uma sociedade mais equilibrada, onde o bem-estar material se tornava uma meta válida mesmo que ele supostamente devesse preparar para a salvação do espírito. E estando reforçada a ideia de que a humanidade fora renovada em Cristo, as pessoas já não precisavam viver tão oprimidas pelo peso da mortalidade e do pecado, e podiam expressar sem culpa a beleza, a vitalidade e a alegria.
Em segundo lugar, quebrou-se a antiga unilateralidade espiritual, que rejeitava a imitação da realidade na arte e só buscava nela a confirmação da doutrina religiosa, dando lugar a uma visão que exigia a validação dos princípios abstratos através da experiência sensível, passando a fé a dialogar com a razão. Com isso toda antiga concepção de arte se modificou. Ao mesmo tempo em que se continuava desejando criar figuras que pudessem ilustrar adequadamente princípios espirituais, o empirismo da época demandava que as imagens fossem também formalmente corretas segundo a natureza. Essas tendências naturalistas não se mostraram todas ao mesmo tempo e em todos os lugares, havendo naturalmente que se considerar a permanência de tradições locais arraigadas a darem à produção uma nota diferente, às vezes mais arcaizante ou exótica. Além disso, a presença de algum mestre importante com uma personalidade artística mais definida pode ter inclinado o estilo para este ou aquele aspecto, ainda que o principal da escultura gótica, pelo menos até a próxima fase, tenha sido essencialmente anônima e coletiva.

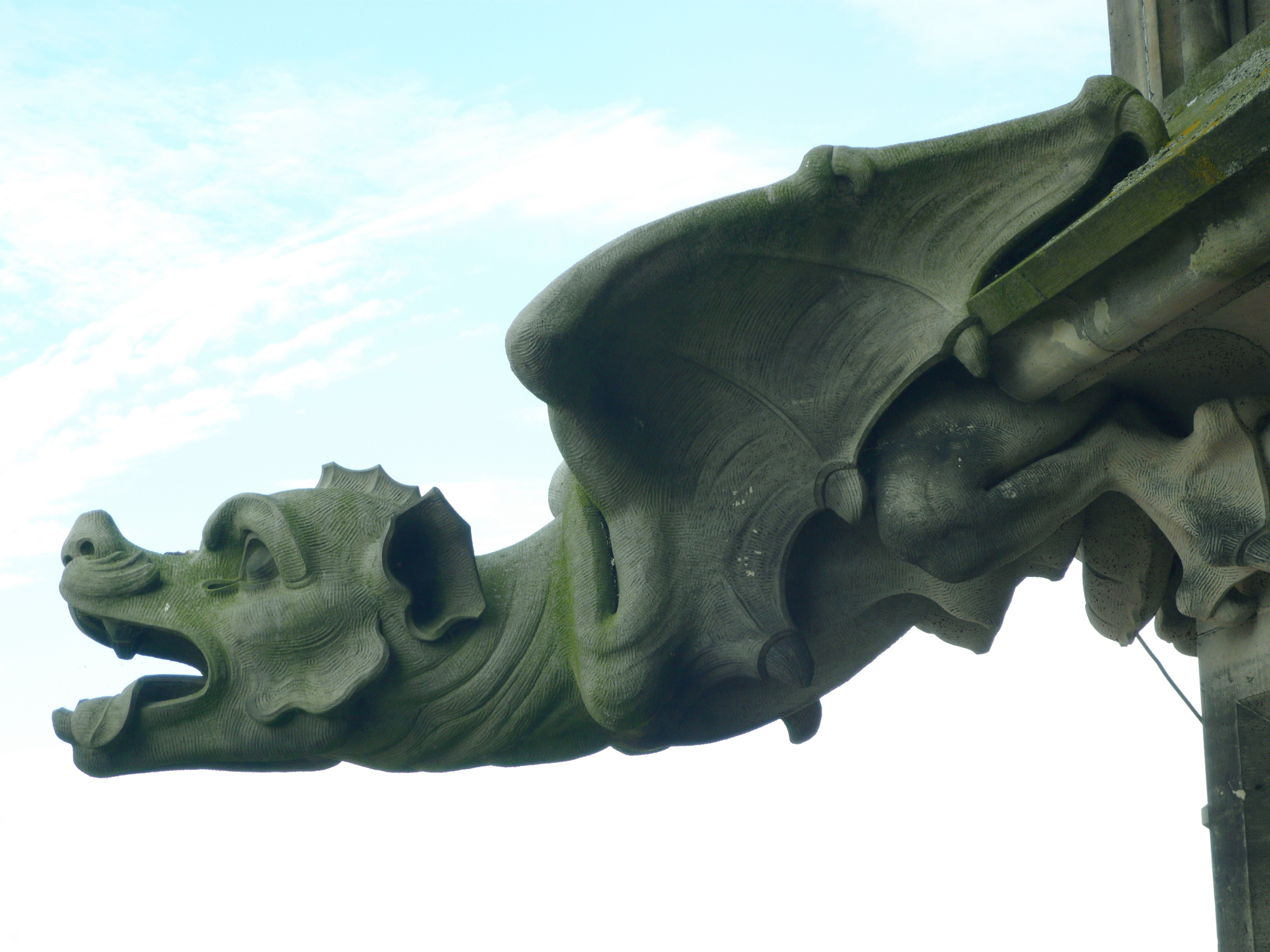
Gárgula na Catedral de Ulm

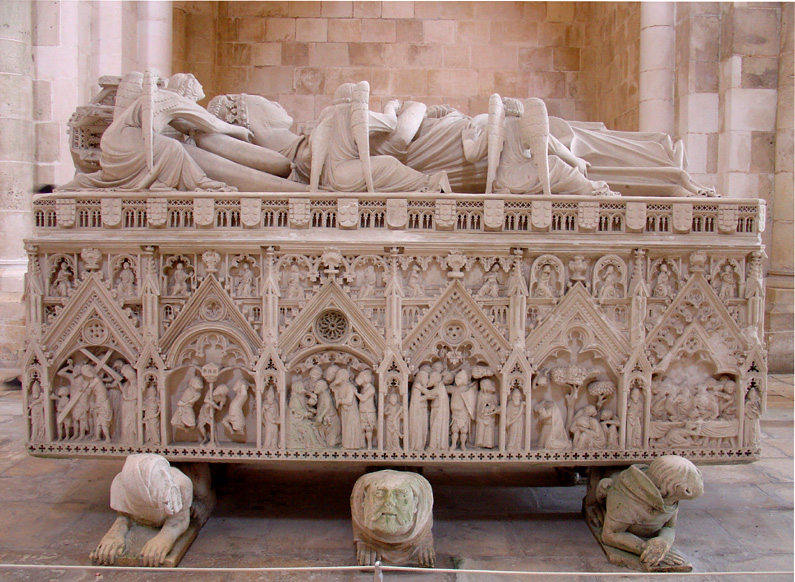
Túmulo de Inês de Castro, Mosteiro de Alcobaça, 1358-1367

Ainda uma palavra deve ser dita a respeito da representação, especialmente na decoração de igrejas, de animais reais ou fantásticos, já que eles ocupavam um lugar importante no pensamento medieval. Junto com a decoração puramente ornamental de motivos vegetais, são frequentes as imagens do cordeiro e do peixe, substitutos para o Cristo, da pomba que representava o Espírito Santo, dos animais associados aos evangelistas - águia, touro e leão - bem como as de bestas míticas como o grifo, o dragão, o basilisco, todos veiculando significados simbólicos que estavam associados a alguma lição moral. A forma da gárgula foi muito empregada na arquitetura das catedrais como escoadouro de água. Segundo algumas tradições, ela tinha o poder de afastar os maus espíritos, mas sua interpretação ainda é uma incerteza. Além disso a representação de animais fantásticos oferecia um campo livre da censura eclesiástica, e nele os escultores podiam dar asas à sua fantasia e ao seu humor elaborando uma grande variedade de formas extravagantes, de grande efeito plástico.
Por volta de 1250 a escultura arquitetural já dava sinais de declínio, sendo substituída por ornamentação abstrata ou floral, ganhando importância a estatuária independente, os relicários e em especial os monumentos fúnebres e tumbas da elite. Duas características inovadoras desse gênero particular foram a criação de pequenas figuras instaladas em nichos, em geral em atitude de pranto, e a outra foi a ênfase nas efígies, buscando uma aproximação da real fisionomia do morto. Antes do fim do século XIII o Gótico já se havia espalhado para a Alemanha, Espanha, Inglaterra, Itália e Escandinávia, abrindo caminho para a fase seguinte, a do Gótico Internacional.

### Gótico internacional
O chamado Gótico internacional compreende o período de meados do século XIV a meados do XV, com seu pico por volta de 1400, e foi quando o estilo se tornou a língua franca da arte europeia, com grande circulação de artistas e intercâmbio entre as escolas regionais. Mas quando se fala em internacionalização isso não significa que o estilo se tenha tornado homogêneo. Pelo contrário, a emergência de grandes centros urbanos em vários países, todos com tradições próprias, criou um panorama de grande diversidade, e a existência de ricos patronos em muitos locais possibilitou o cultivo de uma grande gama de novas possibilidades artísticas.

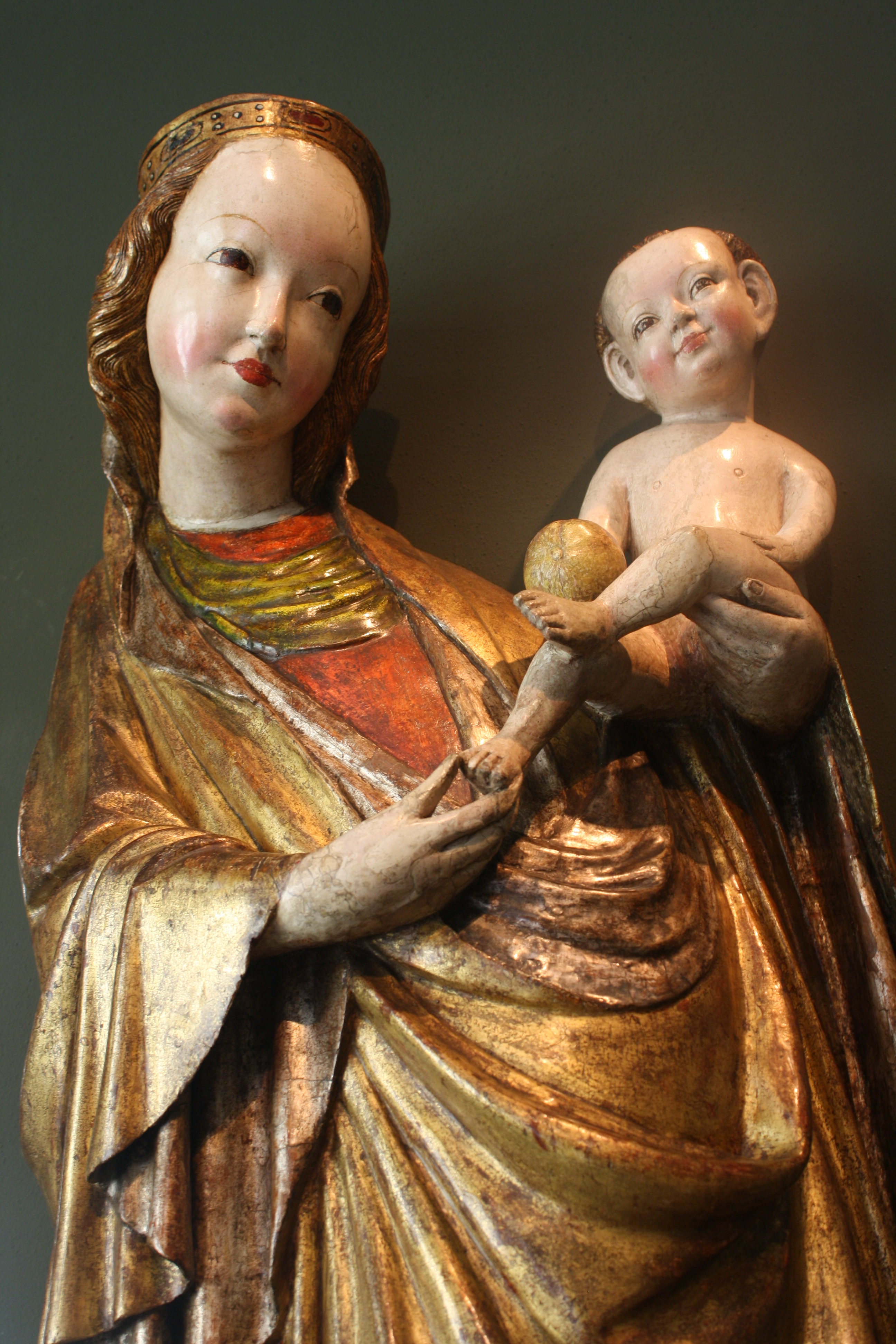
Anônimo: Madonna de Krużlowej, Cracóvia, Polônia. Madeira policroma, c. 1400

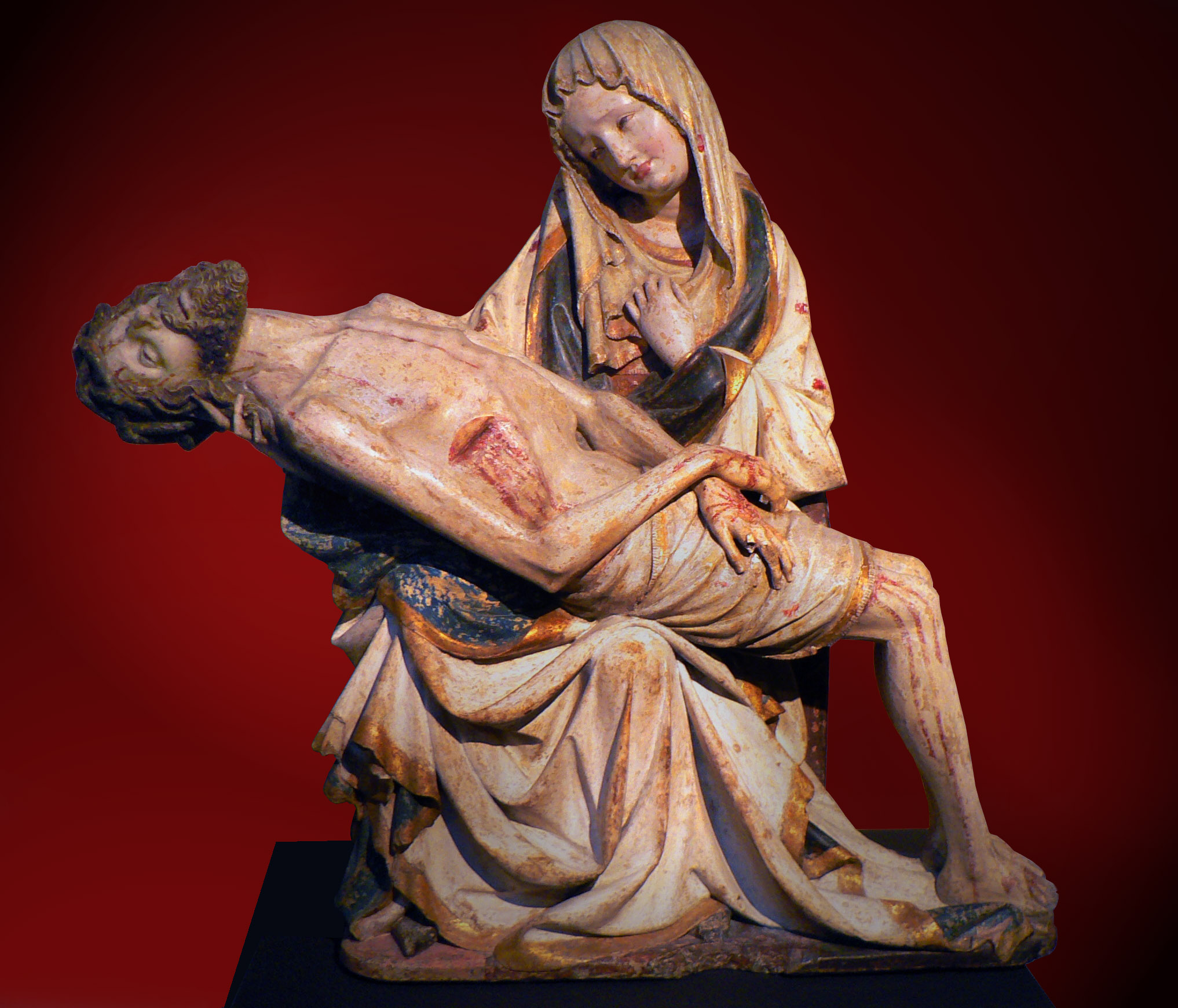
Anônimo: Pietà Křivákova, Boêmia ou Morávia. Madeira policroma, c. 1390-1400

A escultura desse período já não é monumental, salvo casos esporádicos, e se concentra em peças portáteis e nos retábulos e altares. O século XIII, como se viu, caracterizou-se pela emergência de uma retórica naturalista derivada da valorização das aparências superficiais dos objetos do mundo, ainda que seu fundamento tenha sido metafísico. Já a escultura do Gótico internacional, se por um lado levou adiante essa tendência, por outro deu-lhe uma nova abordagem, que servia à atmosfera diferenciada da devotio moderna, um movimento de revivalismo religioso que iniciou entre as ordens mendicantes e logo se disseminou entre os leigos. Essa "devoção moderna" era mais introspectiva e intimista, mas facilmente podia extravasar em arroubos coletivos de fervor místico. Não se torna surpreendente, diante dessa fé mais inclinada ao emocional, a multiplicação das obras com temas dramáticos, como as cenas da Paixão de Cristo e as Pietàs, que tinham um apelo afetivo mais imediato e um caráter confessional e penitencial até então pouco explorado, e que estavam ligados à popularização das doutrinas sobre as indulgências e o Purgatório, e ao entendimento da Salvação como um problema em essência individual e subjetivo, contrastando com as ideias sobre uma escatologia coletiva que haviam predominado antes. Essa nova iconografia que se formou, onde as imagens da morte e do sofrimento se tornaram um lugar-comum, também era um espelho de uma situação social instável e cheia de paradoxos, quando as guerras eram frequentes, o cotidiano do povo era marcado pela violência gratuita, a fome era uma sombra constante, as frequentes revoltas populares contra os impostos abusivos eram reprimidas com rigor e as epidemias dizimavam a população - a Grande Peste de 1347-1350 ceifou um terço das vidas na Europa. O mesmo povo que seguia uma procissão com lágrimas de piedade nos olhos ao seu término podia se reunir na praça da vila e se deleitar com uma execução pública onde não faltavam requintes de crueldade.
Mas outros fatores contribuíram para dar diversidade ao Gótico internacional, um período que assinalou, como disse Huizinga, o início do fim do mundo medieval. A classe média crescia e se organizava, e começava a administrar amplos setores dos negócios públicos. O sistema feudal declinava e era gradualmente substituído por um modelo econômico proto-capitalista dominado por valores da burguesia, a qual se tornou na verdade a vanguarda cultural do período e assumiu um papel de destaque no patronato das artes. Além disso, o individualismo que caracterizou essa nova economia, junto com o nascimento de uma nova cultura urbana, que se afastava de valores tradicionais formulando outros mais dinâmicos, favorecendo um grande trânsito entre as classes sociais, se refletiram nas artes de modo a privilegiar os aspectos realistas, os interesses profanos e as preferências privadas, onde a multiplicação dos retratos é exemplar nesse sentido, muitas vezes entrando em caracterizações psicológicas inéditas.
Paralelamente, a persistência de uma cultura cortesã sofisticada, tipificada nas cortes dos Valois da França, que estavam entre os maiores mecenas do período, e que era inspirada nas tradições da cavalaria e nos ideais do amor cortês, deu a boa parte da produção dessa fase um caráter ornamental acentuado, enfatizando o decorativismo dos trajes, a riqueza das texturas e a elegância dos gestos, embora a prevalência desse código tenha também cristalizado a arte consumida nas cortes em fórmulas convencionalizadas. Nesse sentido é ilustrativa a criação da tipologia da Bela Virgem, uma das mais estimadas no Gótico internacional. Sua função e origem exatas são motivo de debate, mas parece ter derivado tanto na órbita da cultura cortesã como da popular, corporificando um ideal de beleza atemporal e fundindo a graça erudita das cortes com a piedade sentimental do povo.
Outro aspecto das práticas artístico-religiosas que deve ser citado se refere à ressurreição de fórmulas de períodos anteriores. Como já foi dito, na grande onda devocional que ocorreu durante o Gótico internacional foi enormemente intensificada a produção de relicários e estatuária de culto, e muitas das imagens sagradas então produzidas eram derivações ou cópias diretas de um protótipo famoso cuja veneração era antiga. Isso tornava patente sua relação com a imagem original e emprestava à nova um caráter arcaizante, e, mais importante, dava-lhe uma sacralidade mais autêntica, ainda mais quando reforçada por alguma lenda popular sugestiva, como as que corriam na época dizendo que certas estátuas e ícones célebres haviam se multiplicado miraculosamente e operavam prodígios também através de suas cópias. Mesmo se as cópias não estivessem vinculadas a nenhum folclore específico, esperava-se que desfrutassem dos mesmos privilégios e tivessem os mesmos poderes que o original. Esse historicismo se tornou ainda mais marcado na transição para o Gótico tardio.

### Gótico tardio

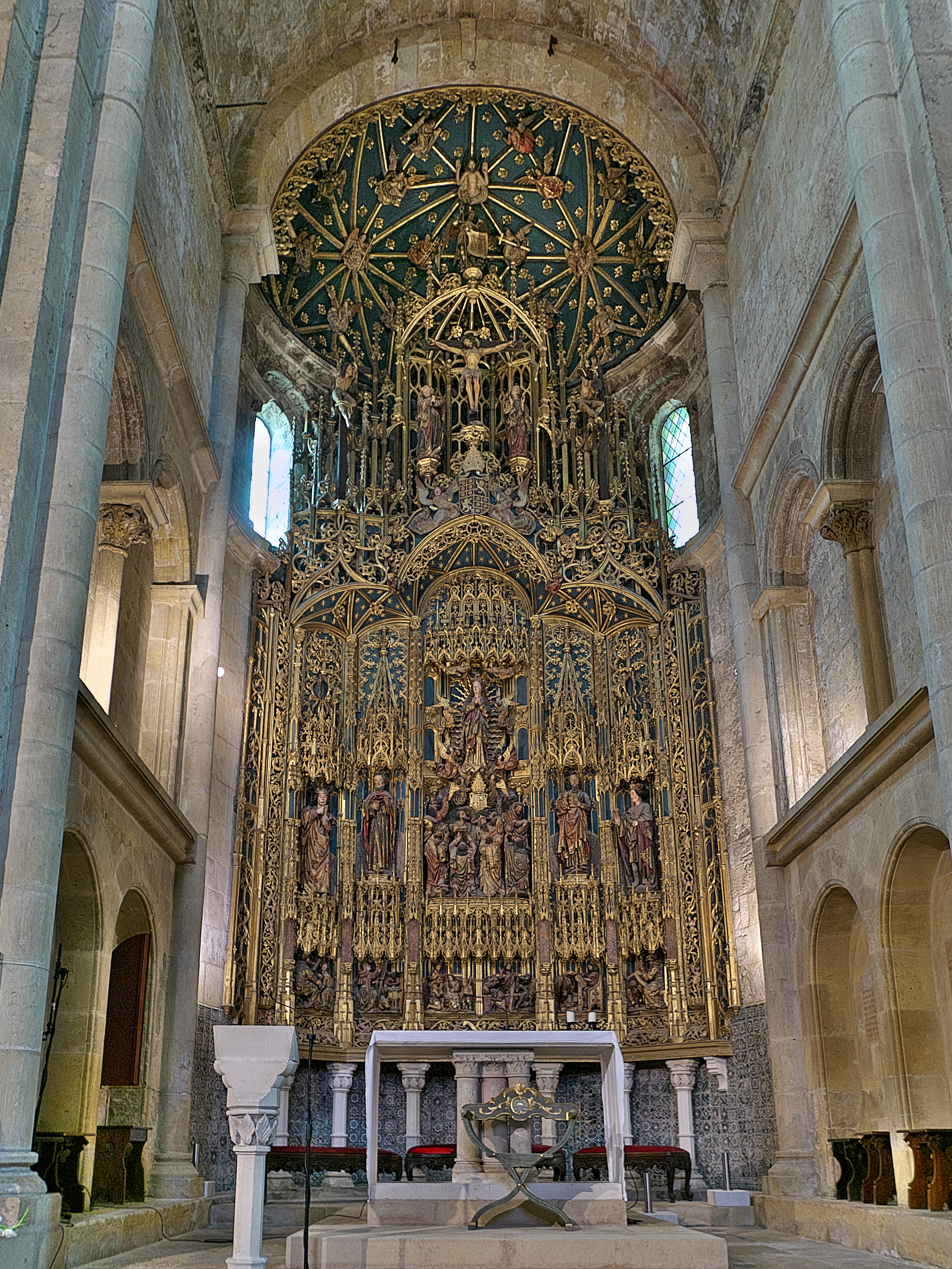
Retábulo da Sé Velha de Coimbra, 1498-1502, obra de Olivier de Gand com policromia de Jean d'Ypres

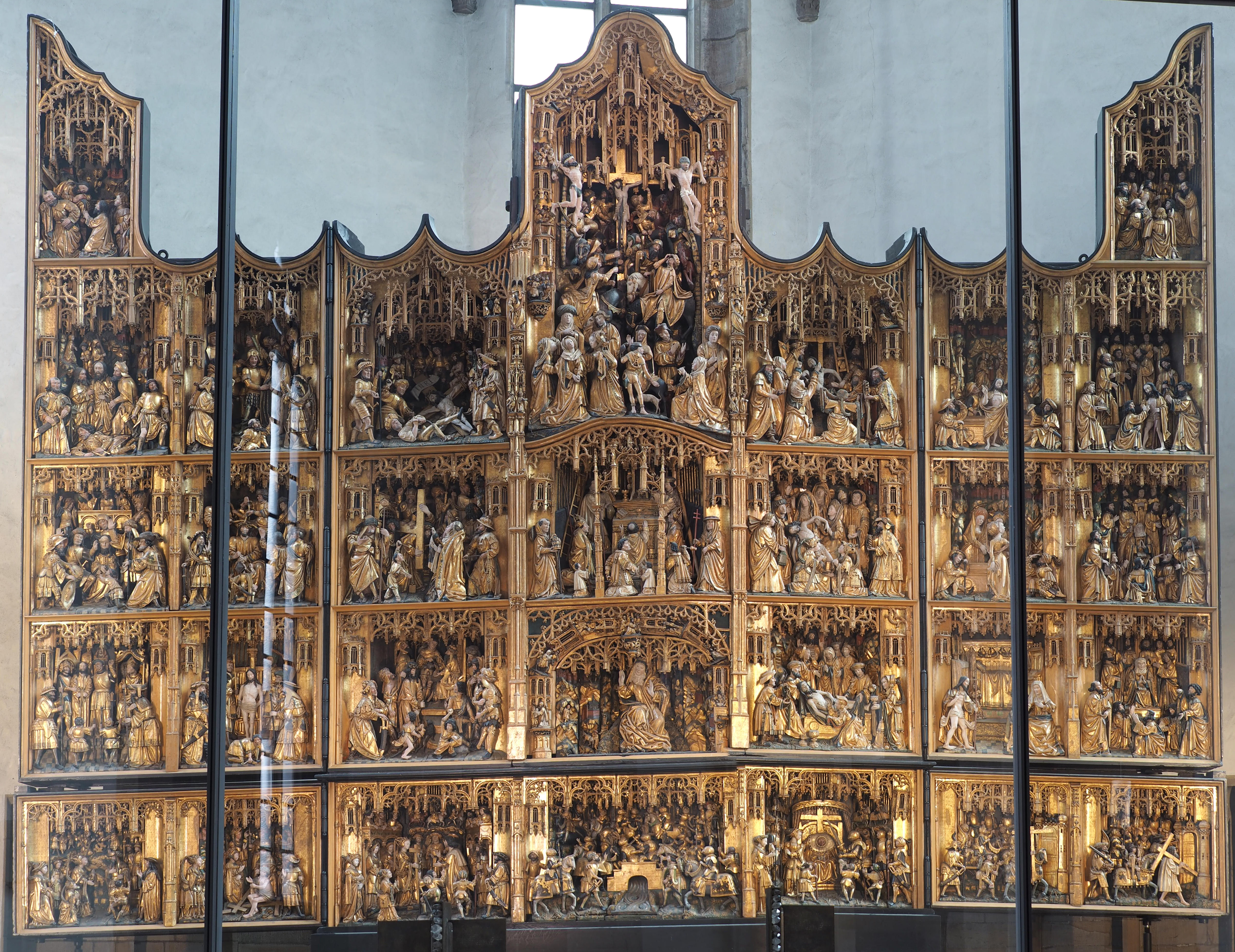
Retábulo na Igreja de São Pedro em Dortmund, c. 1521, conhecido como "A maravilha dourada da Vestfália"

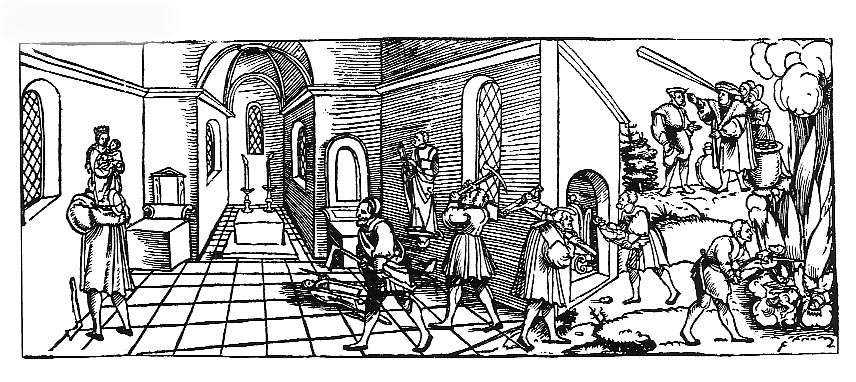
Erhard Schön: gravura mostrando um episódio de iconoclastia, c. 1530

O Gótico tardio é a fase final do estilo, mas não foi uma fase de decadência. Ao contrário, foi quando o Gótico produziu algumas de suas obras mais imponentes, ricas e complexas. A fase se delimita aproximadamente entre meados do século XV e meados do XVI, e representa o corolário do que havia sido conquistado na fase anterior no que diz respeito ao naturalismo e ao internacionalismo. Mas há significativas diferenças na sociedade europeia de então e que podem contribuir para explicar a transformação artística. Na economia, a abertura de novas rotas comerciais em vista das grandes navegações deslocou o eixo do comércio internacional para as nações do oeste europeu. Portugal e Espanha erguiam-se como potências navais, acompanhados pela França, Inglaterra e Países Baixos. O ouro e outras riquezas das colônias americanas, africanas e asiáticas afluíam para eles em uma quantidade inaudita, sustentando a sua ascensão política e possibilitando um verdadeiro surto de fomento às artes. Na política, as invasões da Itália pela França, Alemanha e Espanha levaram a uma radical alteração no equilíbrio de forças do continente, culminando no Saque de Roma de 1527, que ocasionou a fuga de muitos artistas e intelectuais italianos para outras paragens. Esse fenômeno significou a divulgação em larga escala da tradição clássico-renascentista italiana — visto que na Itália o Gótico há muito havia sido superado —, coroando a intensa circulação de obras de arte italianas e textos clássicos que já vinha acontecendo há algum tempo. Da mesma forma a imprensa de tipos móveis, recém inventada por Gutenberg, possibilitou a difusão da cultura em geral e de textos humanistas em particular de uma forma muito mais eficiente, ampla e rápida entre todos os países. Assim, diversos elementos estéticos italianos se tornaram presentes na arte da maior parte dos lugares onde o Gótico permanecia forte, originando uma multiplicidade de correntes ecléticas que muitas vezes são descritas já como parte do Maneirismo internacional.
Outra tendência evidente do período foi o desenvolvimento de um gosto pelo complexo e pelo ultrassofisticado, o que se nota de maneira marcante nos grandes retábulos com várias cenas justapostas, que substituíram os antigos portais de fachada como forma de ilustração didática da doutrina em um grande painel narrativo. A própria estrutura dos retábulos, que emolduravam as cenas em rebuscadas estruturas arquiteturais, muitas vezes lembrava uma fachada de igreja. Da mesma forma que os portais, essas grandes estruturas apresentavam um programa iconográfico claramente organizado, ilustrando as hierarquias divinas que tinham um reflexo na Terra sob a forma da Igreja instituída, com o Vigário de Cristo como seu líder, mais seu corpo de ministros e seu rebanho de fiéis. Tais retábulos eram usualmente oferecidos pela comunidade, e por isso tinham um significado, além de doutrinal, social, pois serviam como símbolos identitários daquela comunidade, e quanto mais ricos e complexos, mais prestígio traziam para a cidade ou congregação. A maior parte dos retábulos possuía painéis laterais dobráveis, e quando nas grandes festas as abas eram abertas e o grande conjunto ficava livre para visualização, o efeito teatral do desvelamento da obra assumia um caráter de epifania sagrada e ao mesmo tempo de uma celebração profana coletiva, já que não raro ao lado de Cristo, dos anjos e santos, eram representadas figuras do povo e da hierarquia civil.
Finalmente, o Gótico encerrou seu ciclo com uma nota funesta — a crise iconoclasta desencadeada pela Reforma Protestante. Os reformistas, além de terem posto um fim à unidade do Cristianismo, que até ali fora um dos mais fortes elementos de coesão cultural da Europa, propuseram novos conceitos religiosos que afetaram os modos representativos, na verdade se inclinando para a condenação sumária da representação sacra e desencadeando diversos episódios de destruição em massa de imagens sagradas, que despojaram inúmeros templos convertidos ao Protestantismo de inestimáveis tesouros artísticos. Uma testemunha escrevendo em Gante em 1566 disse que ali as fogueiras que consumiam as imagens podiam ser vistas a mais de 15 km de distância. Os países católicos não tiveram esse problema, pois o Concílio de Trento reafirmou a importância da arte sacra, mas não puderam se furtar ao debate internacional que se formou em torno do papel das imagens de culto, conseguindo estabelecer um compromisso entre sua função devocional e substitutiva da imagem divina, e seu caráter como obras de arte por direito próprio. Embora Lutero tenha tentado manter uma posição conciliadora, admitindo a possibilidade de se preservar certas imagens como testemunhos da história santa, outros líderes reformistas foram intransigentes. Essa destruição em larga escala da arte religiosa é um dos fatores que tornam o estudo desse período particularmente difícil; mas, por outro lado, conduziu à formulação de uma nova teoria estética que foi uma das bases para o conceito moderno de arte. Segundo Belting,
"Lutero, que simplesmente defendia a fundamentação da religião na vida, certamente foi mais uma testemunha do que a causa do que se chamou de 'o nascimento da idade moderna a partir do espírito da religião'. A religião, por mais que se tenha reafirmado combativamente, já não era mais a mesma. Ela lutou pelo espaço que ocupava até então, mas finalmente foi-lhe atribuído o lugar segregado na sociedade com o qual estamos acostumados agora. A arte foi ora admitida nesse lugar, ora excluída dele, mas deixou de ser um fenômeno religioso em si mesma. Dentro do reino da arte, as imagens simbolizavam as demandas novas e secularizadas da cultura e da experiência estética. Nesse sentido, um conceito unificado de imagem foi descartado, mas a perda foi dissimulada pelo rótulo de 'arte', que hoje lhe é geralmente aplicado".

## Escolas regionais

### França
O Gótico dos dois primeiros períodos foi uma expressão artística essencialmente francesa, mesmo quando já aparecia em outros lugares, e já foi abordado em parágrafos acima, mas ainda resta informar sobre as duas fases finais. A partir de meados do século XIV, acompanhado a tendência geral europeia, a escultura monumental declinou, mas floresceu a de menores dimensões. Da mesma forma a tendência ao naturalismo foi a nota predominante. Na temática as estátuas devocionais se multiplicaram, mostrando linhas de grande delicadeza e graça e um caráter ornamental. As tumbas permaneceram mais ou menos similares às do século XIII, salvo que agora traziam retratos mais acurados do morto, onde se destacam as de Carlos V e seus dois sucessores imediatos, realizadas por André Beauneveu. Carlos V inclusive foi um dos maiores mecenas de sua época, tornando Paris um dos mais importantes centros de escultura e atraindo artistas flamengos como Jean de Liége, no que foi secundado por seu irmão João, Duque de Berry, cuja corte instalou-se alternativamente em Poitiers e Bourges, servindo-se dos escultores Jean de Cambrai e do já citado Beauneveu, entre outros.
Sob Filipe II o ducado da Borgonha, que em sua época incluía Flandres, assumiu um lugar proeminente como centro cultural, contando com diversos escultores flamengos notáveis como Claus Sluter e Jean de Marville. Depois da morte do duque o prestígio da escola borgonhesa começou a declinar, mas no fim do século XV merece lembrança Antoine le Moiturier, tradicionalmente tido como autor da célebre Tumba de Philippe Pot. Na mesma época os franco-flamengos foram os responsáveis por um certo ressurgimento da decoração arquitetural, tendência que se prolongou até o século XVI e deixou testemunhos importantes na Catedral de Rouen e na Catedral de Amiens, incluindo peças de fachada e relevos nos interiores. Também no século XV surgiu no vale do Loire um prolífico movimento conhecido como Détente, resgatando o antigo idealismo do século XIII temperado com alguns elementos do Renascimento italiano que começava a se fazer notar. Seus temas eram os tipos populares e por isso fez grande sucesso entre as classes mais baixas, mas também cultivou o sacro, especialmente as Madonnas e grupos do Santo Sepulcro. Pelo fim do século XV o movimento influenciava toda produção escultórica da França, e entre seus expoentes estavam Michel Colombe e Jacques Bachot.

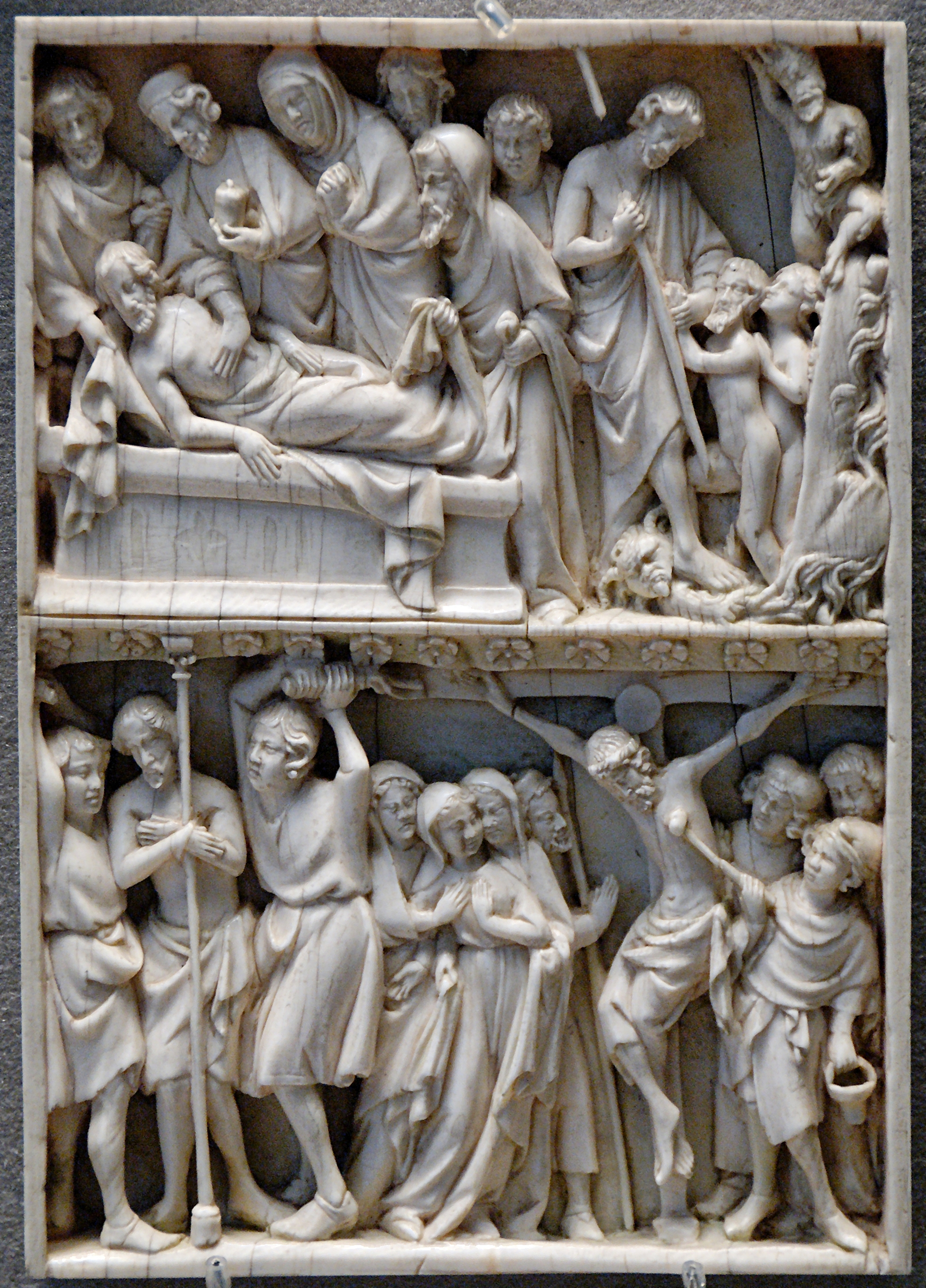
Anônimo: Díptico da Paixão de Cristo, Paris. Marfim com traços de policromia, início do século XIV
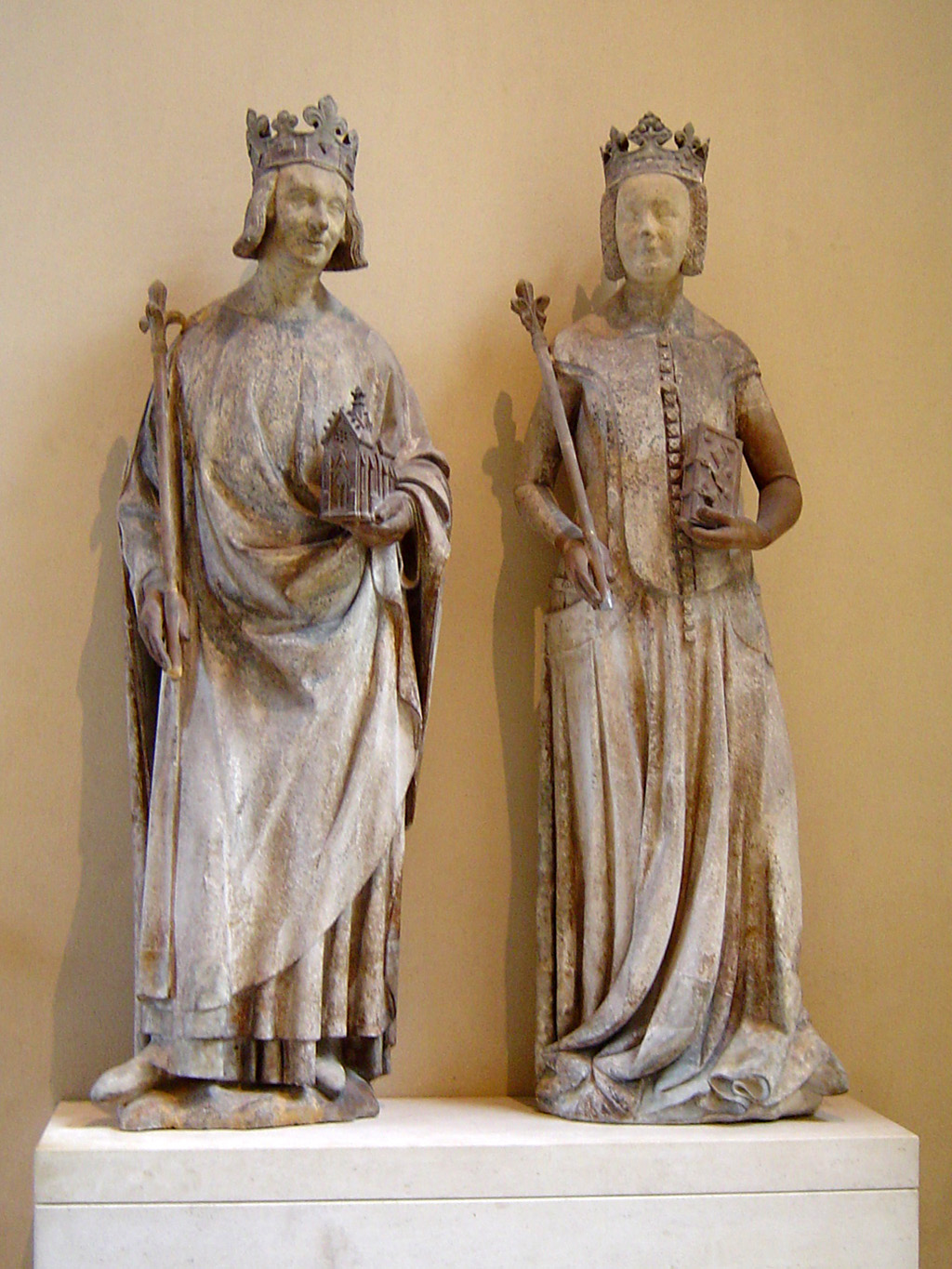
Anônimo: Estátuas de Carlos V e Joana de Bourbon, Paris, meados do século XIV
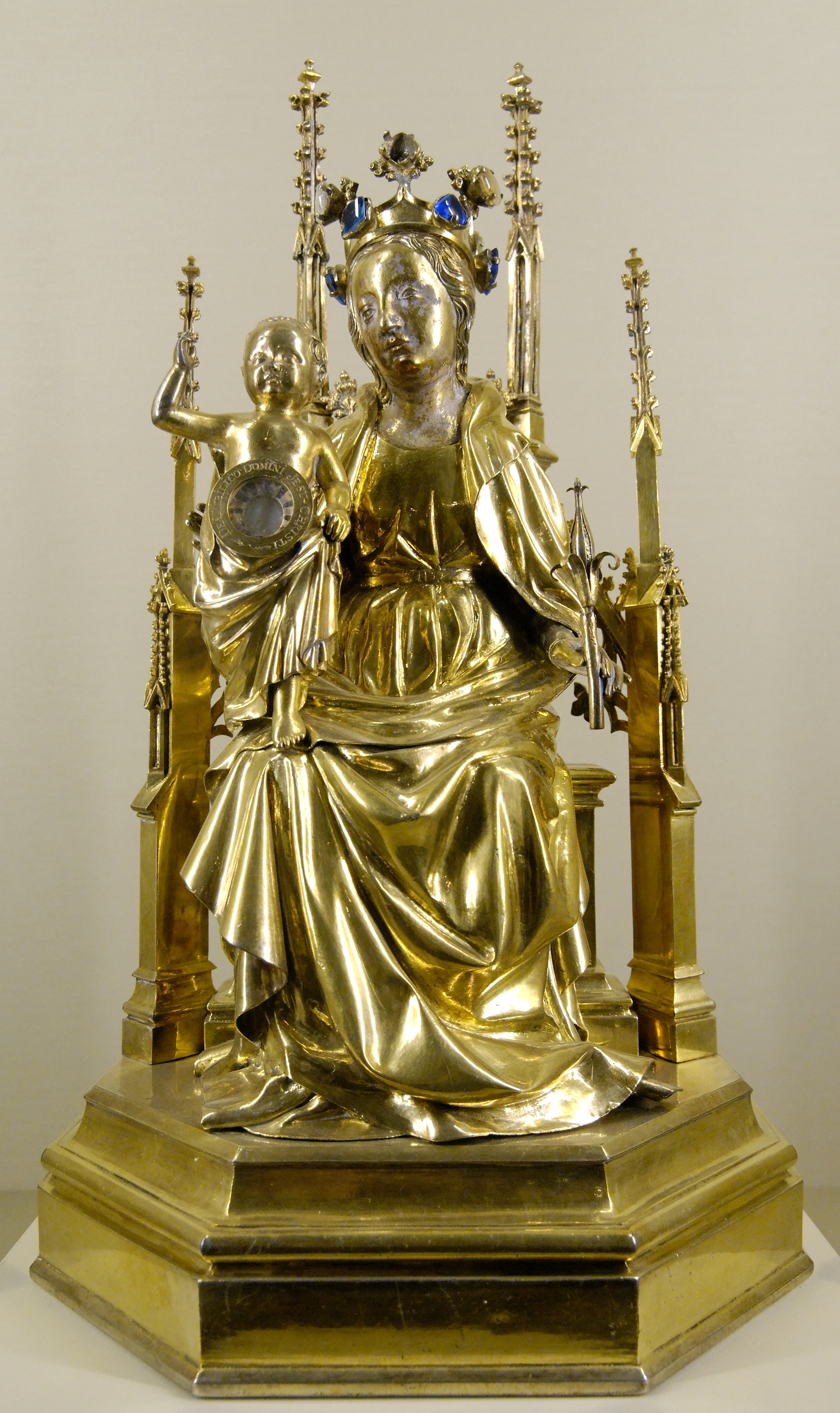
Anônimo: relicário Umbilicus Christi, Paris?. Prata dourada, 1407.
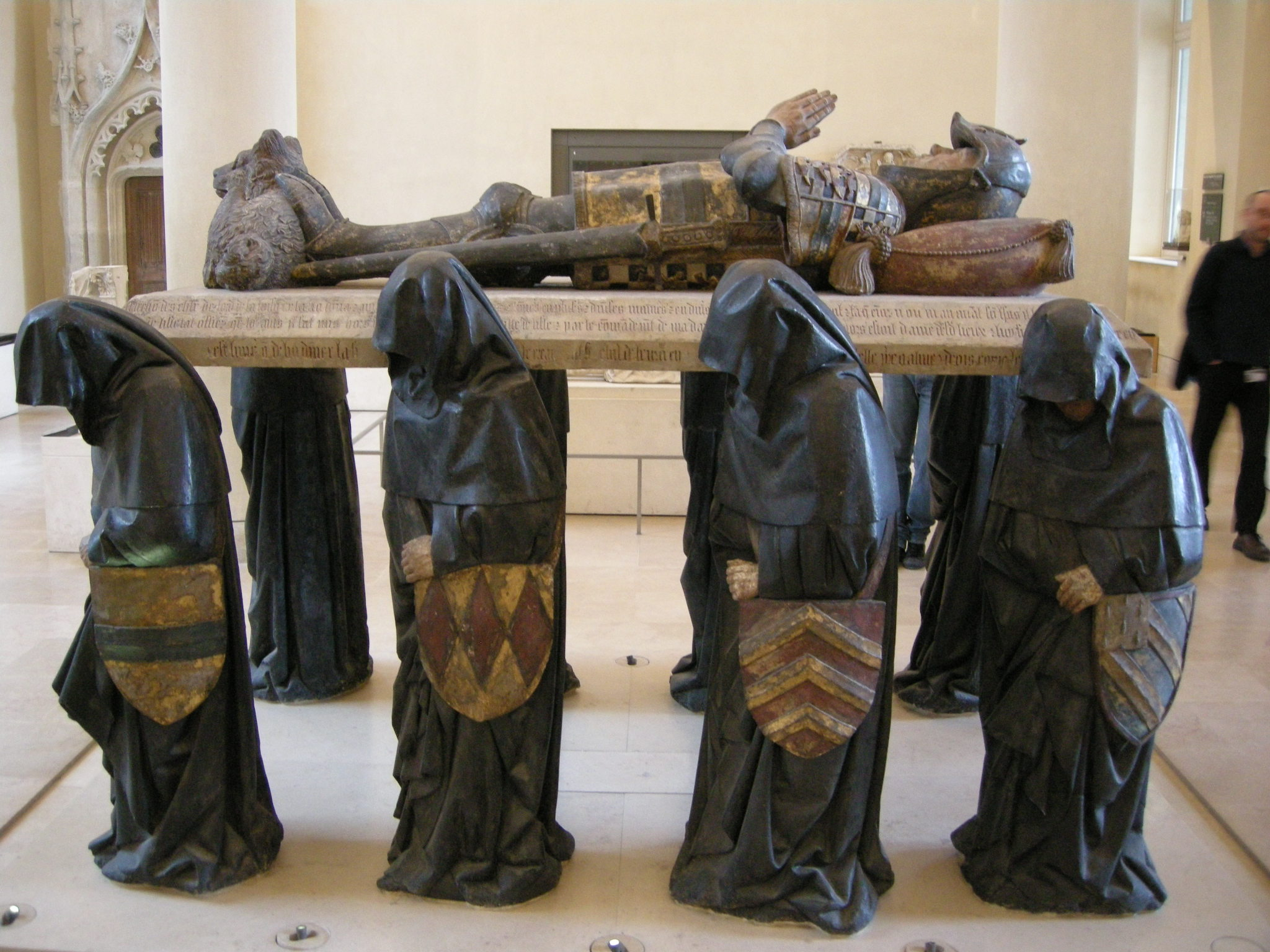
Antoine le Moiturier ?: Tumba de Philippe Pot, Borgonha, 1494

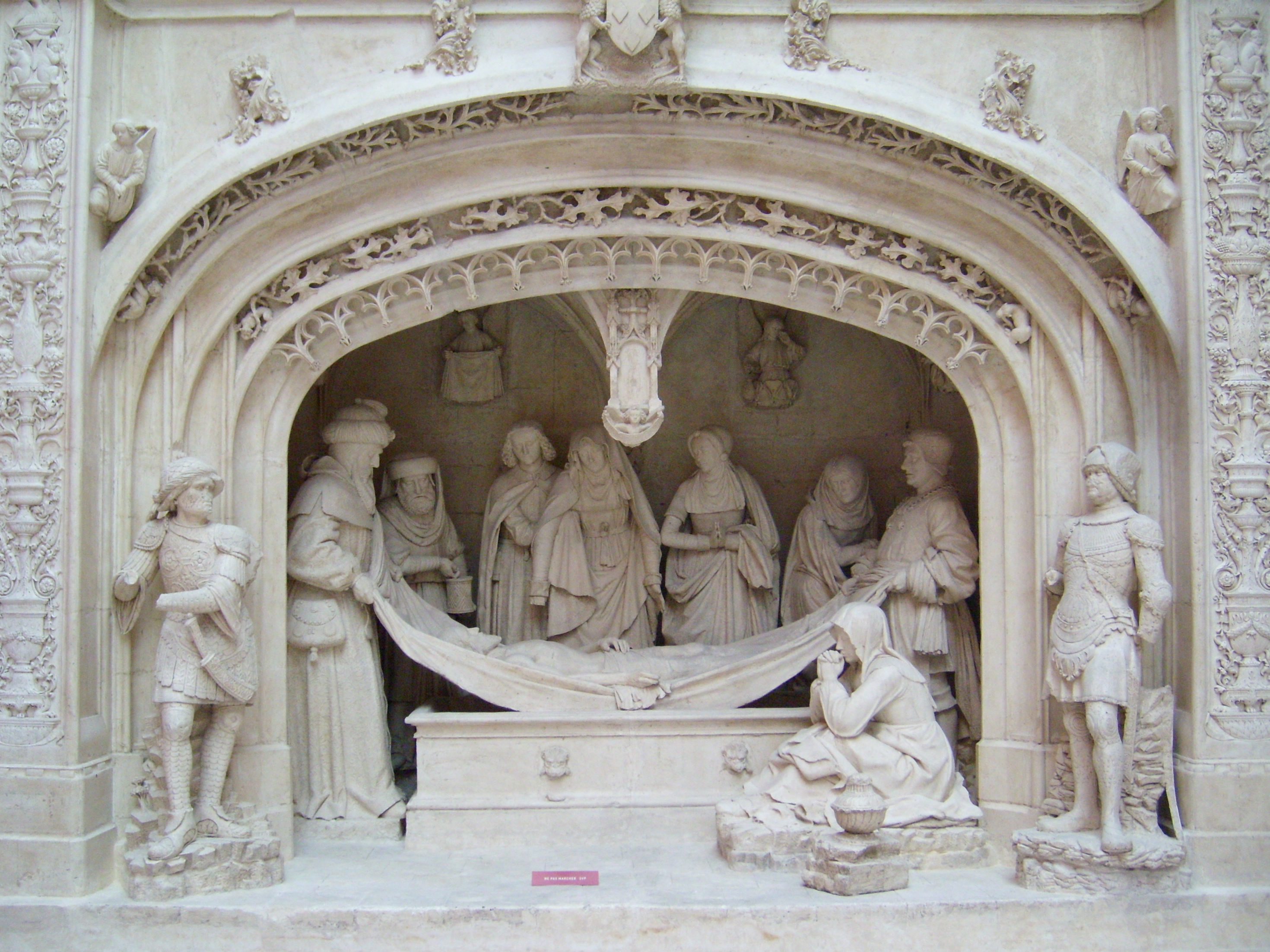
Escola de Michel Colombe: Santo Sepulcro, Igreja Abacial de Saint-Pierre de Solesmes, Sarthe. Mármore, fim do século XV.
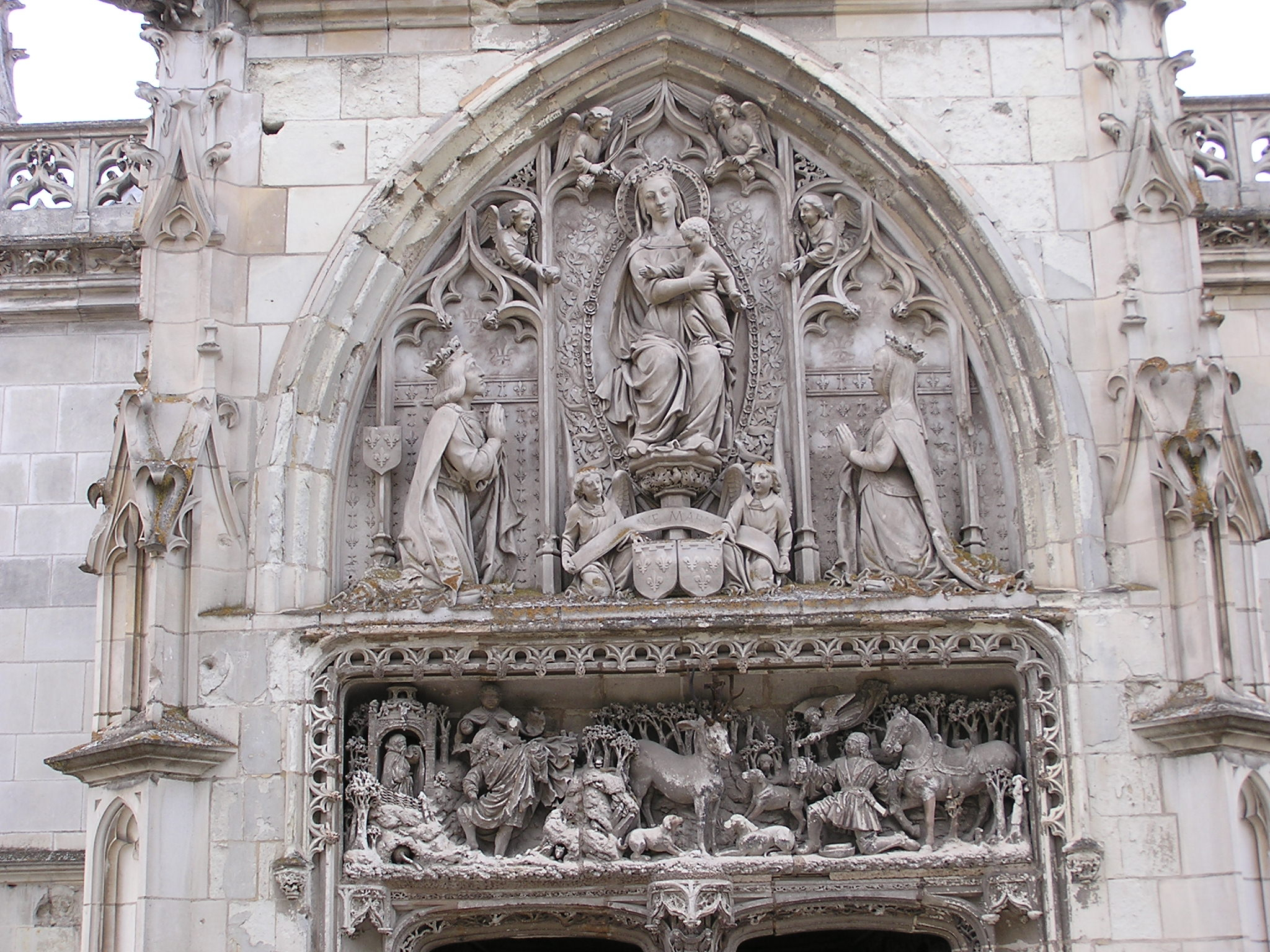
Detalhe da fachada da capela de Saint-Hubert do Château d'Amboise. 1491–96
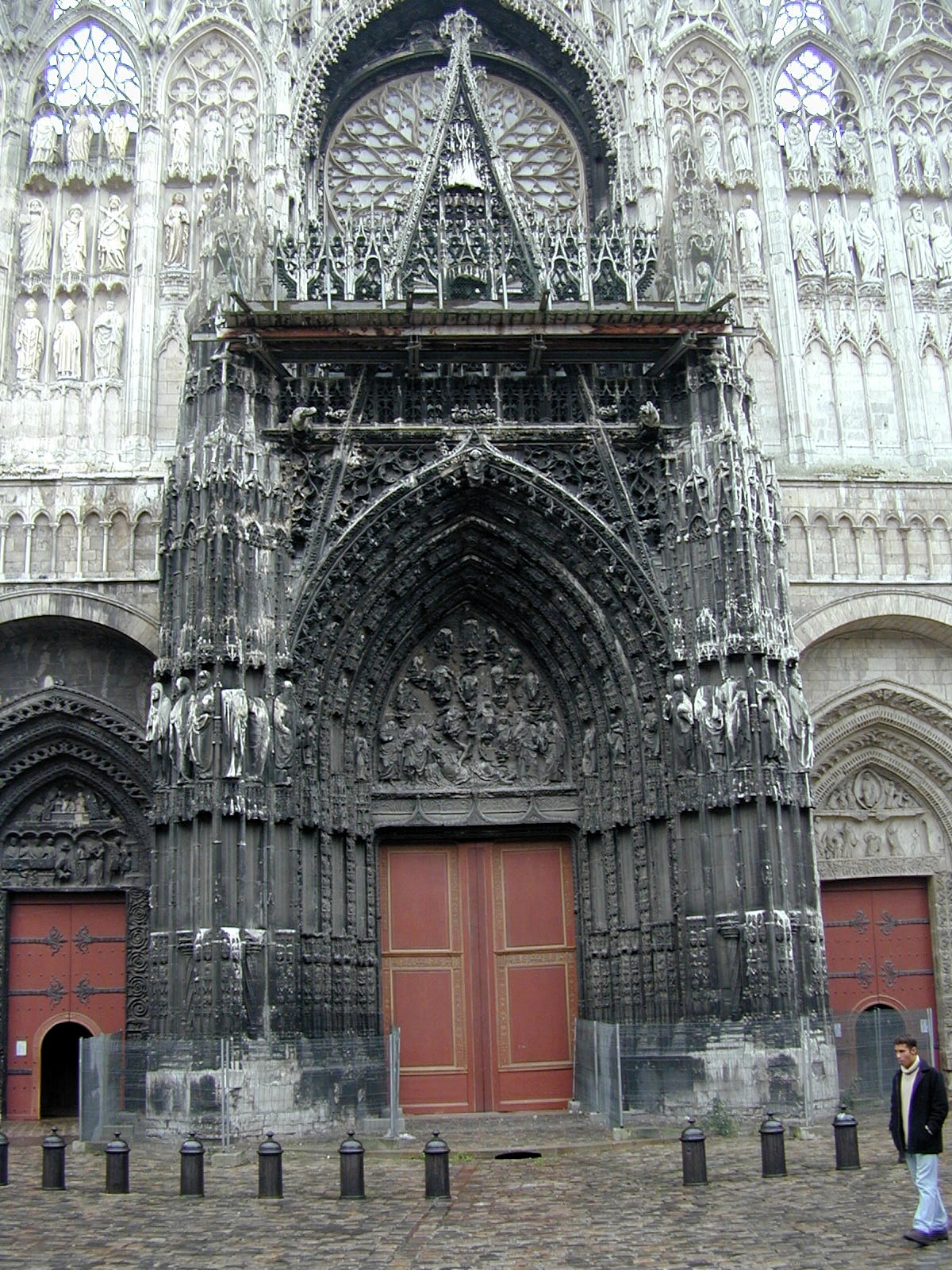
Pórtico da Catedral de Ruão, século XVI
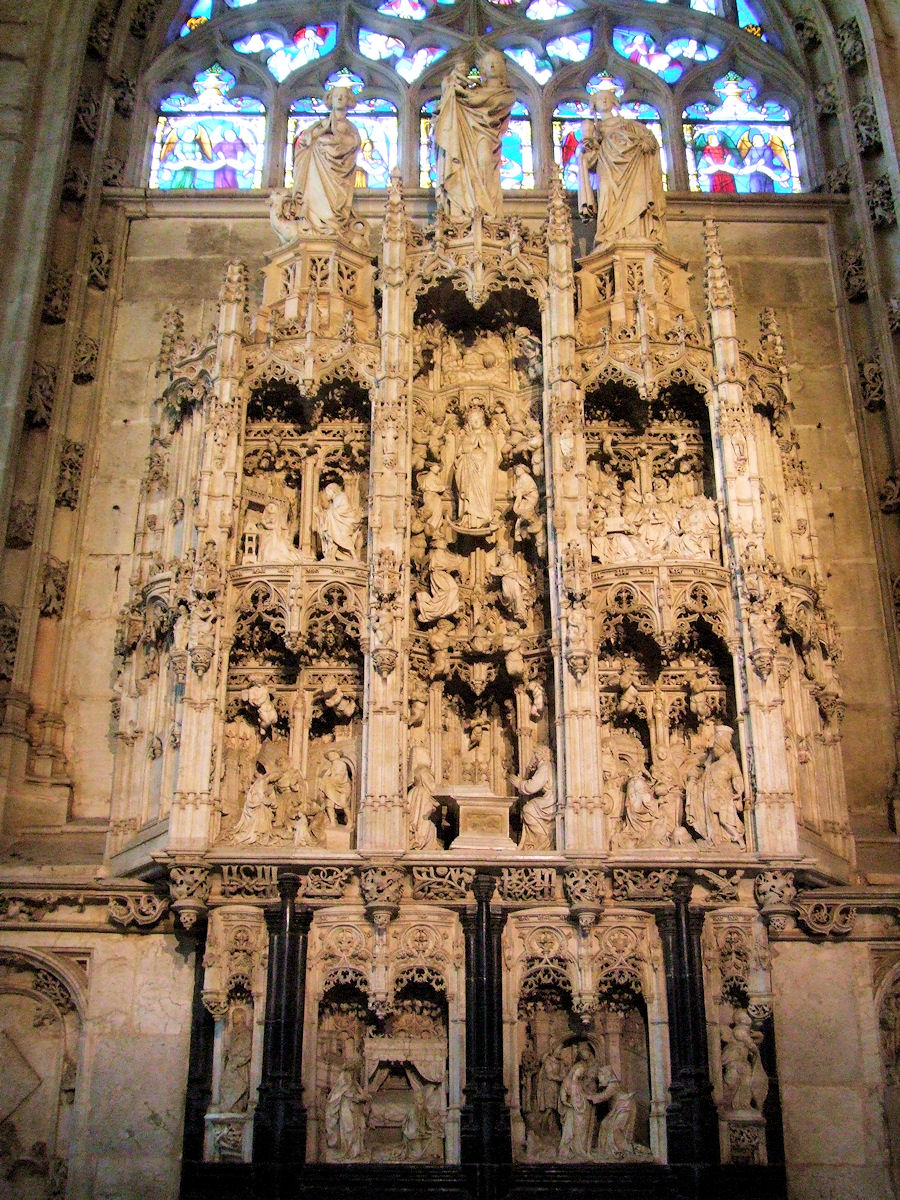
Anônimo: Retábulo na Catedral de Bourg-en-Bresse. Mármore, c. 1532

### Alemanha e Europa central
Na Alemanha o Gótico apareceu por volta de 1220, e foi recebido através de escultores treinados na França, e apesar de a escultura ser bastante empregada em fachadas, elas em geral são menos ricas que seus modelos franceses, mas a influência franca sempre permaneceu forte. Por outro lado o naturalismo foi desde logo mais enfatizado, possivelmente pela permanência de mais elementos clássicos em sua tradição, preservados pela Renascença Carolíngia do século VIII e por contatos com o Império Bizantino. Manuscritos iluminados conservados desde a Antiguidade tardia em mosteiros e coleções eclesiásticas também podem ter sido uma influência ao apresentarem modelos classicistas para os escultores. Na Catedral de Bamberga, do século XIII, existem estátuas que já podem ser considerados verdadeiros retratos, como o célebre Cavaleiro de Bamberga, e o mesmo na Catedral de Naumburgo, com várias figuras muito vivazes. Igualmente é mais nítida, a partir do fim do século, uma tendência à intensificação dramática e à humanização dos temas sacros, como se observa na proliferação de cenas como a Dança da Morte, as Sete Dores de Maria, e o Cristo como o Homem das Dores. Também se formula ali tipologia da Pietà, destinada à devoção privada. Os melhores exemplos monumentais alemães se encontram nas catedrais de Estrasburgo (franco-alemã), Freiberga, Bamberga, Magdeburgo e Naumburgo.
Ao longo do Gótico internacional se dissolveram quaisquer diferenças regionais, e o estilo tendeu a se homogeneizar, mas o nível geral de qualidade sofreu uma nivelação mediana. Também na caracterização dos personagens se nota uma padronização, fixando-se estereótipos convencionais que já não possuem a individualidade da fase anterior. Nessa fase o Gótico alemão só difere do francês na escolha de traços étnicos locais no desenho dos personagens. Entretanto, essa mesma escolha que de início se mostrou apenas circunstancial, superficial, mais tarde deu origem a uma arte com características nacionais inconfundíveis. Mas ao contrário da França, que começava a abandonar a escultura monumental, esse gênero continuou a ser bastante praticado, havendo muitas igrejas em diversas cidades, como Xanten, Colônia, Erforte, Worms, Ulm, Augsburgo, Vurtzburgo, Nuremberga, entre tantas, que possuem bons exemplos. Mas de todos os gêneros os mais importantes nessa fase foram as pequenas peças de devoção privada, principalmente as Madonnas, e as tumbas, cujas efígies ainda mostram traços bastante individuais.
Chegando-se ao Gótico tardio, as influências clássico-maneirista italiana e a flamenga se tornaram mais significativas, mas as tendências tipicamente germânicas se afirmaram poderosamente, formulando um realismo muitas vezes brutal e dramático, que se vale não de uma descrição anatômica exata, e sim da movimentação extravagante dos corpos, do acúmulo de personagens que muitas vezes se comprimem em espaço exíguo, das convolutas dobraduras das vestimentas que adquirem valor por si próprias sem levar em conta os volumes corpóreos subjacentes, e da decoração acessória superabundante, que em certos momentos se torna exaustiva em seu detalhamento. A escola da Suábia em particular celebrizou-se por alcançar uma intensidade patética em suas peças devocionais.
O caráter geral dessa produção, porém, apesar de seu óbvio virtuosismo, é burguês, pois os tipos humanos são populares, sem idealismo, e o gosto pelo exagerado, pelo pitoresco e pelo expressivo às vezes aproxima as peças da caricatura. Mas em muitos casos o abandono ao emocional conseguiu resultados de fato grandiloquentes, e os grandes retábulos que se criaram nessa fase derradeira são obras de grande impacto visual e exímia artesania. Entre os muitos mestres que se notabilizaram nesse período, trabalhando em várias regiões alemãs, pode-se destacar Tilman Riemenschneider, Michael Pacher, Bernt Notke, Veit Stoss e Adam Kraft. A escola gótica alemã foi, logo depois da francesa, a mais importante para a irradiação do estilo para o resto da Europa. Muitos de seus artistas viajaram extensamente pelo continente, deixando obras na Polônia, República Tcheca, Inglaterra, Suécia, Dinamarca e outros lugares.

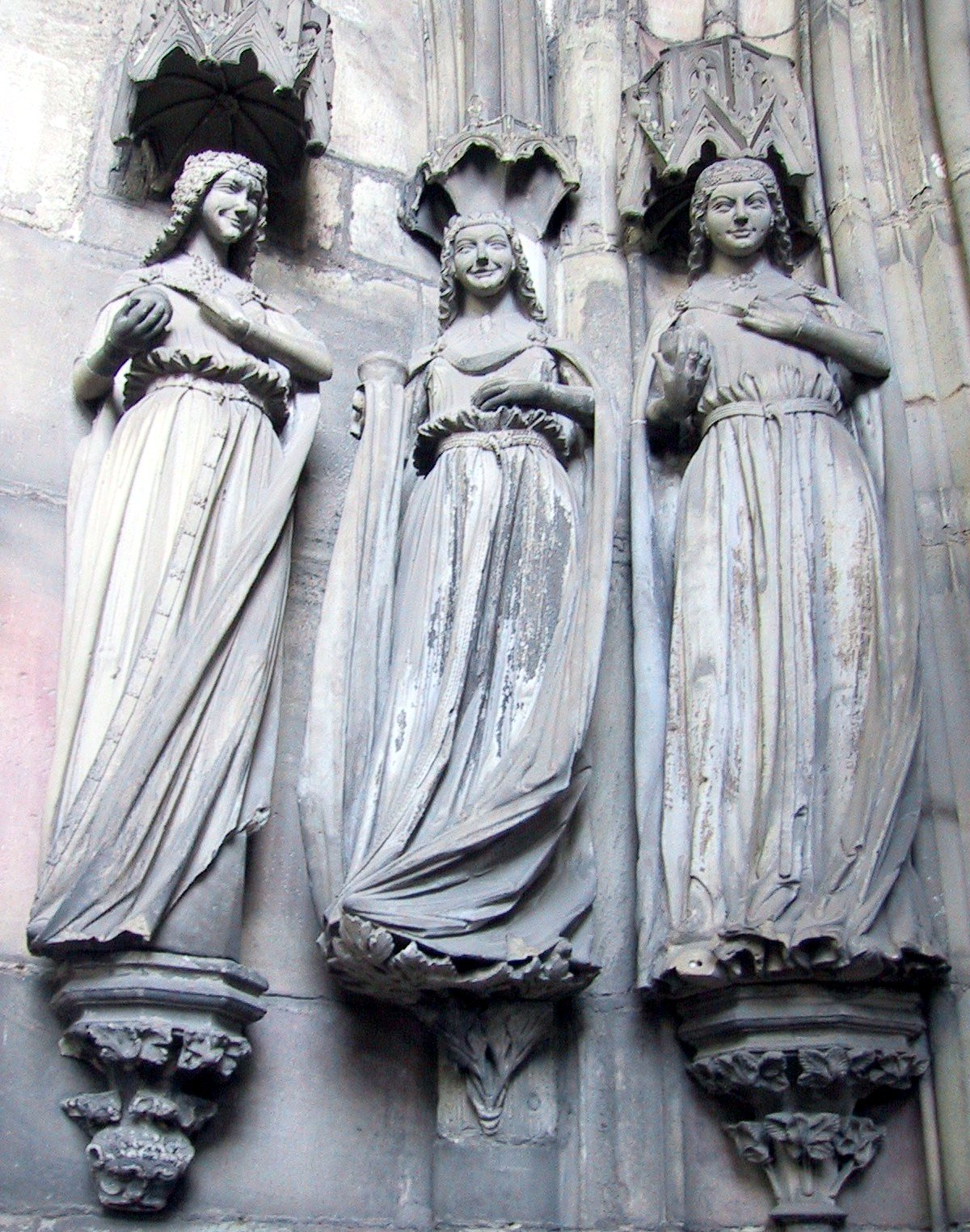
Anônimo: As três Virgens Prudentes, fachada da Catedral de Magdeburgo, Alemanha. Pedra, c. 1250
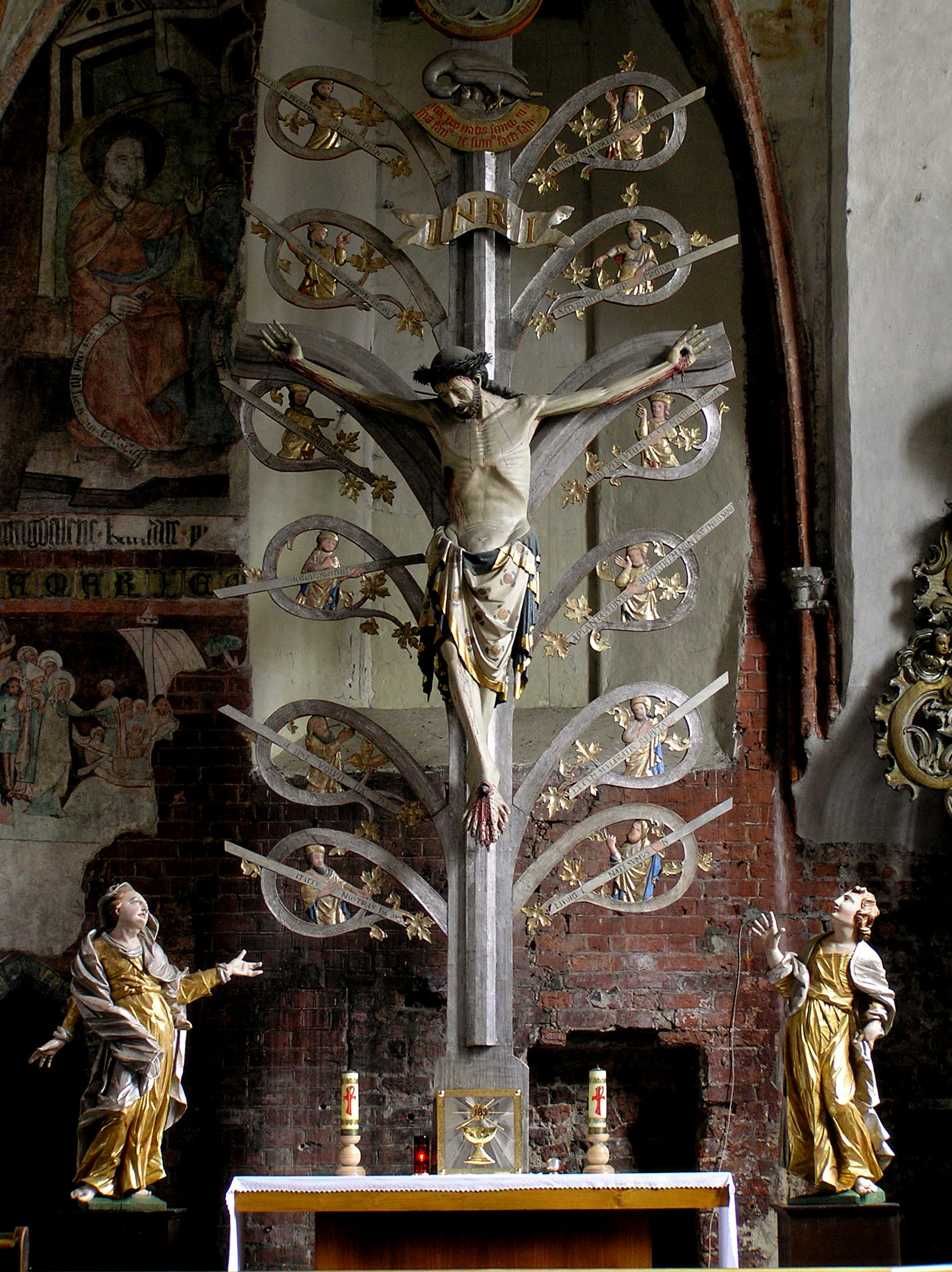
Anônimo: Crucifixo Místico, Igreja de S. Tiago, Toruń, Polônia. Madeira policroma e metal, fim do século XIV
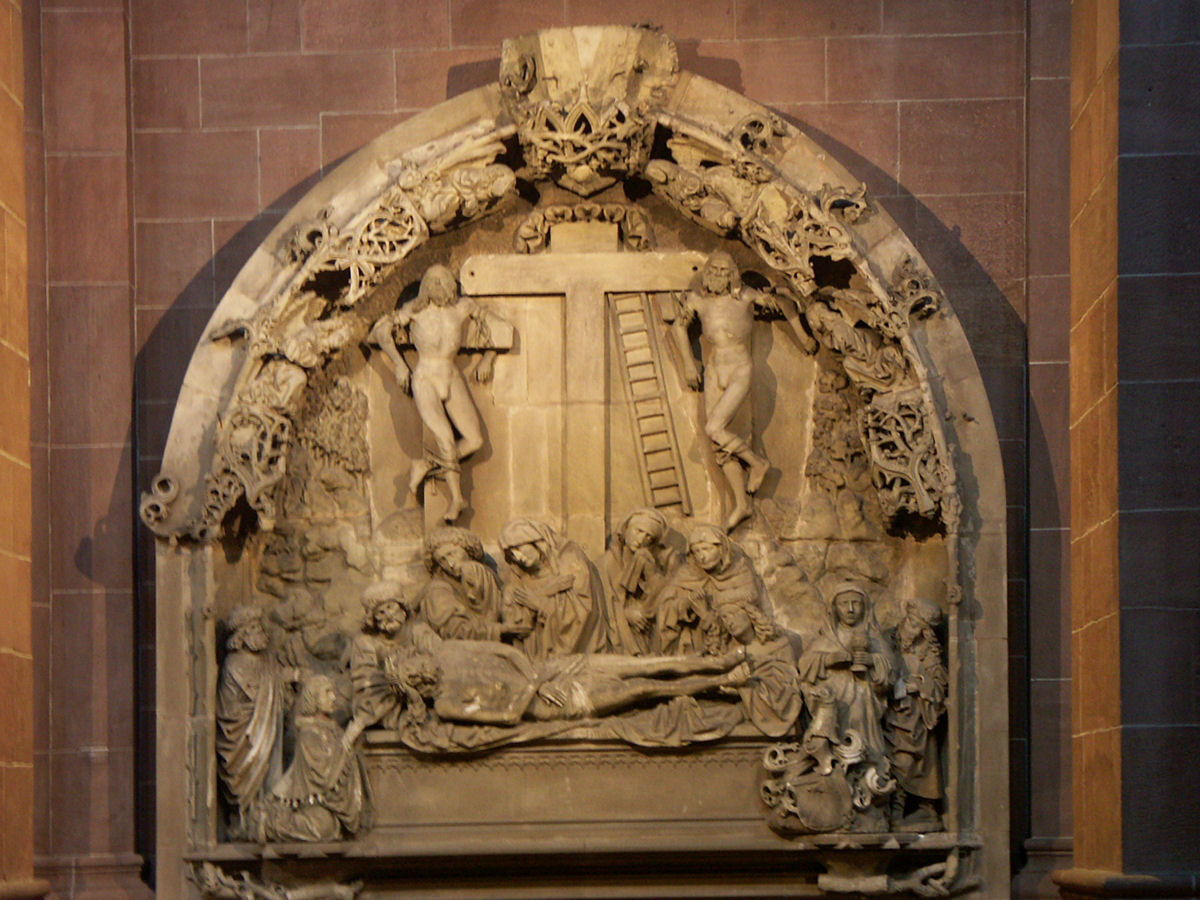
Anônimo: Tímpano do Sepultamento, Catedral de Worms
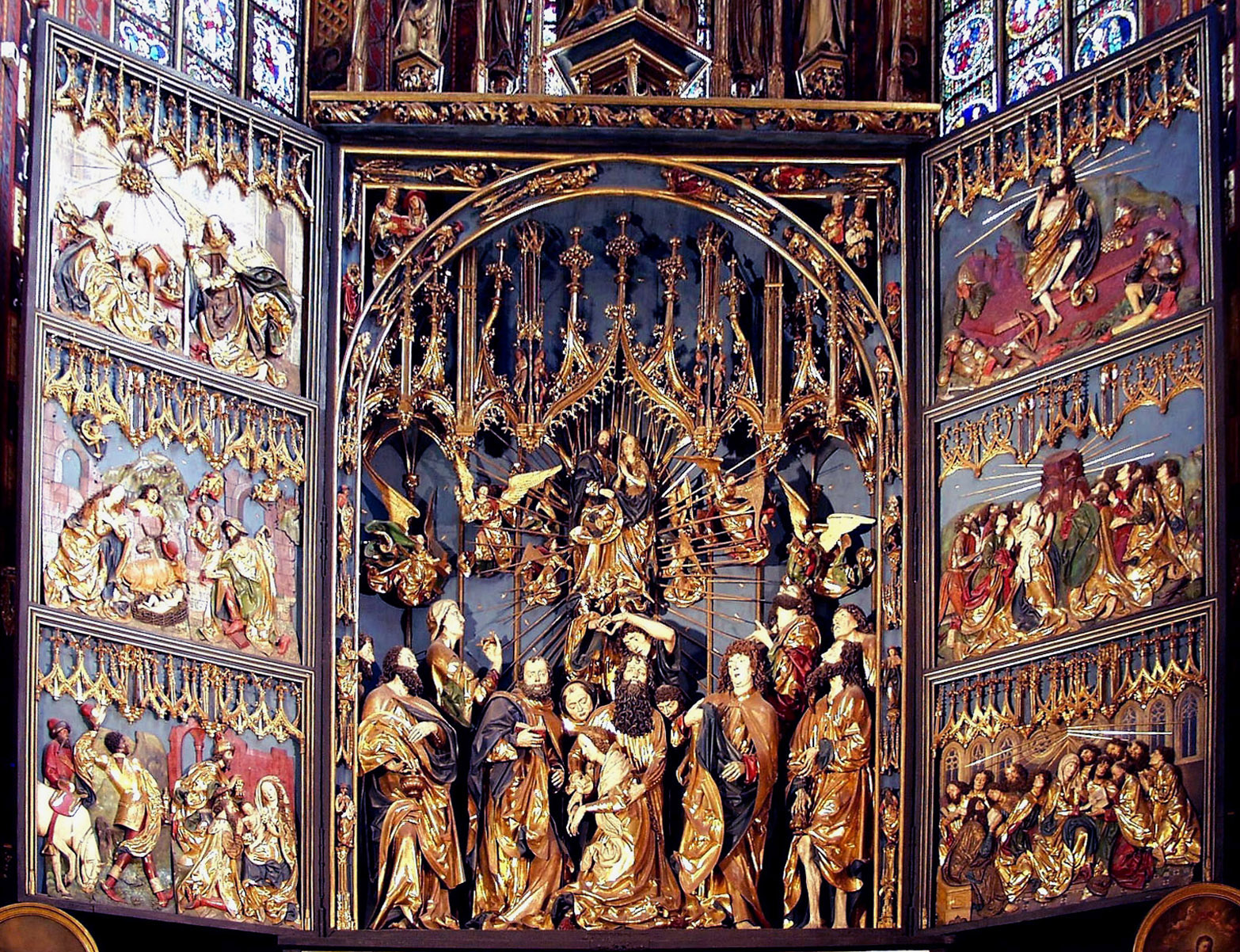
Veit Stoss: Retábulo na Igreja de Santa Maria, Cracóvia. Madeira policroma, 1477-1489

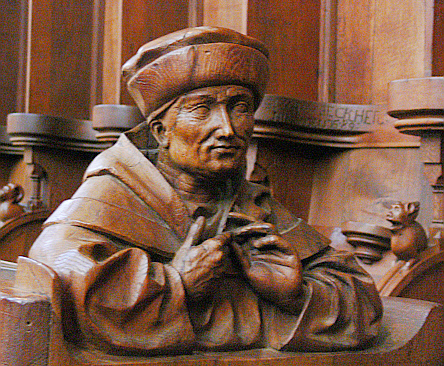
Jörg Syrlin, o Jovem: Profeta Josué, Mosteiro Blaubeuren, Chorraum. Madeira, 1493
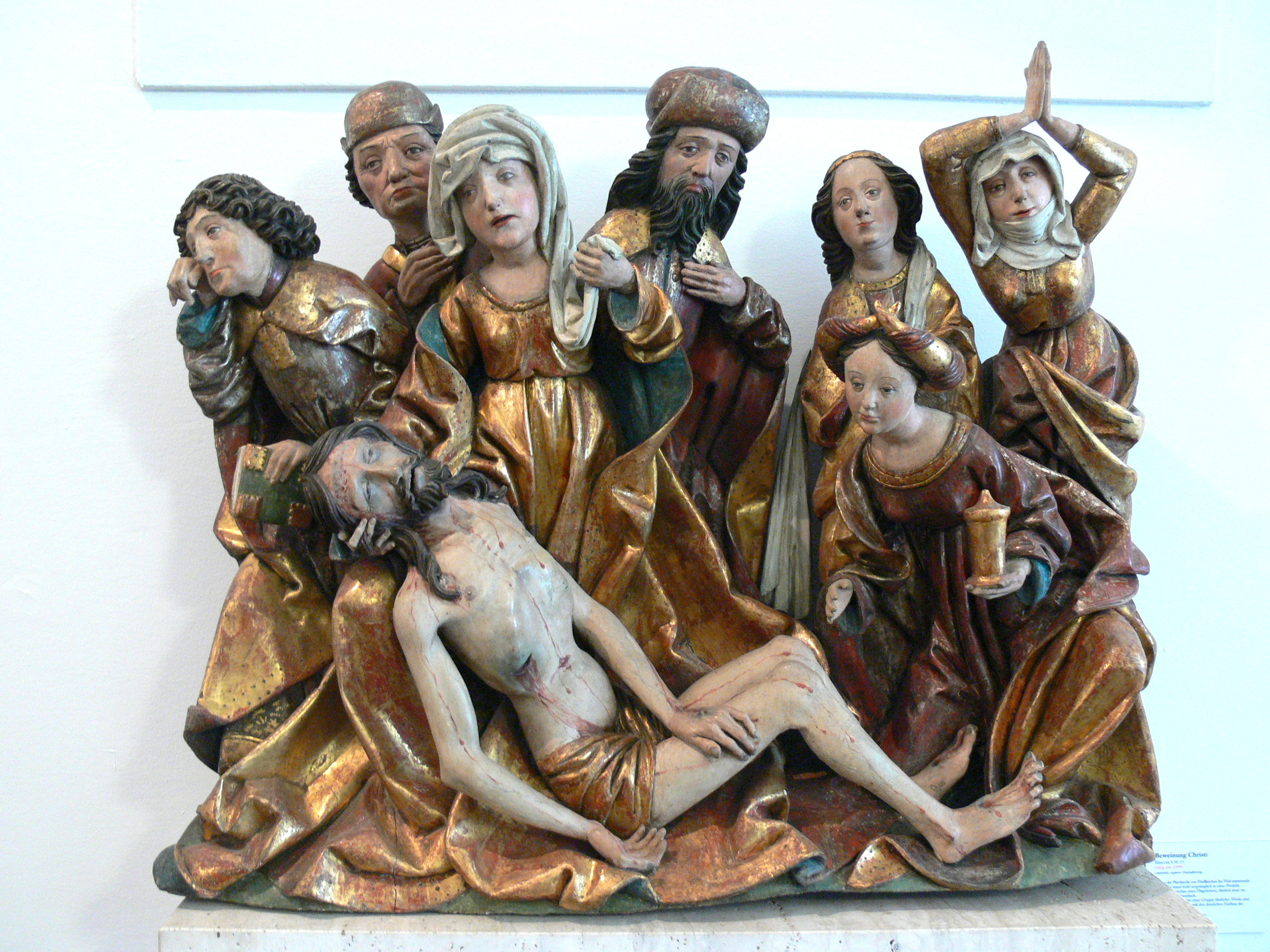
Mestre S. W.: Pietà, Schlossmuseum, Linz, Áustria. Madeira policroma,  c. 1499.
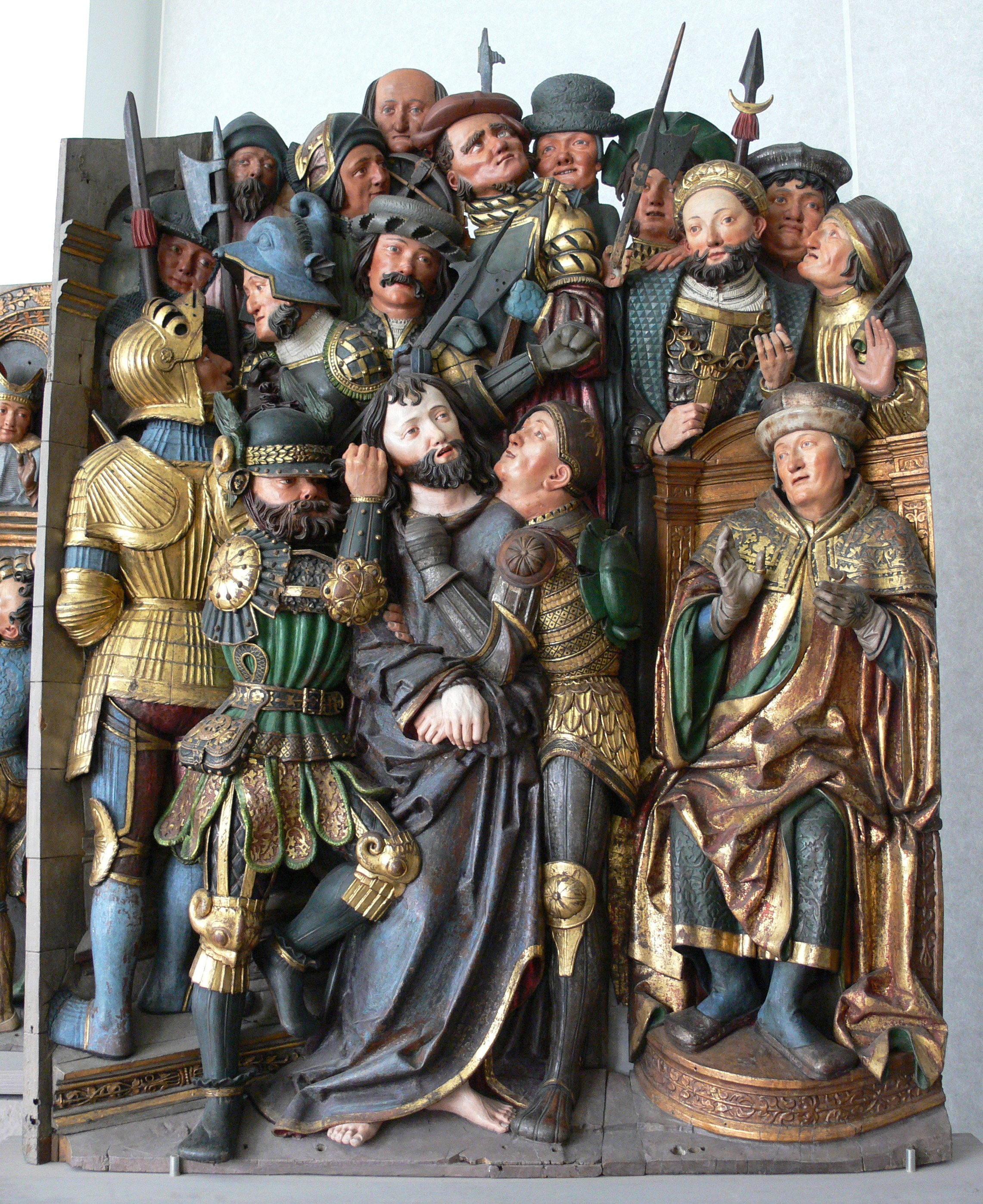
Niklaus Weckmann: Cristo diante de Pilatos, Ulm. Madeira policroma, c. 1520
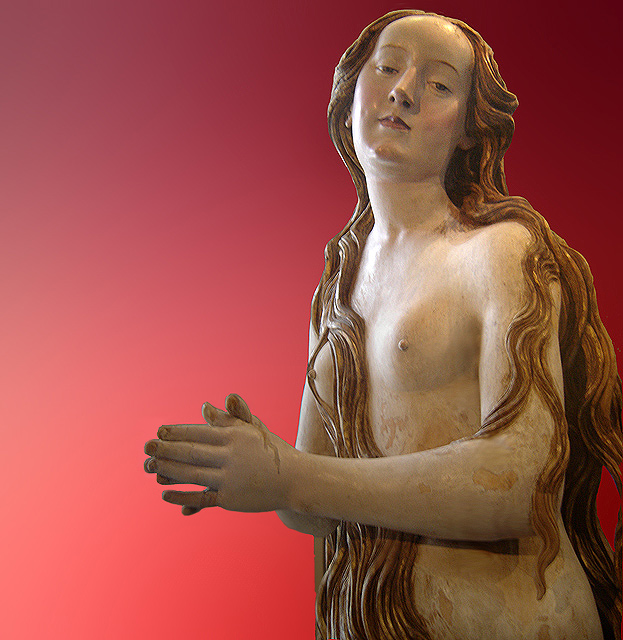
Gregor Erhart: Santa Maria Madalena. Madeira policroma, primeira metade do século XVI

### Inglaterra, Escandinávia e Países Baixos
Na Inglaterra o Gótico surgiu pouco depois do que na França, mas ali o conceito do "grande portal" jamais se implantou como uma regra, e aparece em poucas ocasiões, como na Catedral de Rochester, mas mesmo ali é mais simplificado. Antes, a escultura gótica inglesa se concentrou em outras áreas do edifício, como se exemplifica na Catedral de Wells, onde aparece em nichos da fachada e em partes do interior, como no coro e salas capitulares, e sua qualidade se compara aos modelos franceses. Entre os séculos XIV e XV a estatuária fachadista quase desapareceu por completo, e em seu lugar se preferiu empregar decoração abstrata ou com motivos vegetais. Vários artistas alemães e flamengos já estavam ali ativos e o interesse se deslocou para outras tipologias, como as tumbas, das quais se destaca a de Eduardo II, e diversas outras na Abadia de Westminster. Também se percebe nas fases finais uma reintegração da escultura com a arquitetura, novamente nos interiores, em capelas e painéis de coro, onde as estátuas são emolduradas por rica ornamentação de formas arquiteturais. A capela de Henrique VII em Westminster é o exemplo mais importante desse gênero. Mas as conquistas mais originais da escultura gótica inglesa estão nas tumbas. Algumas delas, mais antigas, não apresentam a imagem do morto em repouso, mas como um herói caído em batalha, em posições contorcidas a exalar seu derradeiro suspiro; outras, da transição entre o Gótico internacional e o Gótico tardio, os mostram como cadáveres comidos pelos vermes, com requintes repugnantes de realismo, a recordar a efemeridade das coisas do mundo. Parece certo que foi produzida também muita estatuária devocional em toda a Inglaterra, com traços bastante únicos e grande riqueza plástica, mas a massiva destruição que aconteceu quando Henrique VIII rompeu com Roma e fundou a Igreja da Inglaterra prejudica o estudo de sua cronologia e evolução. Entretanto, algumas peças avulsas exportadas para a Escandinávia que sobreviveram permitem sugerir que a influência francesa permaneceu sempre forte.
No caso da Escandinávia o Gótico penetrou a partir do século XIII por várias frentes - França, Inglaterra e Alemanha - e a escultura produzida ali mostrou grande variedade e vitalidade em diversas escolas regionais. Existem belas obras em marfim de elefante e de morsa, e a madeira foi o material onde foram deixadas as peças mais interessantes, como os crucifixos monumentais que se encontram em Gotlândia e outras cidades. De qualquer forma foram construídas várias catedrais com significativa decoração estatuária, como as de Upsália, Skara e Trontêmio. Entre os séculos XIV e XV o comércio se intensificou com os membros da Liga Hanseática, e nessa fase a escultura escandinava foi dominada pela influência da escola de Lubeque.
Parece que nas primeiras fases do Gótico pouco houve de significativo na escultura dos Países Baixos, e o que existiu deve ter sido uma derivação francesa e renana; a Reforma Protestante ali fez estragos massivos, e durante a I Guerra Mundial muitos monumentos também desapareceram, e por isso pouco se sabe. Porém, é certo que na altura do século XIV se estabelecera uma importante escola em Tournai, e o impacto dos mestres flamengos se fez sentir na escultura da Inglaterra, da França e da Alemanha, tornando esse período um tanto menos obscuro. A escola de Tournai deixou sua melhor representação em tumbas, com uma estética ao mesmo tempo austera e naturalista. No século XV os flamengos enfim se tornaram uma grande influência sobre toda arte europeia, contando com artistas do porte de Claus Sluter, Jean de Liége, Jacques de Baerze e muitos outros, que irradiaram sua arte para outras regiões. Esse grande grupo de criadores trabalhou um pouco a pedra, mas deixou suas obras mais importantes no gênero do retábulo em madeira policroma, e com uma figuração tendendo para o dramático e o dinâmico.

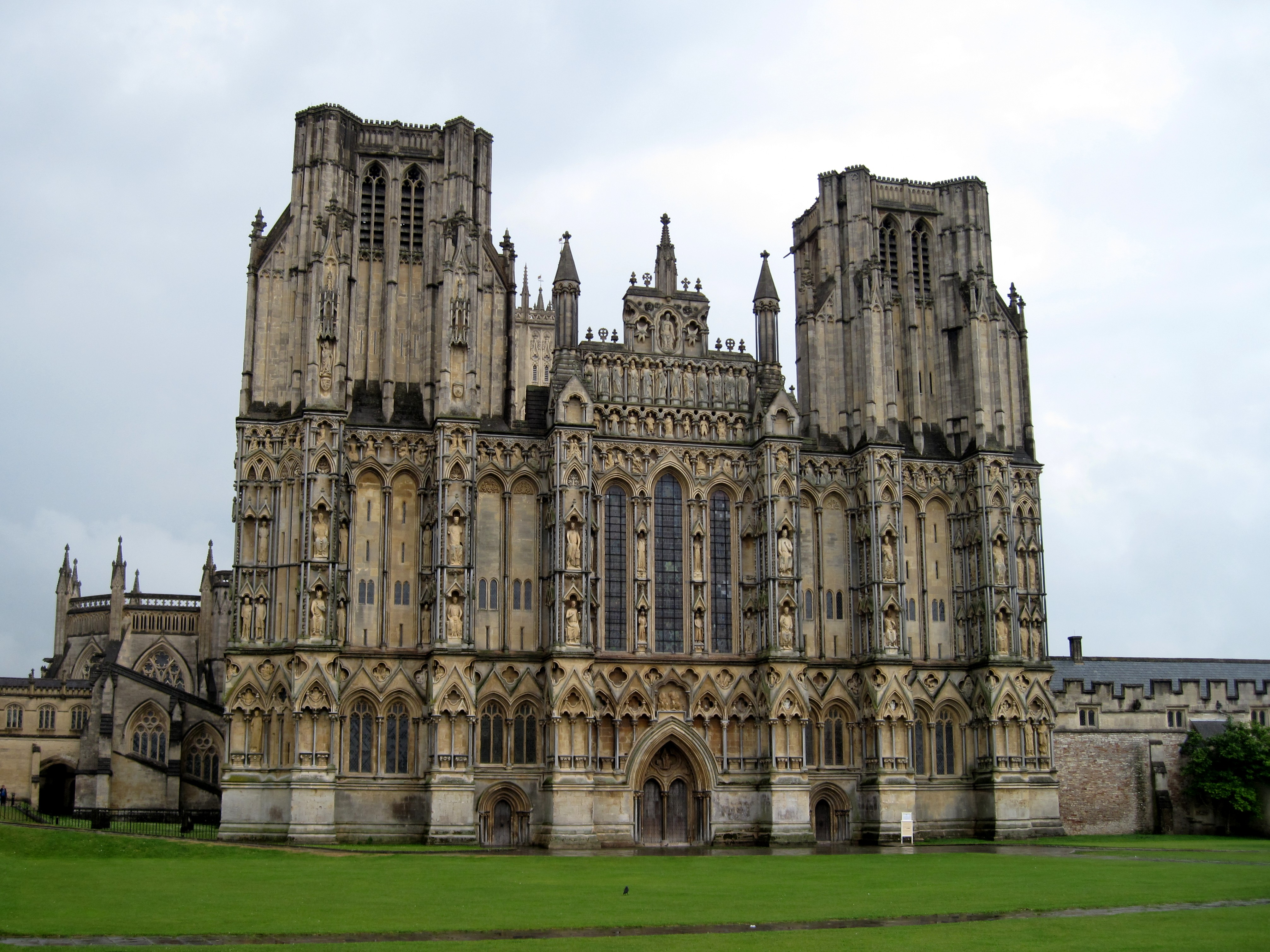
Catedral de Wells, Inglaterra, c. 1250
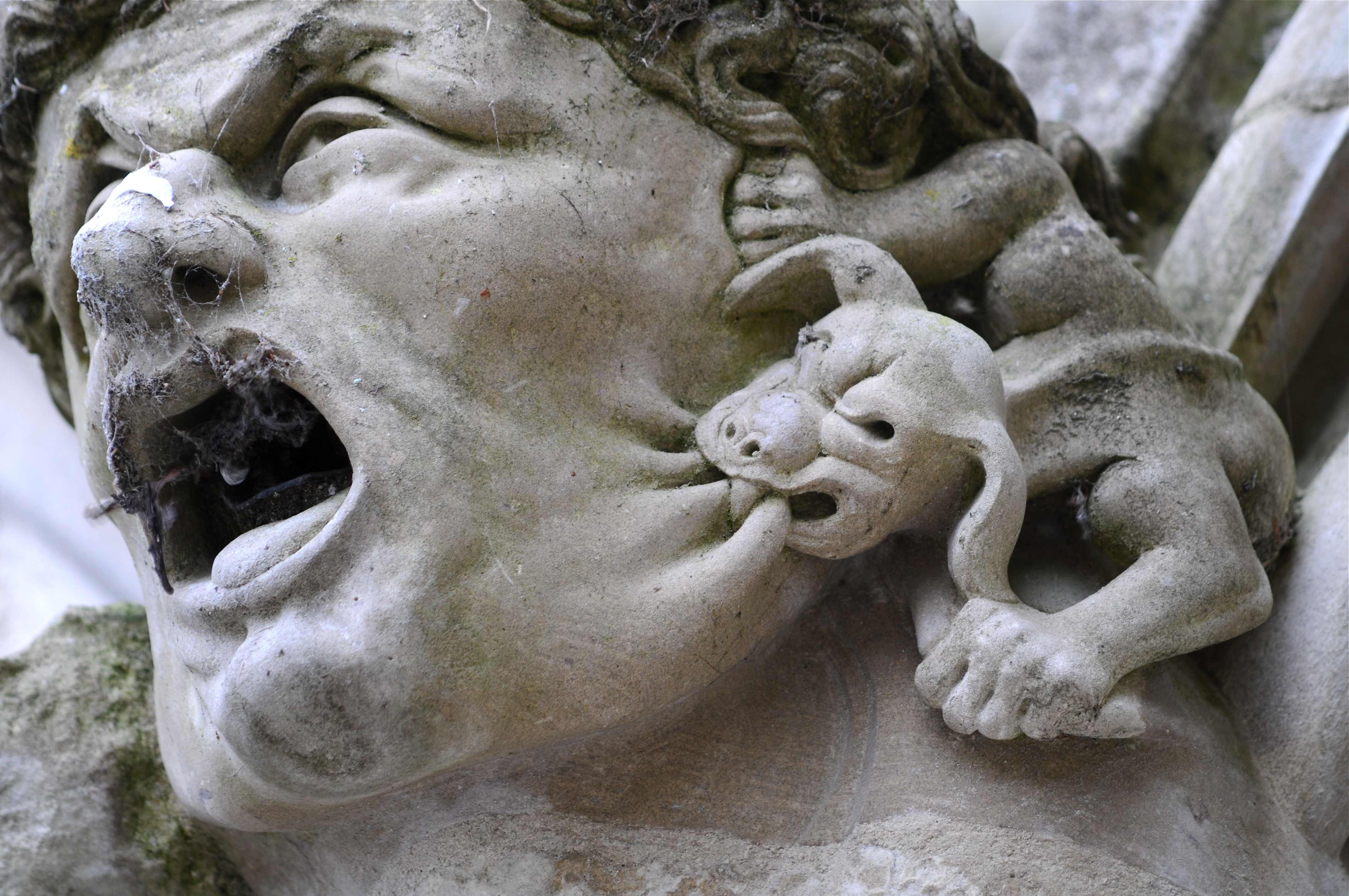
Gárgula, Catedral de Lincoln, Inglaterra, entre 1185 e 1311
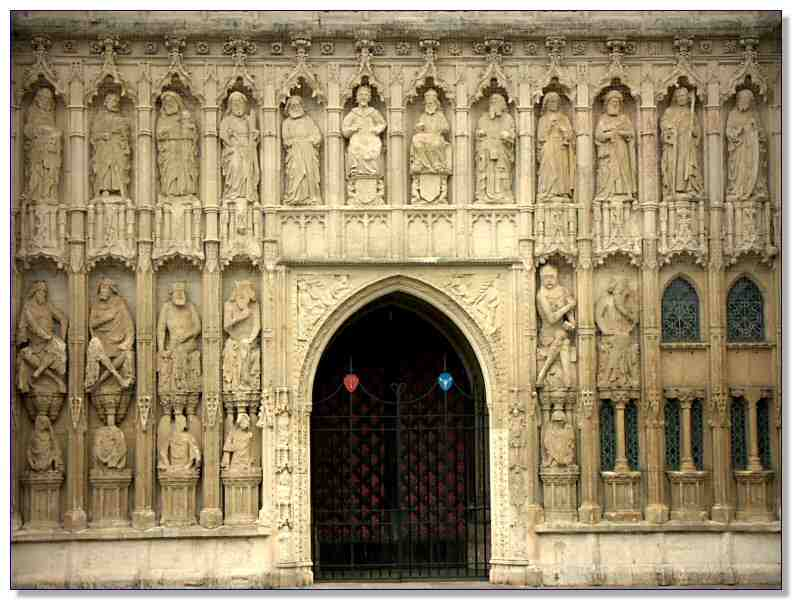
Detalhe da fachada da Catedral de Exeter, Inglaterra, c. 1258-1400
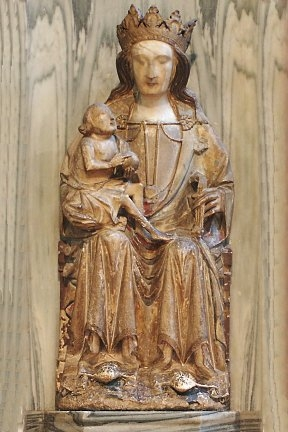
Anônimo: Nossa Senhora de Westminster, Abadia de Westminster, Londres, Inglaterra. Alabastro, c. 1450

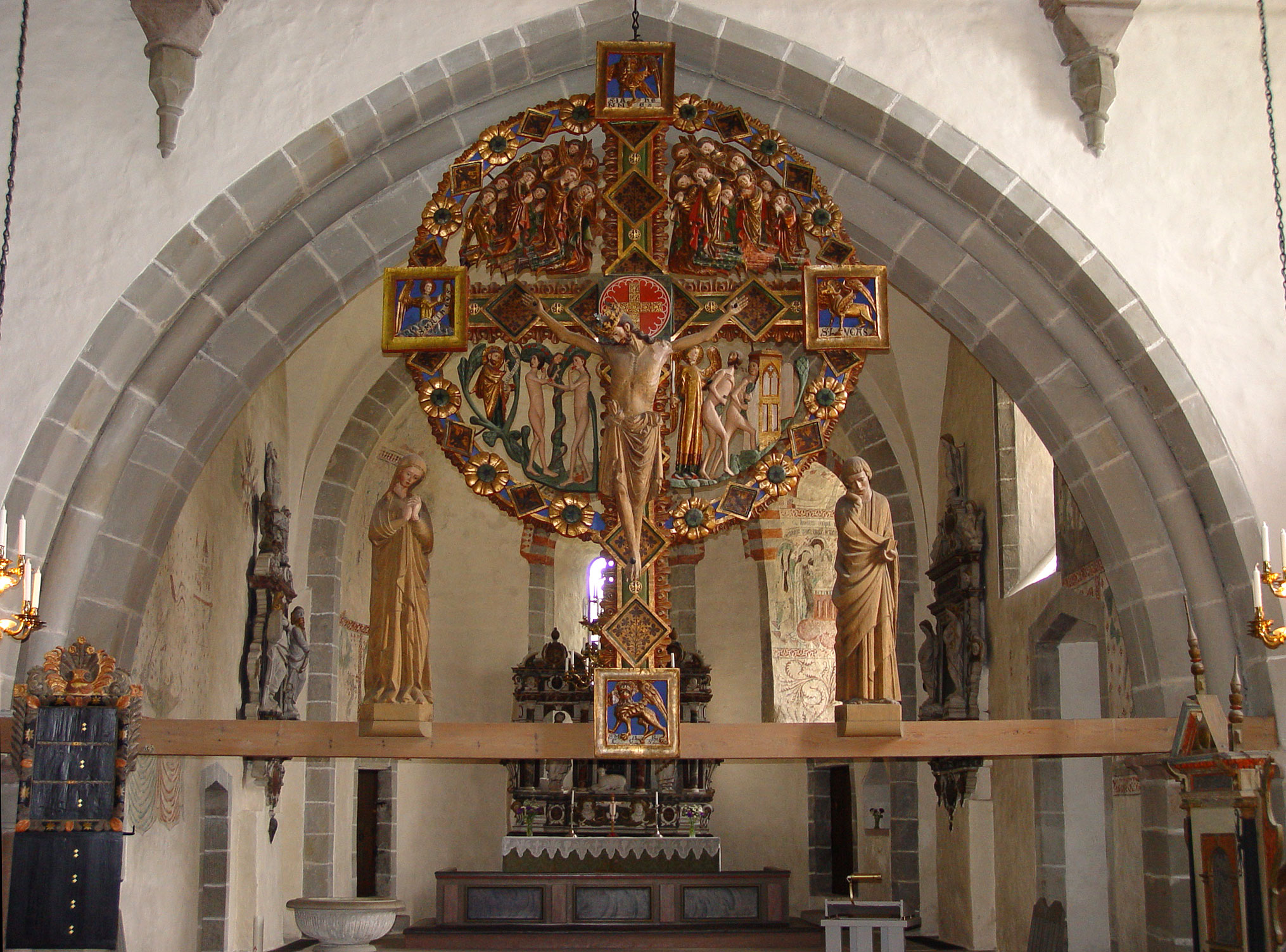
Anônimo: crucifixo monumental na Igreja de Öja, Gotland, Suécia. Madeira policroma, c. 1275-1290
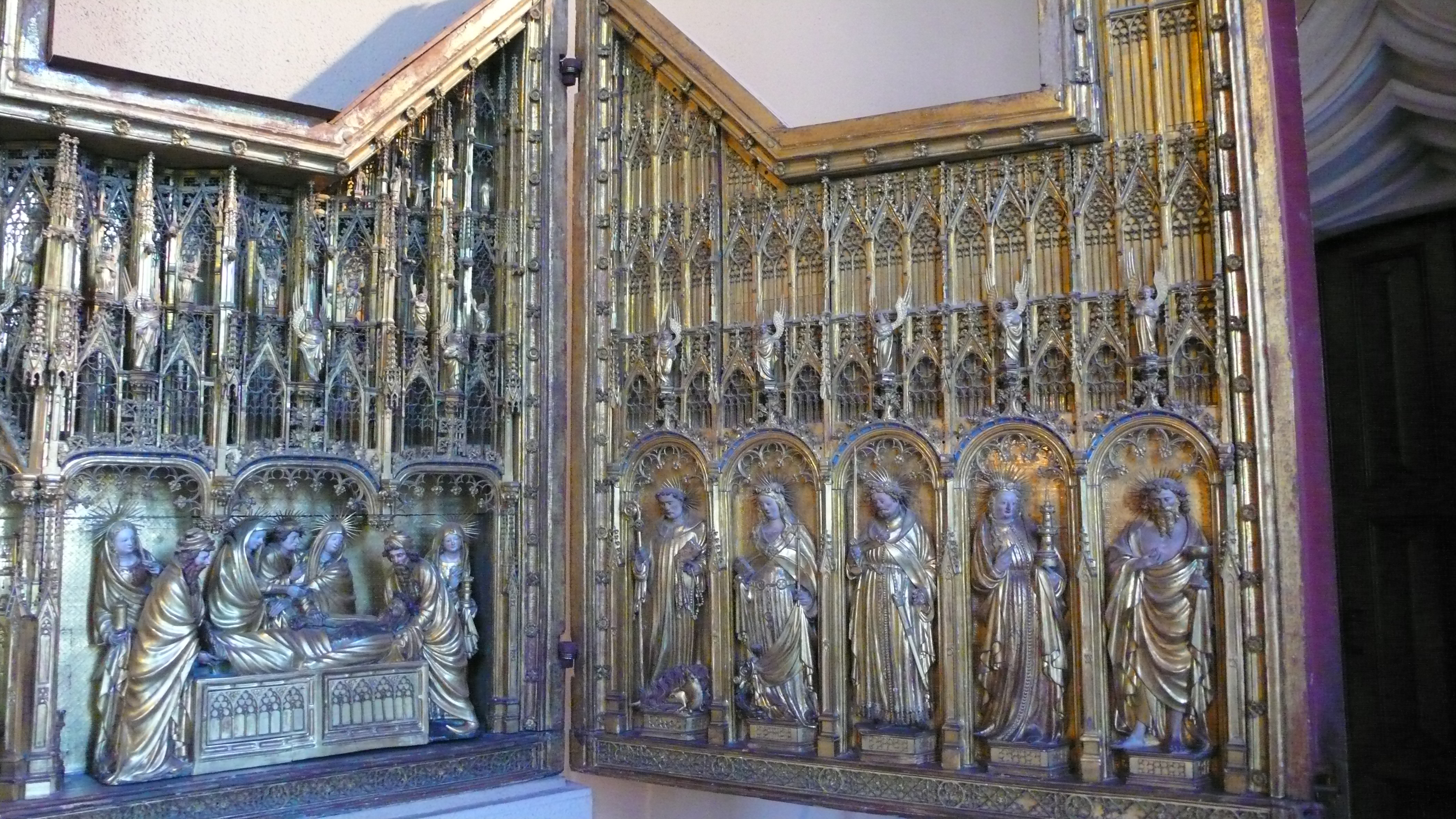
Jacques de Baerze: Detalhe do Retábulo da Crucificação, Dijon, França. Madeira policroma, c. 1390
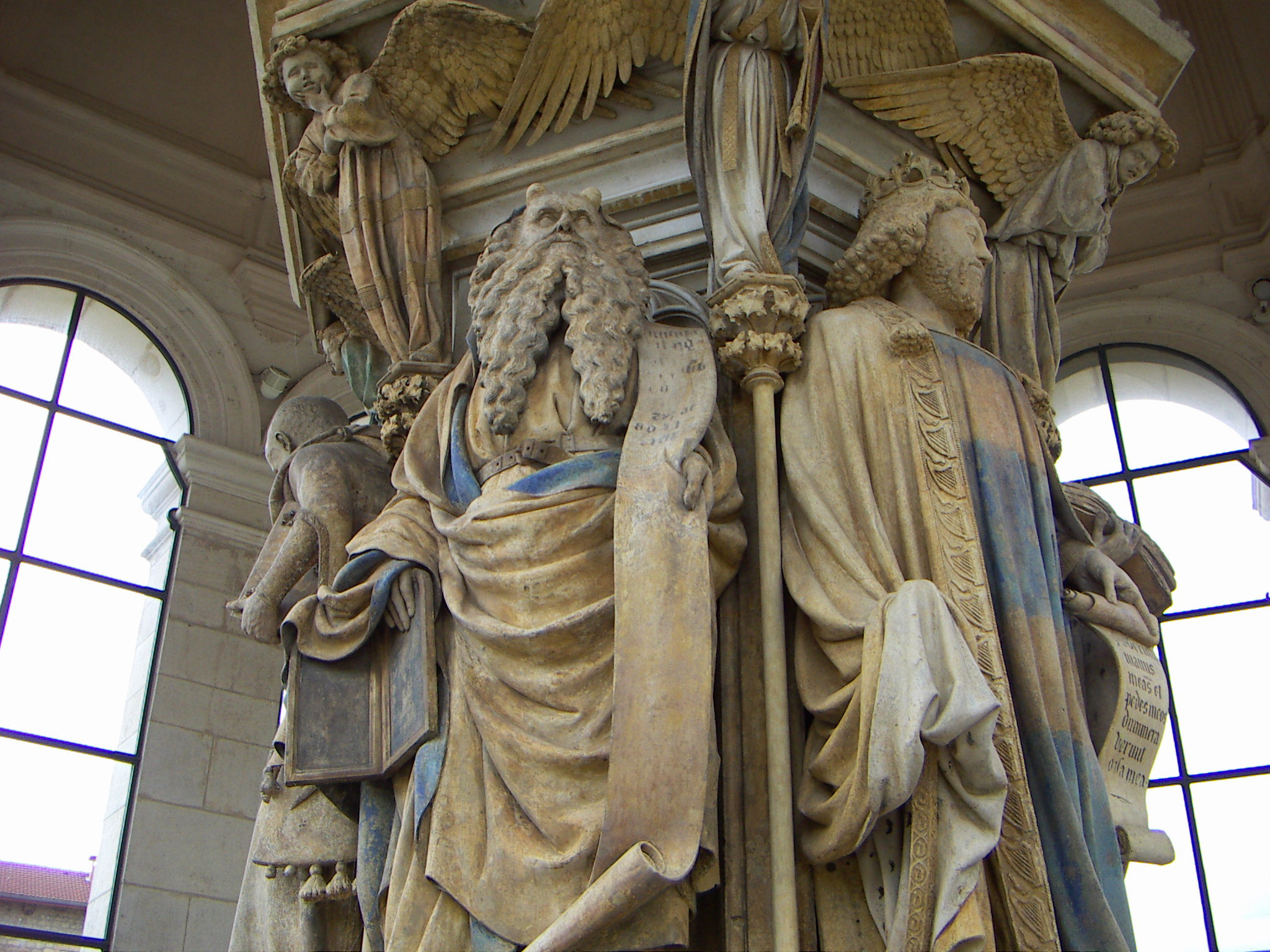
Claus Sluter: Detalhe da Fonte de Moisés, Dijon, França. Pedra policroma, 1395–1403.
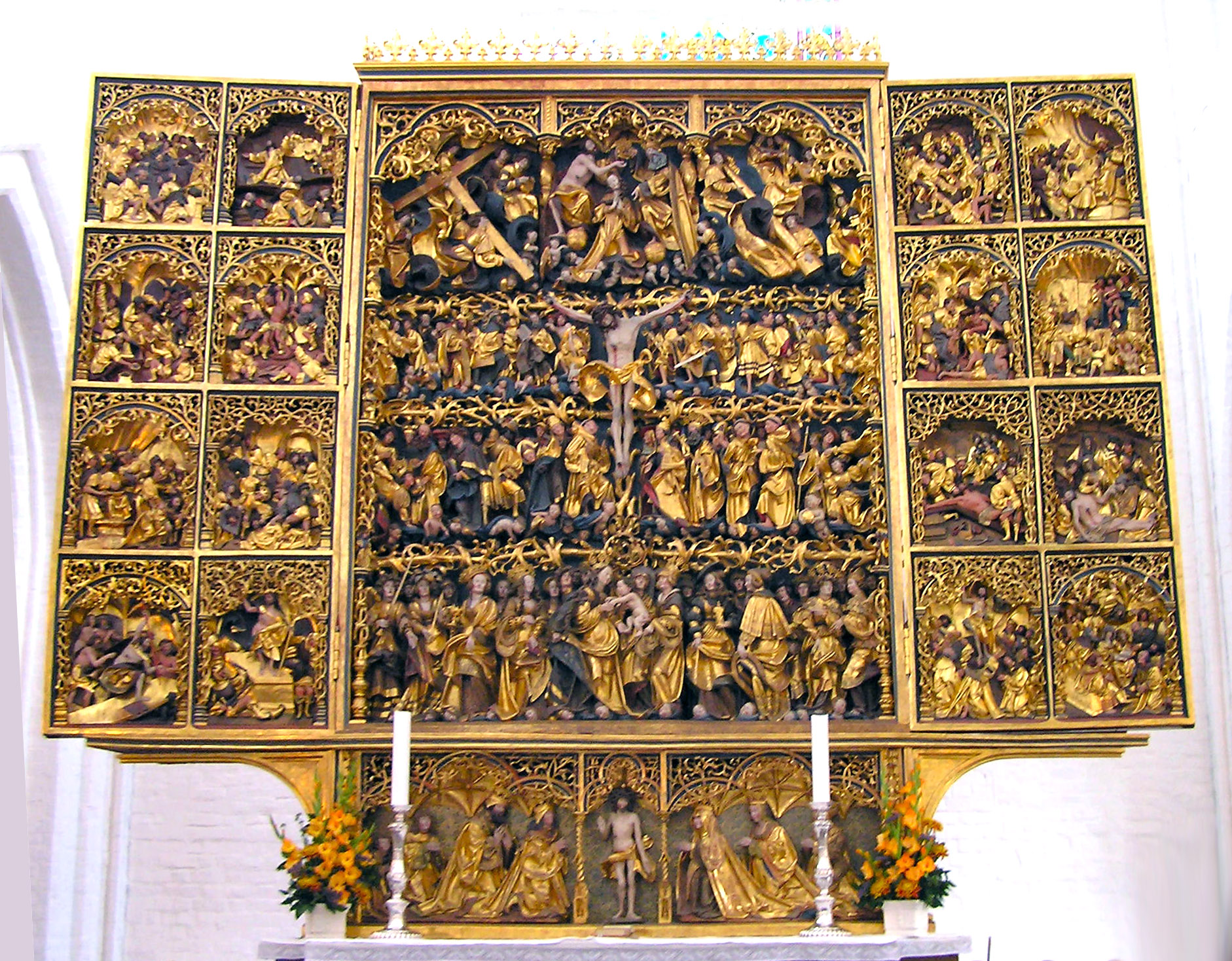
Claus Berg: Altar-mor da Catedral de São Canuto, Odense, Dinamarca. Madeira policroma, 1515-1525

### Península Ibérica
Na Espanha, a transição do Românico para o Gótico apareceu no Pórtico da Glória da Catedral de Santiago de Compostela, que é sobremaneira interessante porque ainda preserva traços de sua policromia. Ao longo de toda evolução inicial do Gótico espanhol, a influência francesa permaneceu predominante e, embora em geral menos rico que na França, adquiriu uma feição muito original, visível na assimilação de influências mouriscas, numa tendência recorrente ao arcaísmo e no gosto pela ornamentação floral luxuriante. Exemplos significativos de um Gótico pleno estão na Catedral de Leão e na Catedral de Burgos, que estavam nas rotas de peregrinação da época e que foram decoradas com importante estatuária. Ao longo de todo o século XIII, as outras regiões da Espanha permaneceram mais ou menos alheias ao Gótico e as igrejas continuaram sendo erguidas à moda românica. Entretanto, a importação de peças góticas francesas de pequenas dimensões para devoção privada foi grande, e diversos artistas franceses trabalharam em vários locais nesse gênero de obra. No século XIV enfim, o estilo francês triunfou na maior parte das regiões, com a exceção da Galiza e da Estremadura, e os principais centros de escultura monumental passaram a ser Navarra, Catalunha e Aragão. Dessa fase são bons exemplos a Catedral de Barcelona e a Catedral de Saragoça, e ao mesmo tempo a escultura passou a ser aplicada em uma variedade de outros espaços, como em tumbas, salas capitulares e coros.
A partir do século XV, a influência francesa deu lugar à flamenga e alemã, que predominariam até a infusão do classicismo renascentista no reinado de Carlos V, no século XVI. Nessa fase o interesse pela decoração monumental declinou, como em outros lugares da Europa, e se transferiu para obras portáteis e peças de altar. Os últimos grandes exemplos de estatuária de fachada em um Gótico puro estão na Catedral de Oviedo, na Catedral de Sevilha e em partes da ainda incompleta Catedral de Toledo. Na transição para o século XVI, os elementos clássicos italianos já estavam bastante disseminados, fazendo nascer uma escola eclética maneirista chamada plateresca, que desenvolveu um estilo de decoração de fachada com estatuária emoldurada por uma enorme complexidade de motivos geométricos e vegetais. O mesmo plateresco se aplicou aos retábulos, cuja sofisticação e riqueza ultrapassam os do norte da Europa da mesma fase, mas cujo aspecto é claramente distinto. Um dos mais notáveis autores de retábulos foi Gil de Siloé, e na estatuária independente um grande representante foi Juan de Juni.
Portugal teve seu ciclo iniciando em torno de 1250, mas a escultura nunca foi especialmente favorecida. Seus principais exemplos são algumas tumbas da nobreza, destacando-se os sofisticados Túmulos de D. Pedro I e de Inês de Castro no Mosteiro de Alcobaça. Os maiores centros de produção foram Coimbra, Lisboa, Santarém e Évora. Entre o fim do século XV e o XVI, floresceu o Estilo Manuelino, uma derivação maneirista do Gótico que incorporava elementos clássicos. Seu principal monumento é o Mosteiro dos Jerónimos, em Lisboa, com um portal projetado por João de Castilho, ricamente decorado com estatuária e ornatos diversos.

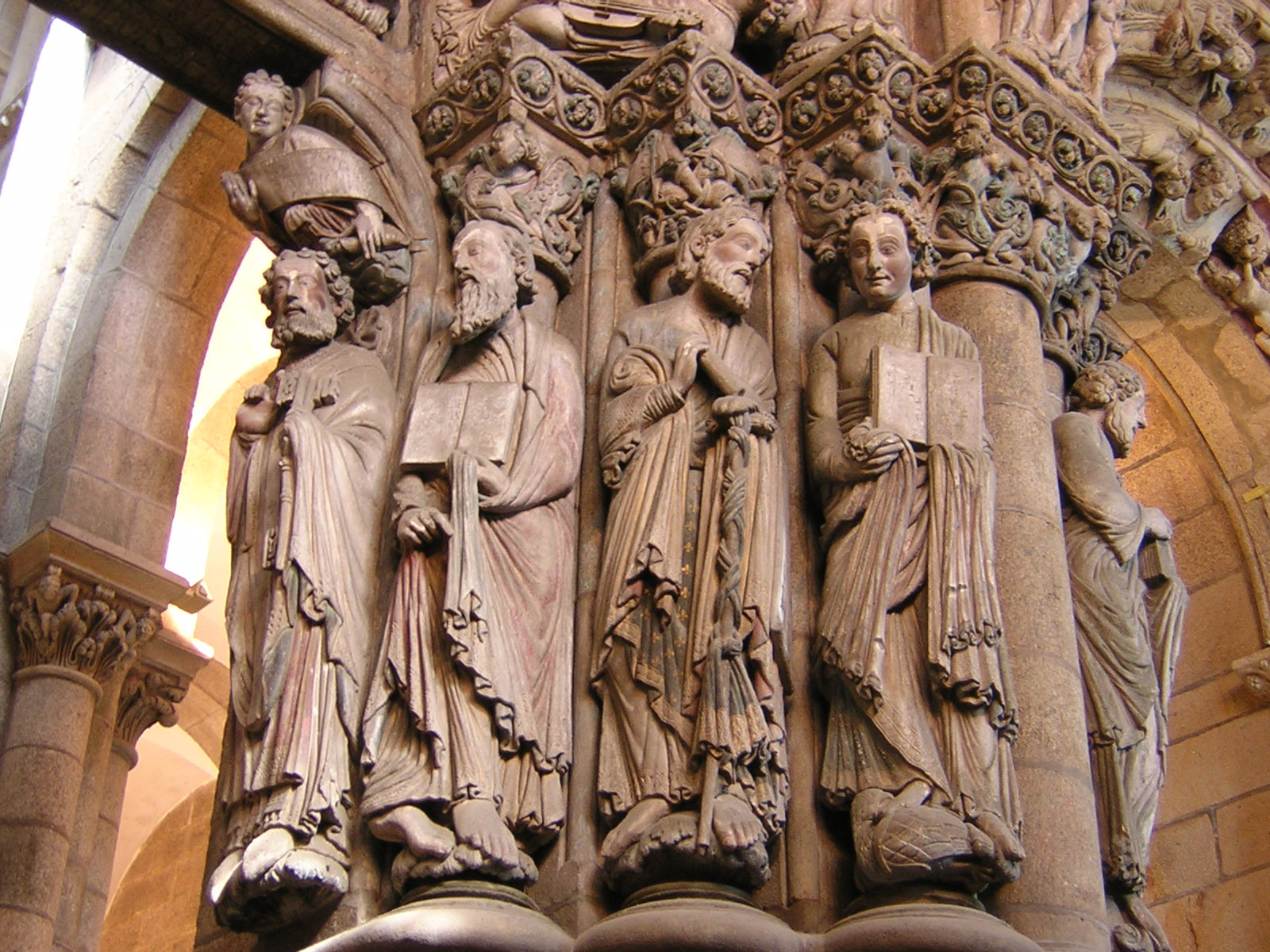
Apóstolos no Pórtico da Glória, da Catedral de Santiago de Compostela, século XIII
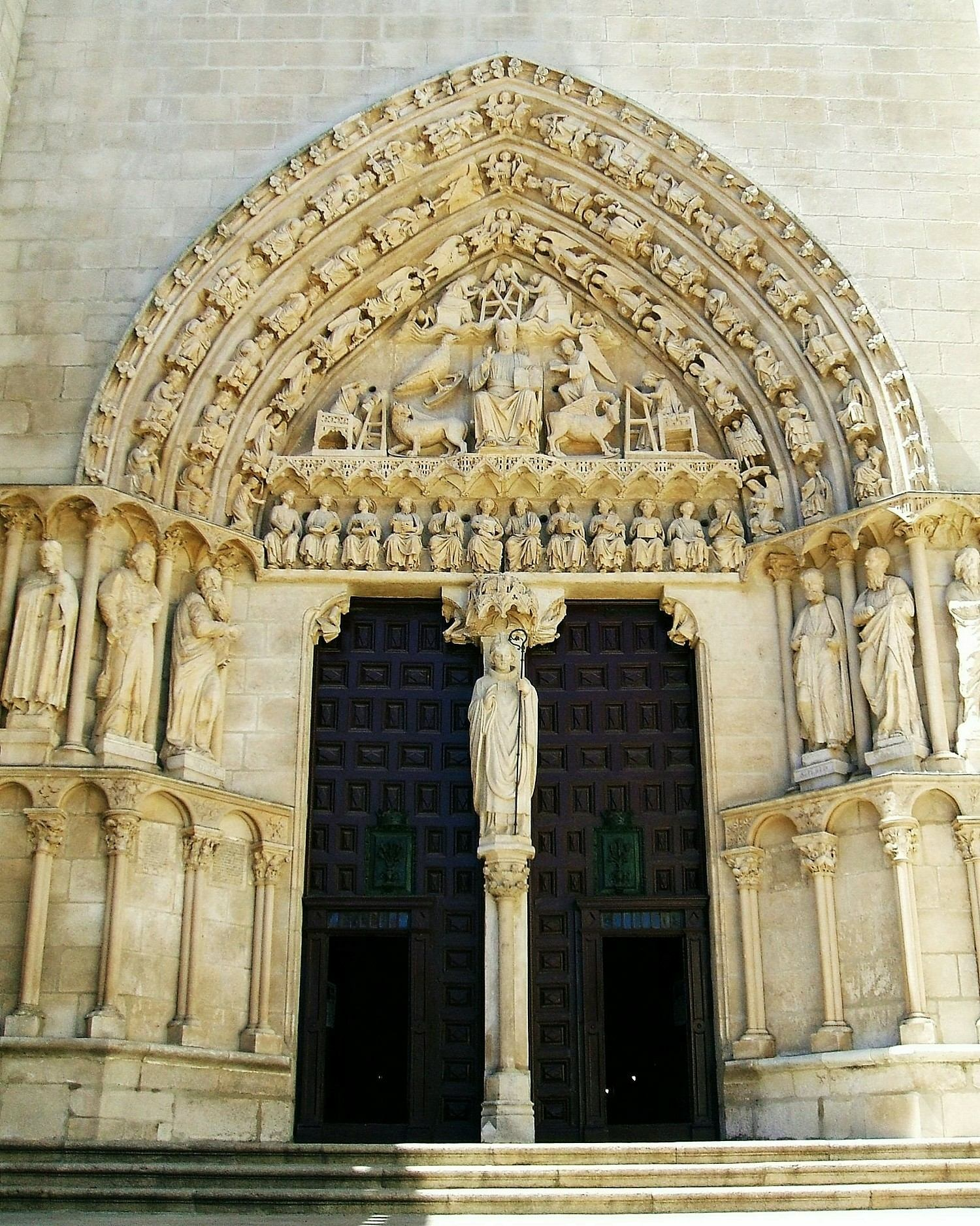
Pórtico do Sarmental da Catedral de Burgos, Espanha, século XIII
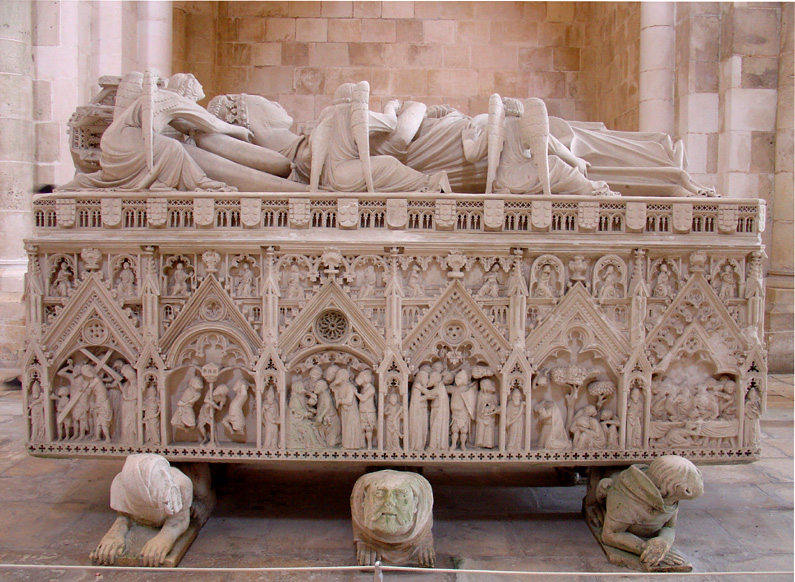
Anônimo: Tumba de Inês de Castro, Alcobaça, Portugal. Mármore, c. 1358-1367
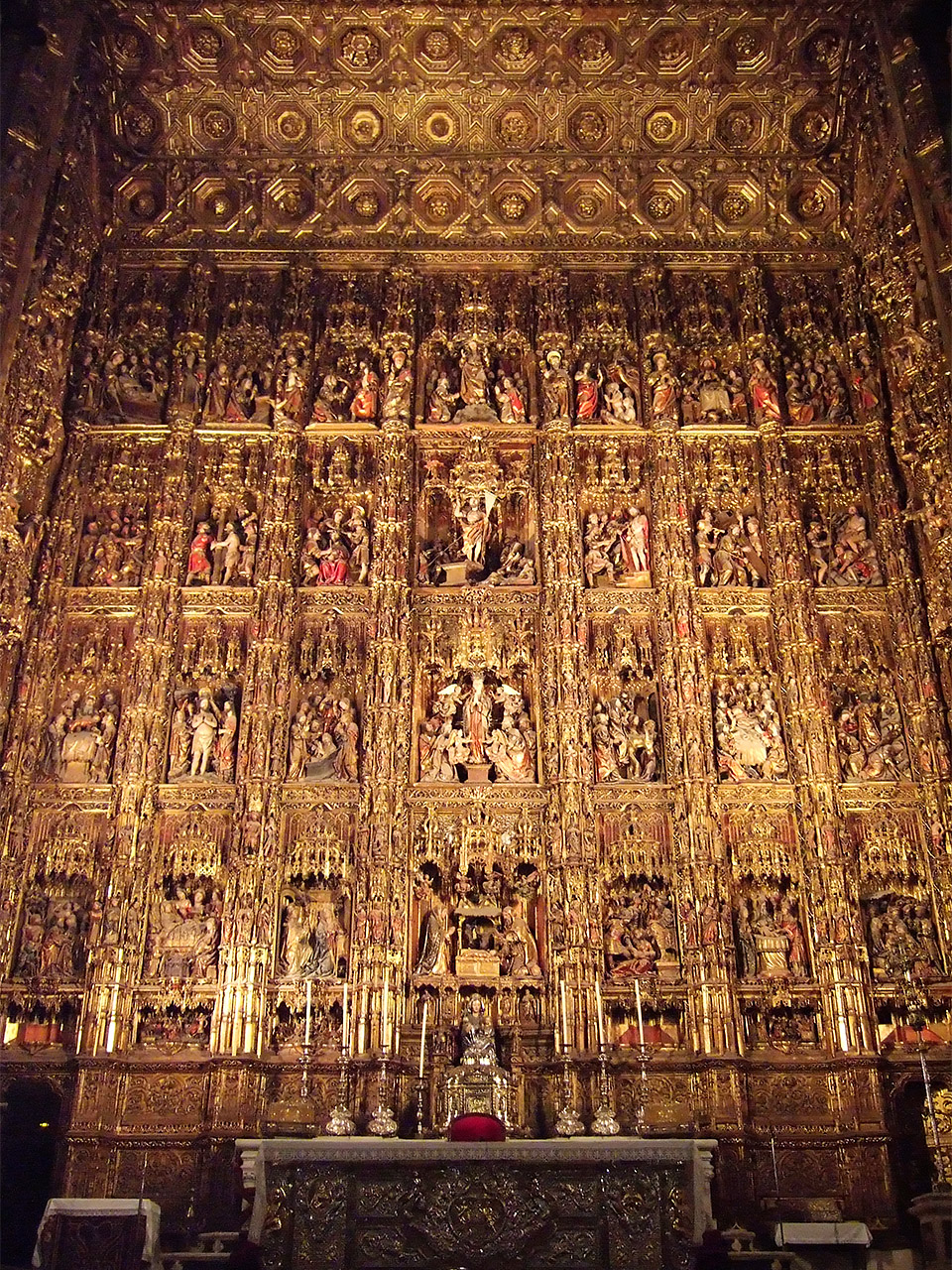
Pierre Dancart: Retábulo da Catedral de Sevilha, Espanha. Madeira policroma, c. 1480

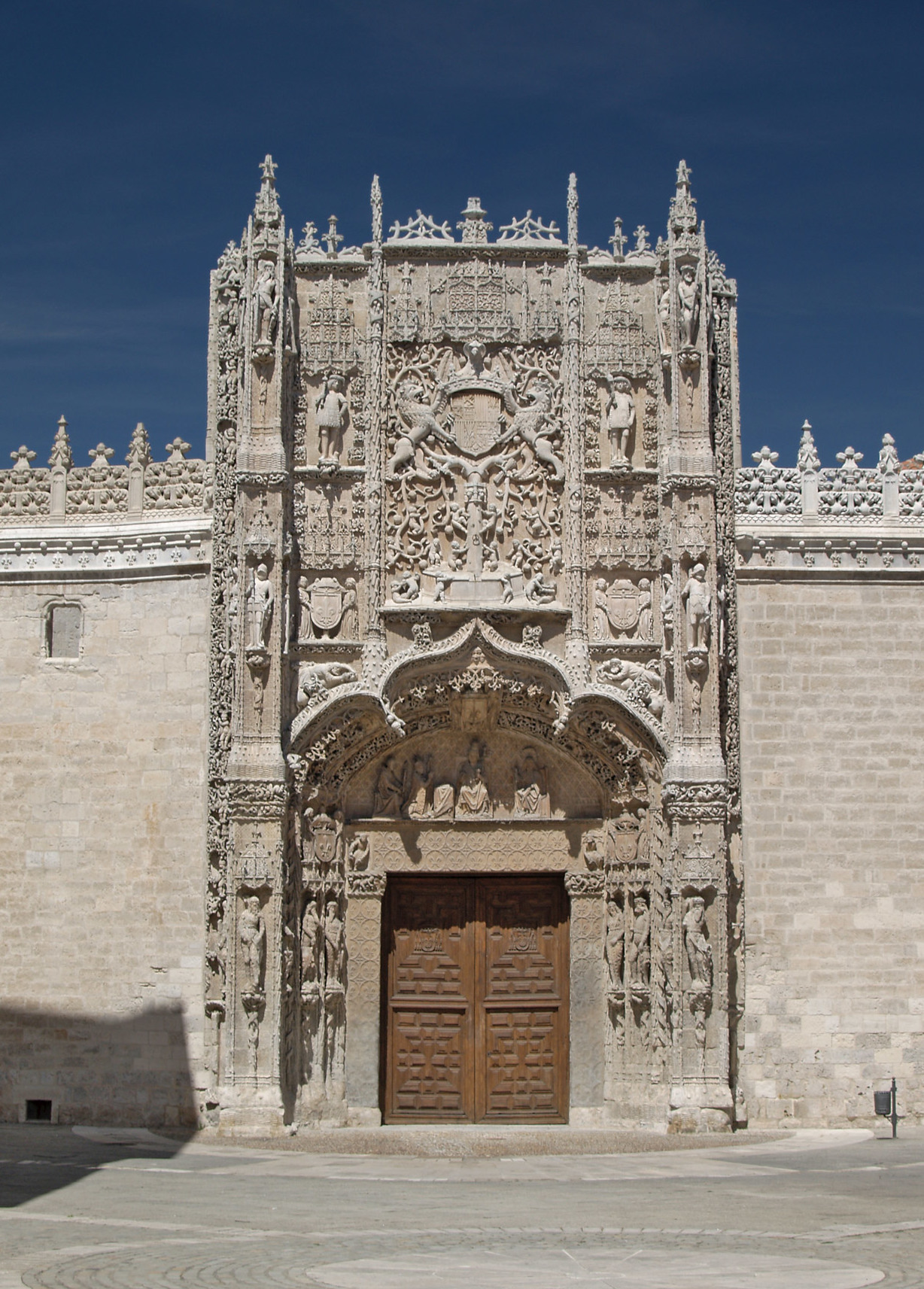
Fachada plateresca do Colégio de San Gregorio, Valladolid, Espanha. Antes de 1492
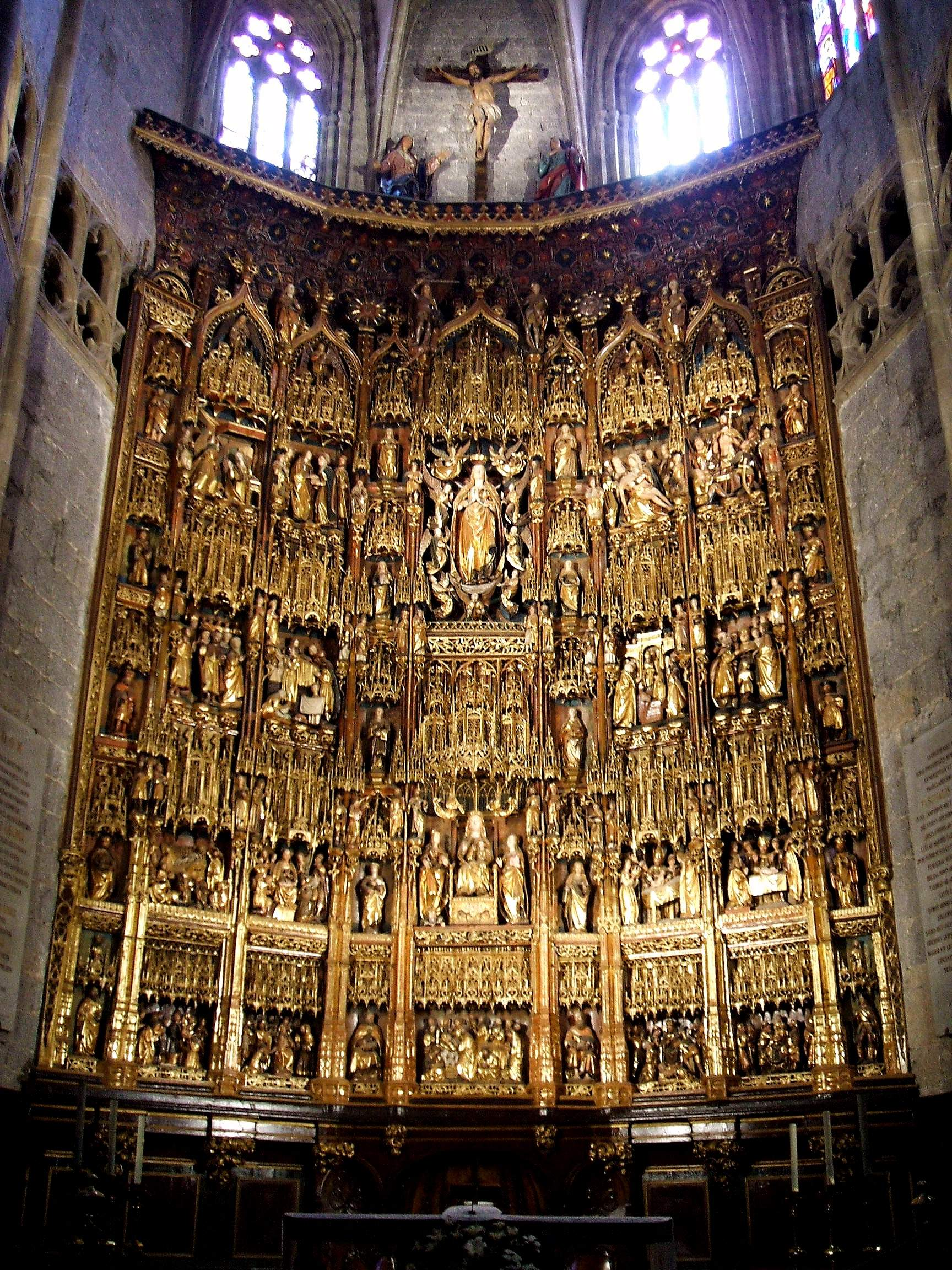
Retábulo da Paixão, hispano-flamengo, Basílica da Assunção de Nossa Senhora de Lequeitio, Biscaya, Espanha. Madeira policroma, 1495-1500
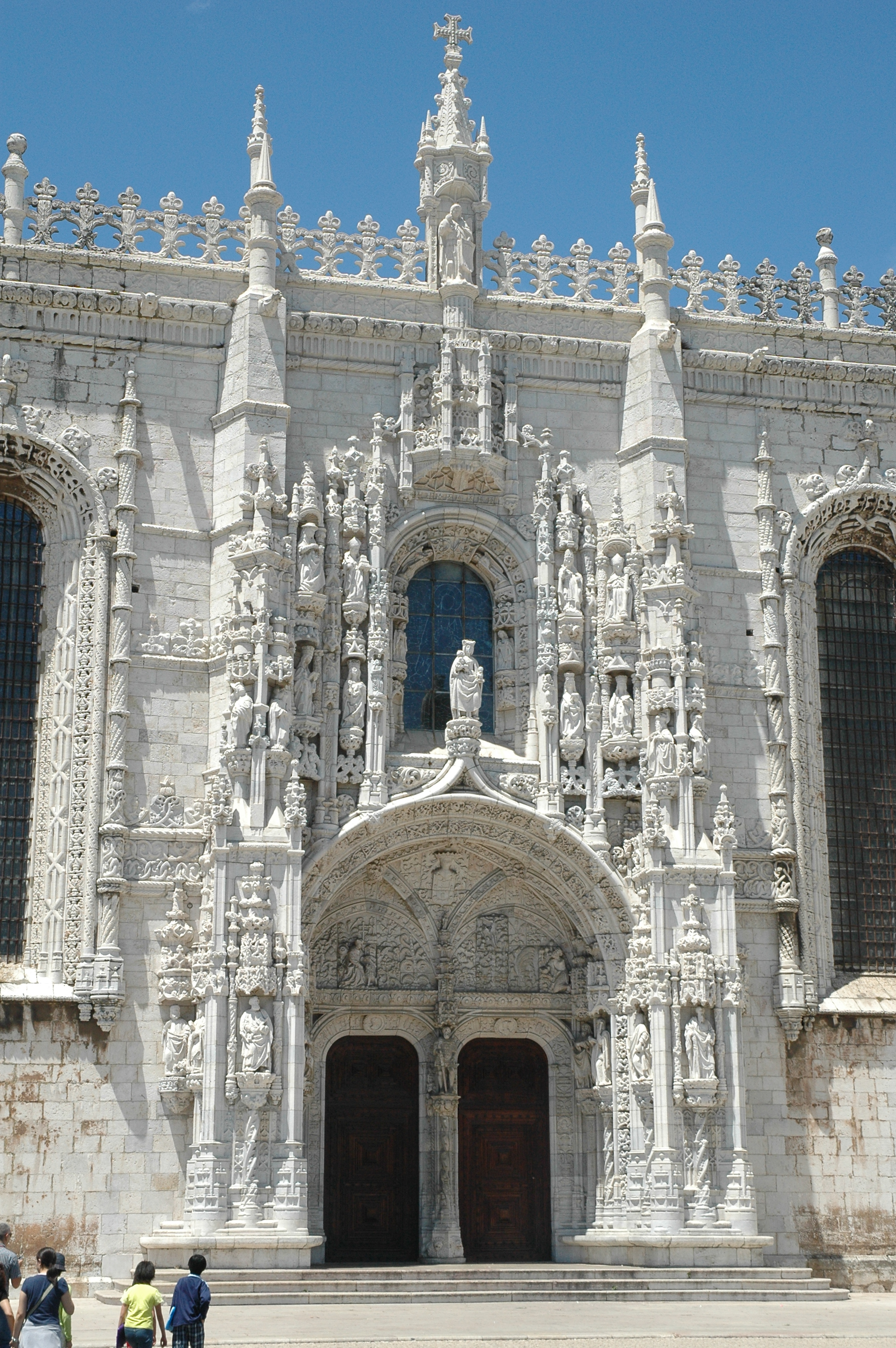
João de Castilho: Portal sul do Mosteiro dos Jerónimos, Lisboa, Portugal. c. 1502-1517
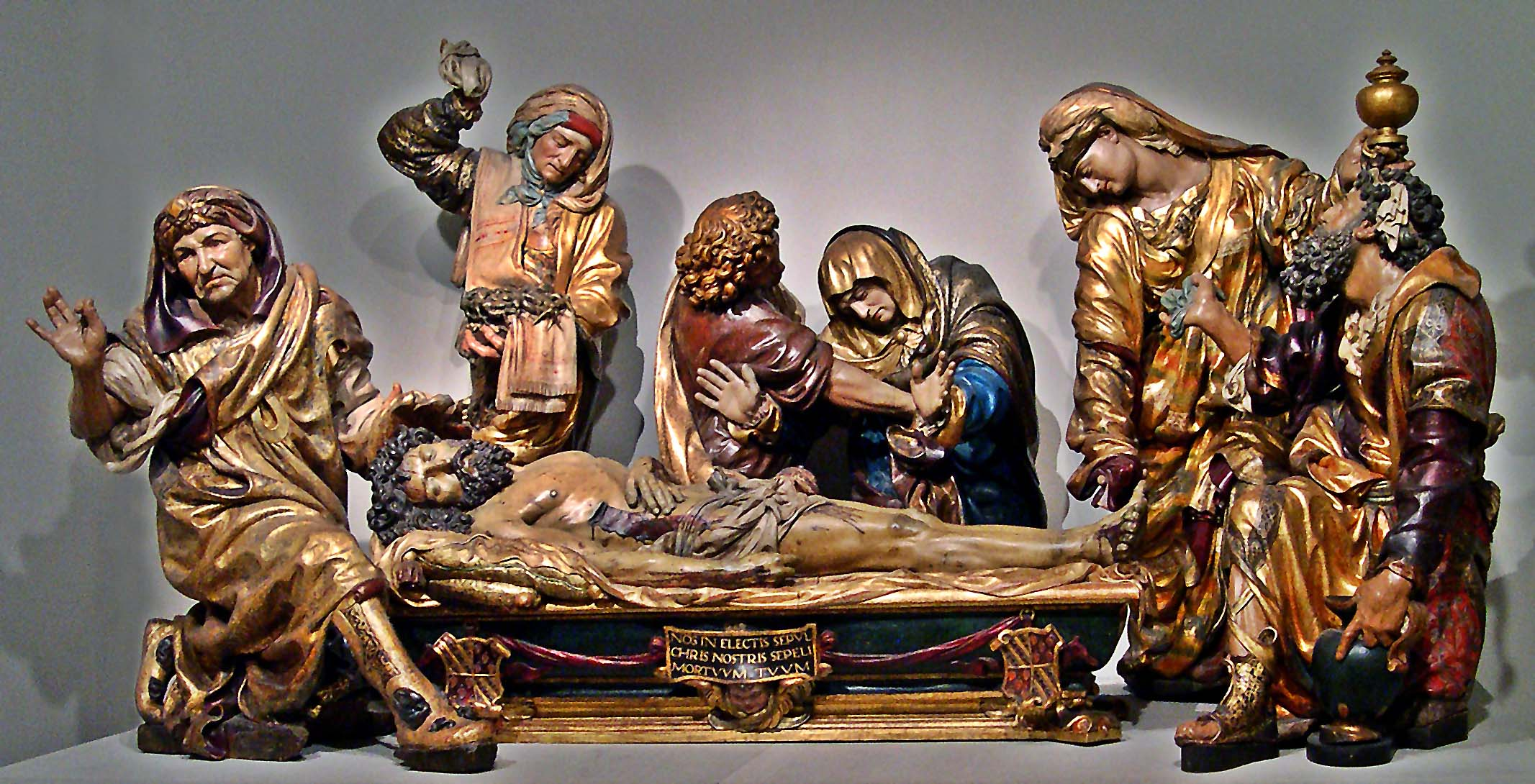
Juan de Juni: O santo enterro, convento de San Francisco, Valadolide, Espanha. Madeira policroma, meados do século XVI

### Itália
O desenvolvimento do Gótico italiano é de todos possivelmente o mais atípico. Ali a tradição clássica sempre permaneceu relativamente viva através de muitas ruínas com relevos, sarcófagos e lápides tumulares que se preservaram do antigo Império Romano, e seus princípios são visíveis desde o início da tradição gótica. Também foram responsáveis pela sua manifestação mais breve. Na Itália não se desenvolveu significativamente a tradição dos grandes portais, havendo maior número de obras em nichos, tumbas e monumentos fúnebres, púlpitos e relevos. O estilo apareceu primeiro na região central, no início do século XIII, com o trabalho de Nicola Pisano e seu filho Giovanni Pisano, que deixaram obras de grande qualidade em Pisa e Siena que foram inspiradas possivelmente nas figuras dos sarcófagos romanos que existiam no Campo Santo de Pisa. O tratamento que deram à figura humana é bastante classicizante, mas os trajes são elaborados mais de acordo com o padrão francês e a ênfase é no dramatismo das cenas. O estilo de ambos foi de grande influência para as gerações seguintes, especialmente sobre Arnolfo di Cambio, Andrea Orcagna, Bonino da Campione, Tino di Camaino, Lorenzo Maitani e Giovanni di Balduccio, que o levaram para outras áreas como Milão e Nápoles e introduziram interpretações individualizadas. Outro mestre importante foi Andrea Pisano, autor de célebres relevos para o Batistério de São João em Florença. No início do século XIV os elementos clássicos já predominavam e se iniciava o ciclo do Renascimento, mas ainda se podem detectar influências góticas em esculturas de Lorenzo Ghiberti e Donatello, e também em vários artistas menores ativos nas periferias entre os séculos XIV e XV.

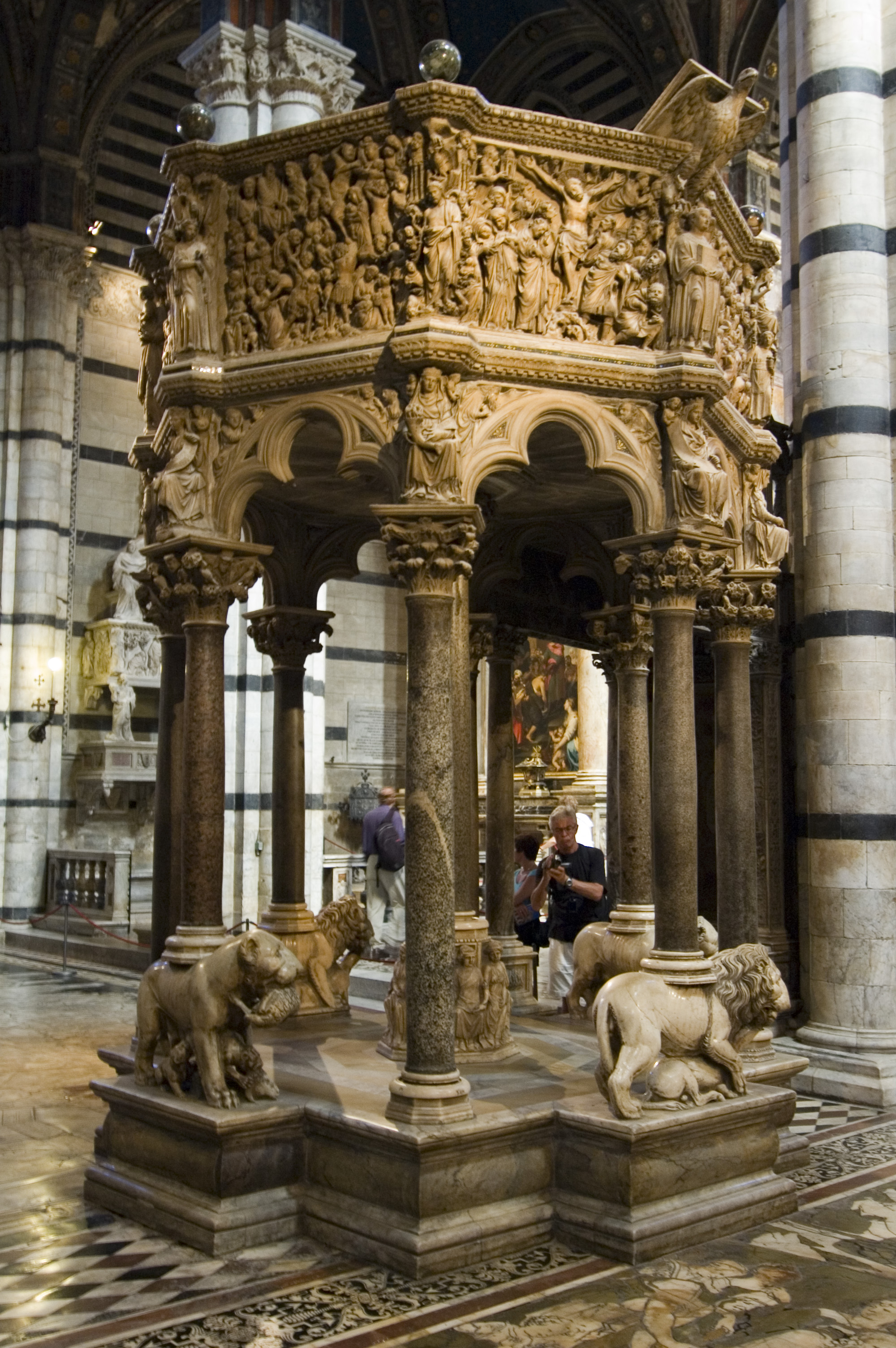
Nicola Pisano: púlpito da Catedral de Siena. Mármore, 1265-1268
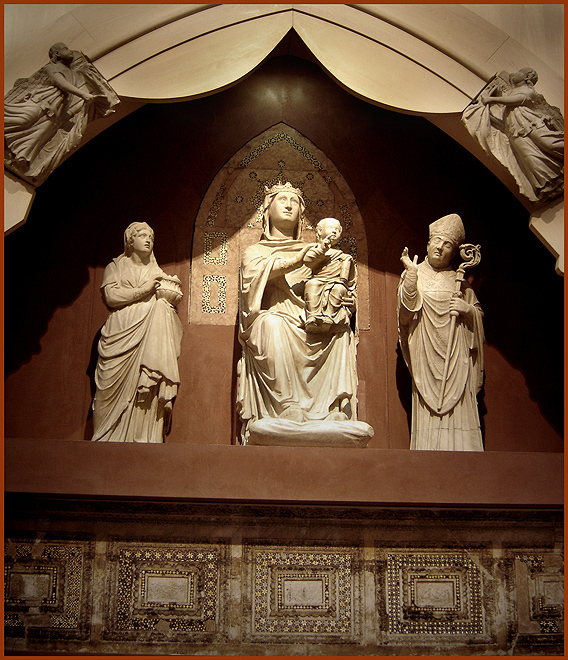
Arnolfo di Cambio: Madonna entre uma serva e São Zenóbio, antigamente na fachada da Igreja de Santa Reparata, Florença. Mármore, c. 1294-1295
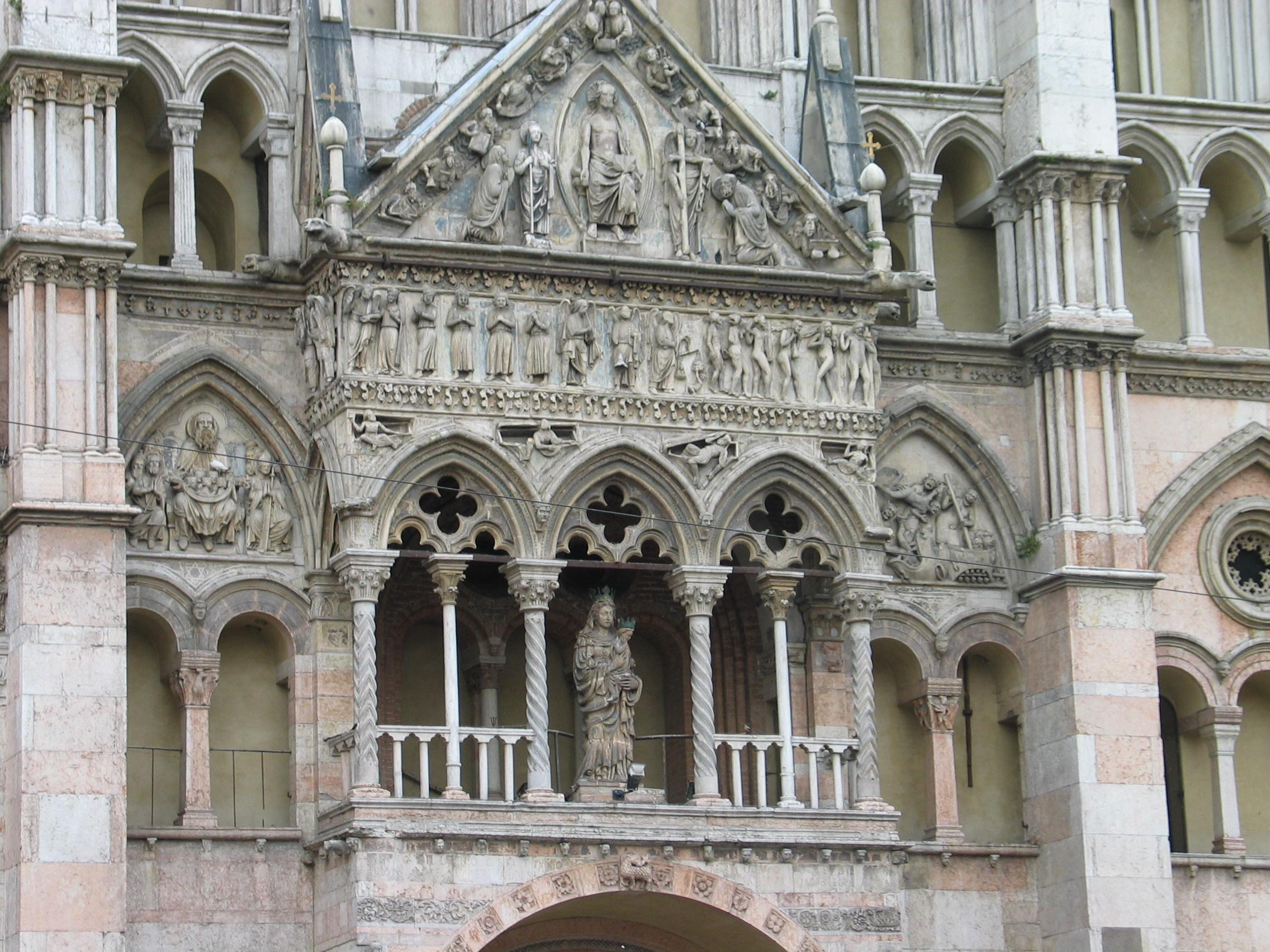
Anônimo: Frontispício da Catedral de Ferrara, c. 1300
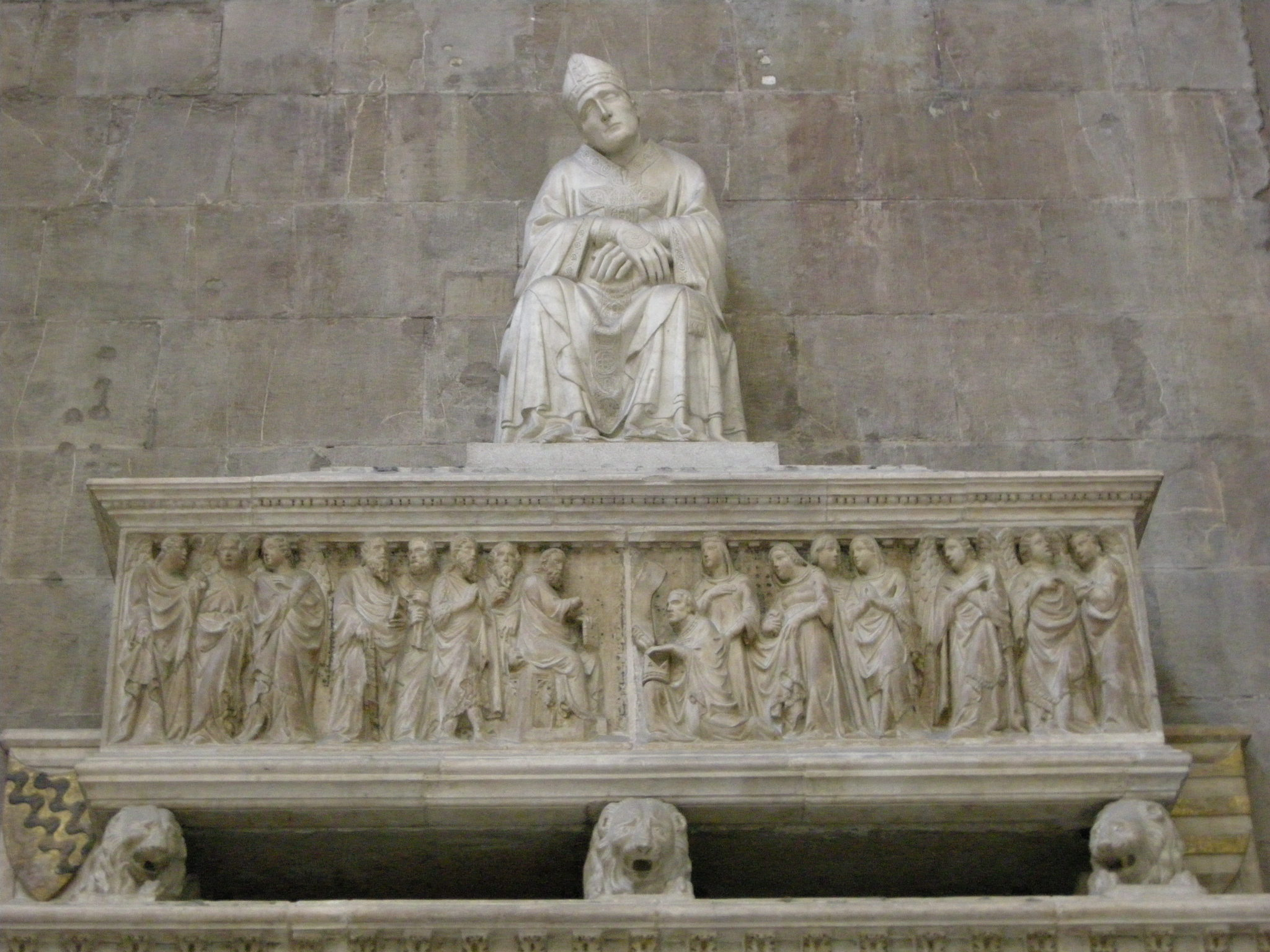
Tino di Camaino: Tumba de Antonio dell'Orso, Florença. Mármore, antes de 1323

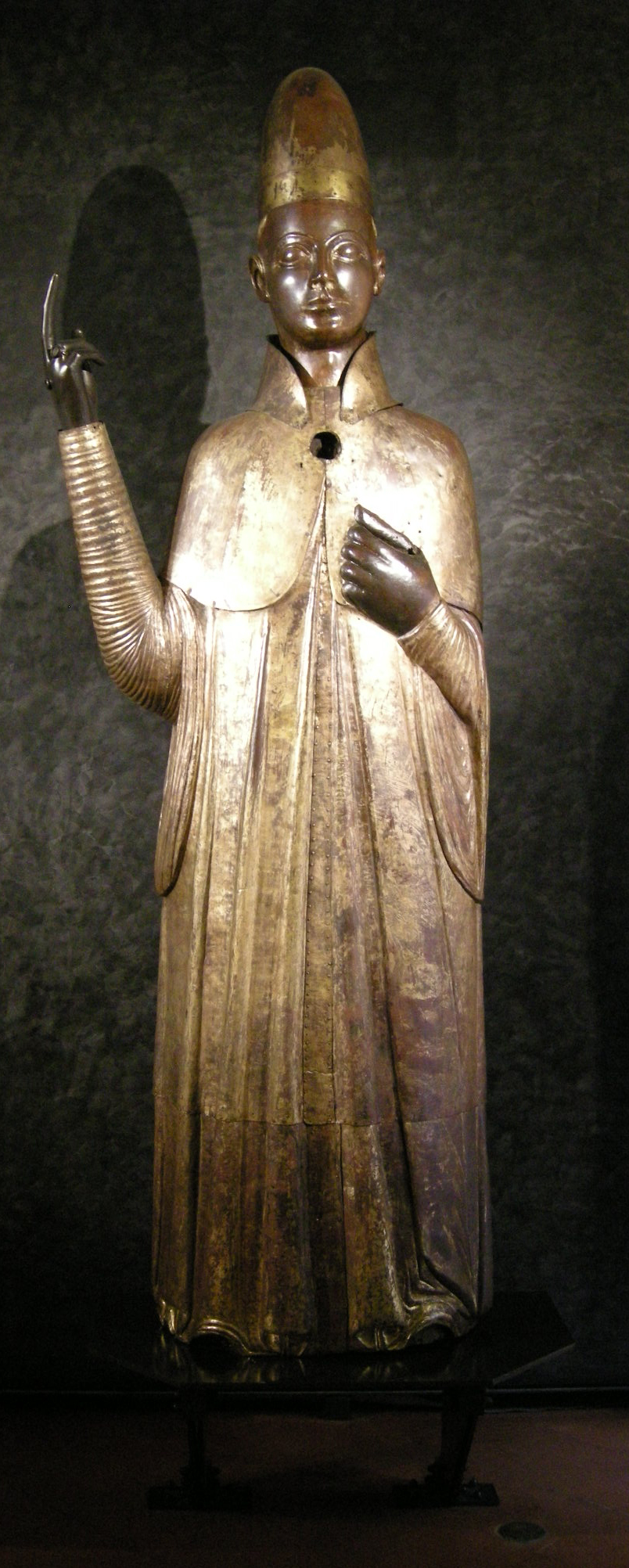
Manno Bandini da Siena: Bonifácio VIII, Bolonha. Bronze e madeira, início do século XIV
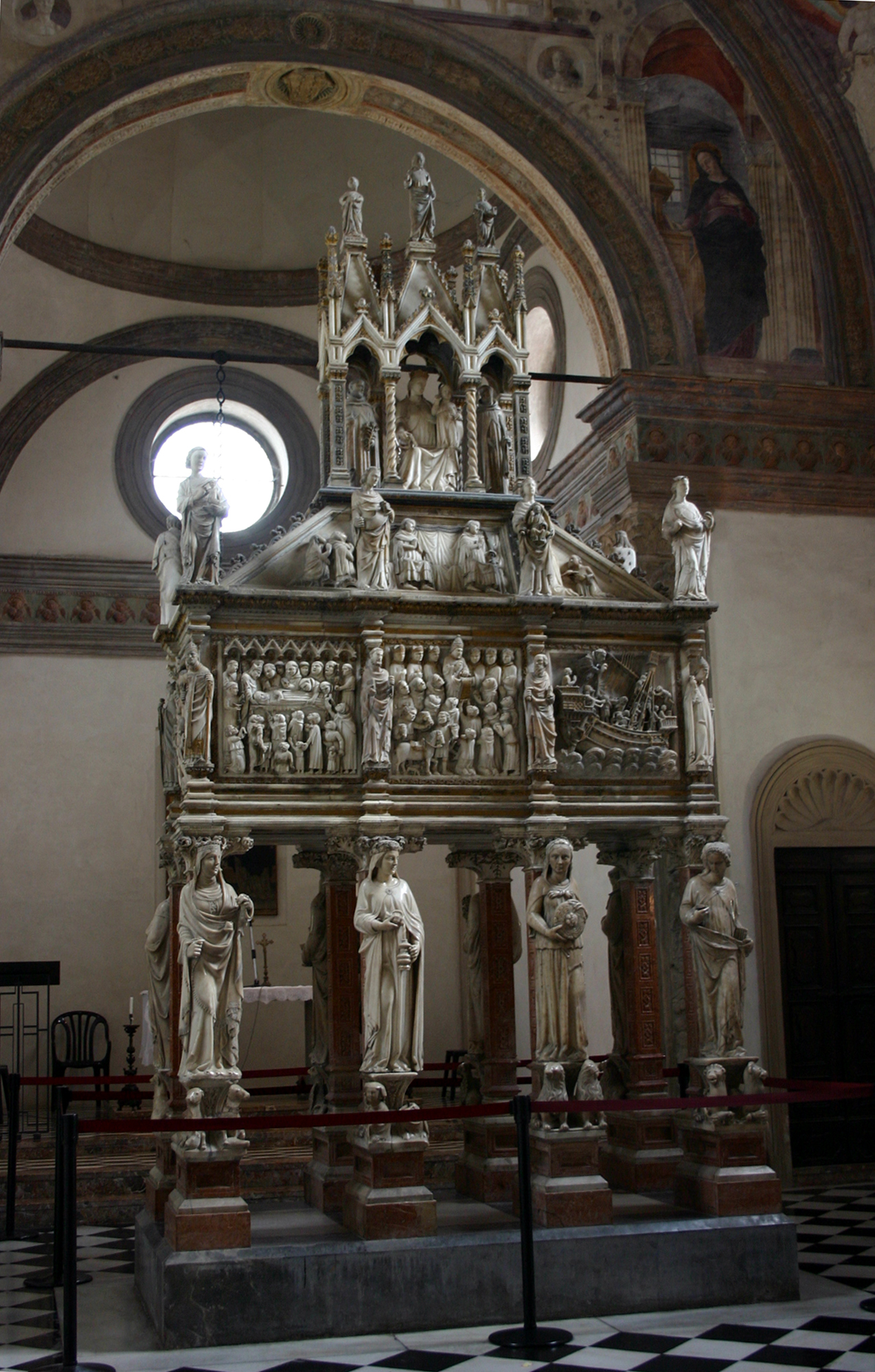
Giovanni di Balduccio: Arca di San Pietro, Basílica de Sant'Eustorgio, Milão. Mármore, 1336-1339
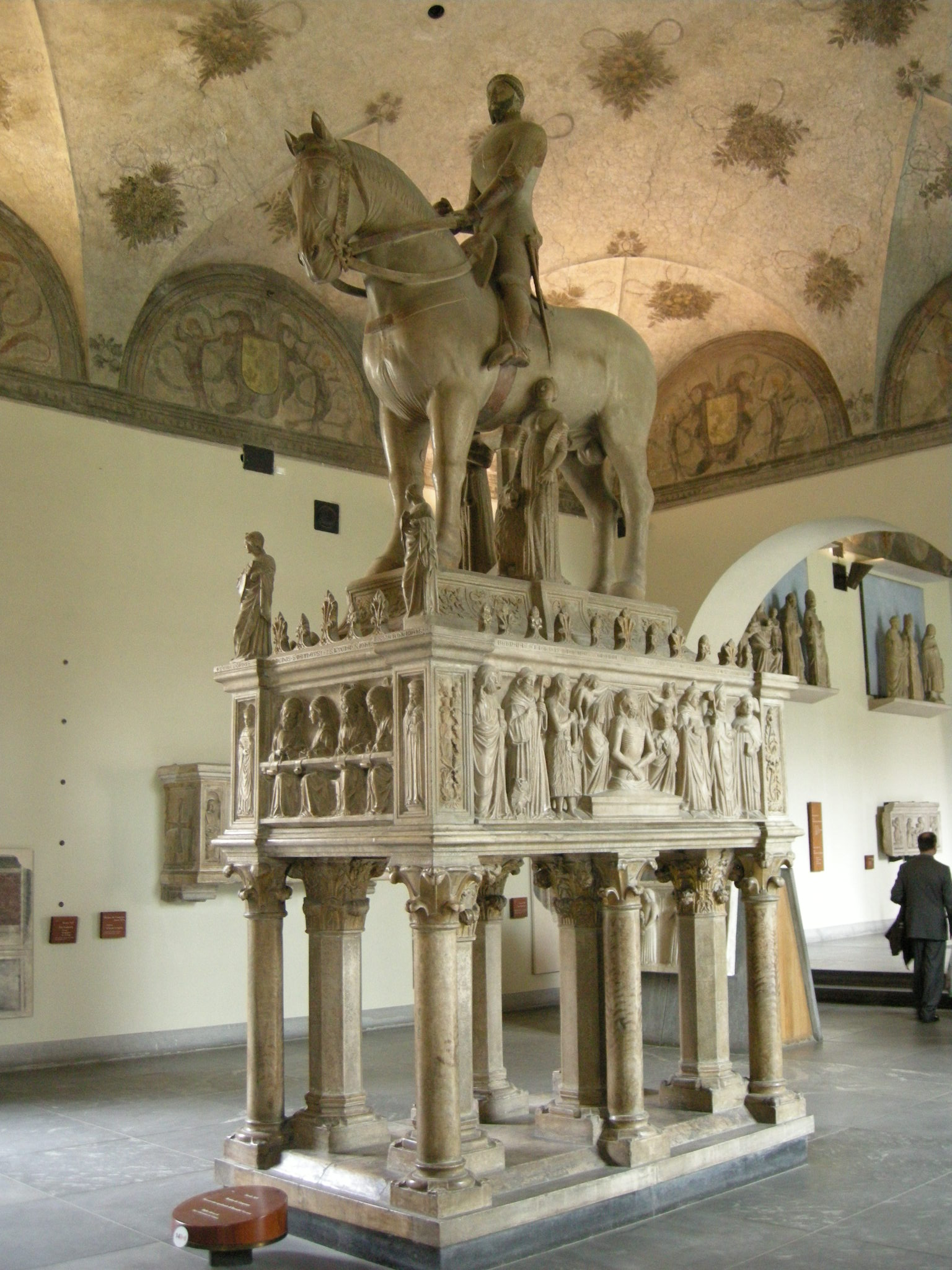
Bonino da Campione: Monumento equestre a Bernabò Visconti, Milão. Mármore, 1363
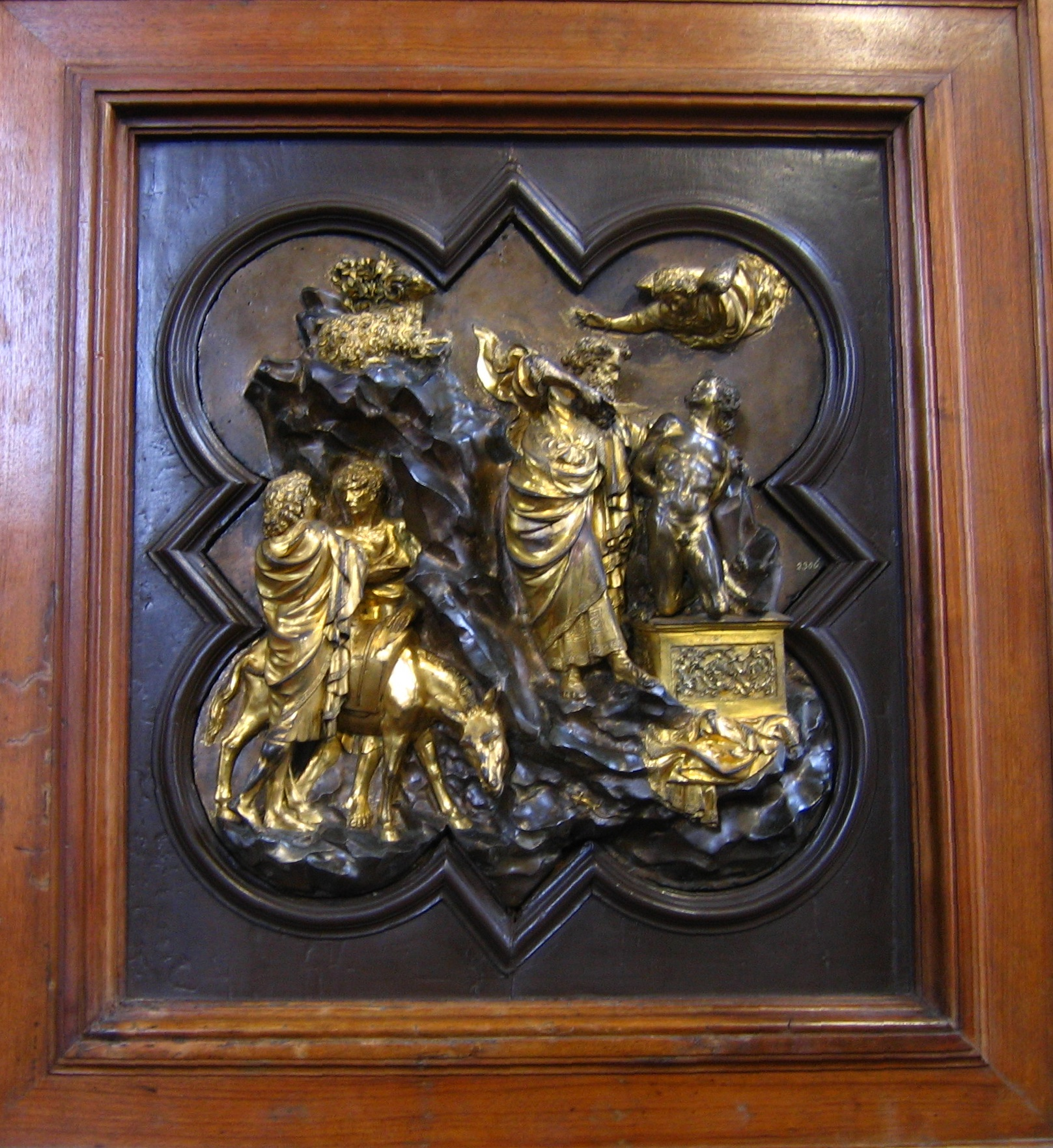
Lorenzo Ghiberti: Sacrifício de Isaac, Batistério de São João, Florença. Bronze dourado, 1401

## Métodos de trabalho
Durante o Gótico nenhuma das várias técnicas de escultura conheceu inovações essenciais, ainda que em muitas delas se verificasse um grande e progressivo refinamento, mas é uma característica desse período a concentração do trabalho na pedra e na madeira, já que grandes peças em bronze, pelo seu custo e dificuldade técnica, se tornavam proibitivas. A técnica da fundição indireta em cera perdida, que resulta em esculturas ocas, barateando enormemente a produção e possibilitando a criação de obras em grandes dimensões, só foi redescoberta em meados do século XV. Assim, os aspectos práticos mais importantes a serem considerados na história da escultura gótica são o seu caráter coletivo e o papel das guildas e oficinas de produção. Quando surgiu o Gótico no século XII o principal gênero de escultura era o fachadista, que estava em estreita dependência da arquitetura. Para a construção de uma grande catedral, que podia levar séculos a ser concluída - muitas jamais o foram -, se formava uma espécie de empresa, a opus, com uma hierarquia organizada sob a direção geral da Igreja e um exército de artesãos sob o comando de um magister operis, o mestre de obras, que estava encarregado de administrar o fornecimento dos materiais e a equipe, e de um magister lapidum, que equivalia à função de arquiteto-chefe, e suas atividades podem ser comparadas às do produtor e do diretor de um filme. Os operários e artesãos não tinham qualquer papel decisivo importante, sua subordinação aos mestres era virtualmente completa, e estes por sua vez trabalhavam diretamente sob a orientação eclesiástica.
Ainda que sejam conhecidos os nomes de vários arquitetos góticos, a personalidade artística independente, o artesão ascendido ao patamar de artista como hoje concebemos o termo, só apareceu no século XIV, quando a urbanização estava avançada o bastante para atrair os melhores criadores para estabelecerem oficinas privadas nas cidades de maior importância. Destarte, até meados do século XIV a praticamente toda escultura gótica foi anônima e produto de várias mãos. Mas mesmo quando começaram a se multiplicar tais oficinas privadas, a regra foi que o mestre empregasse uma série de auxiliares que colaboravam na execução das peças, um sistema que reproduzia em escala menor as grandes empresas das catedrais, e se agora a personalidade criadora do mestre se fazia mais nítida, podendo controlar melhor os resultados, ainda o produto final era na maior parte das vezes coletivo. Por outro lado, a existência de cada vez maior número de artistas autônomos exigiu sua organização em associações de classe, as guildas, que exerciam um poder considerável na distribuição de contratos, nos métodos de ensino aos aprendizes e por vezes até mesmo na definição de parâmetros estéticos. Ainda que neste último tópico as prescrições das guildas tivessem usualmente bem menor influência e o mestre individual preservasse considerável liberdade de escolha e ação, sendo as obras feitas sempre sob encomenda - não havia produção espontânea - o gosto dos patronos era determinante.

## Declínio, revivalismo e apreciação moderna

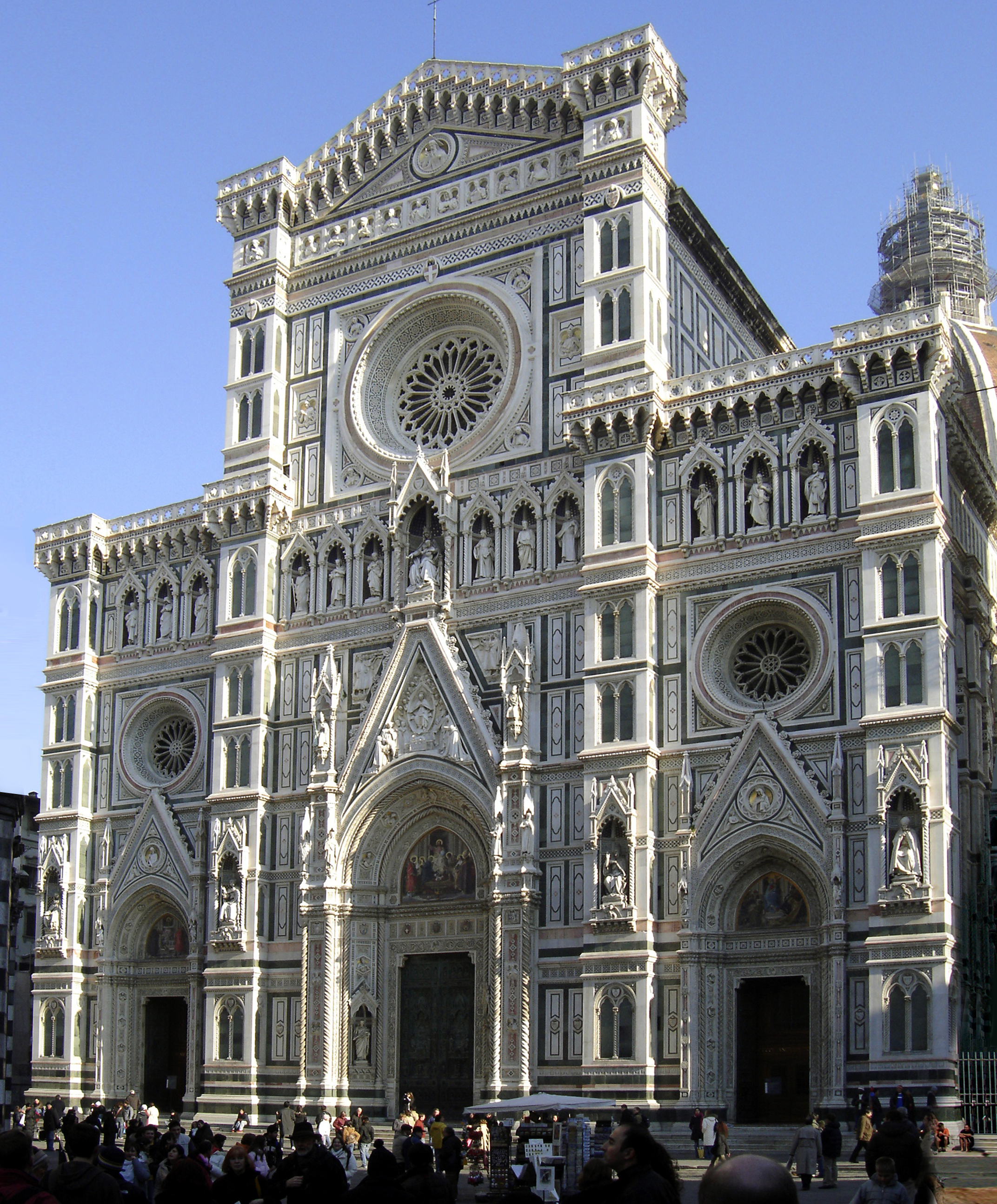
Fachada neogótica da Catedral de Santa Maria del Fiore, Florença, Itália, com decoração estatuária

Com a intensa revalorização do classicismo durante a Renascença a escultura gótica caiu no esquecimento, e assim permaneceu até meados do século XVIII, quando surgiu um novo interesse pelos assuntos medievais em geral. Eruditos ingleses, alemães e franceses tiveram uma participação importante nessa redescoberta, como Walpole, Goethe, Chateaubriand, mas esse interesse, estando ainda restrito às elites intelectuais, não evitou que incontáveis outras relíquias de arte e monumentos góticos perecessem na Revolução Francesa, vandalizados pelo povo que havia sido, para isso, incentivado por decretos do governo revolucionário, como o emitido pela Comuna de Paris ordenando a remoção e decapitação de todas as estátuas de reis da fachada da Catedral de Notre-Dame, por serem um símbolo da monarquia deposta.
Os primeiros estudos sobre o Gótico se concentraram na arquitetura, dando pouca atenção à escultura, que então era considerada meramente um acessório ornamental dos edifícios, e tinha de concorrer com o imenso prestígio que estava desfrutando a escultura clássica greco-romana. Lepsius foi o primeiro, em 1822, a realizar um estudo detalhado das esculturas da Catedral de Naumburgo, mas ele mesmo foi contaminado pelo classicismo e analisou a produção gótica comparativamente, com prejuízo para esta. De qualquer forma ele chamou a atenção para o tema e o valorizou como documento histórico e cultural importante. Na sequência, mais estudos começaram a aparecer, com menções mais frequentes à escultura, mas ainda dentro de análises gerais da história medieval. A historiografia começava a se consolidar como ciência moderna, passando a fazer uso de uma metodologia baseada em documentação e em abordagens mais objetivas, e um marco nesse processo foi o influente estudo Handbuch der Kunstgeschichte (1842), de Franz Kluger, onde pela primeira vez foram dedicadas seções inteiras à escultura, ainda que ele reconhecesse que o terreno estava todo por desbravar. Outra contribuição importante foi dada por Carl Schnaase em sua Geschichte der bildenden Künste (1842-1864), com cinco volumes dedicados à Idade Média, e se preocupando em estudar os monumentos dentro de um contexto social, intelectual e histórico. A importância maior desse estudo foi questionar a tendência geral de se analisar a produção artística medieval a partir de critérios empregados para o julgamento da arte clássica. Ao mesmo tempo o desenvolvimento da arqueologia cristã veio a definir o Gótico como o estilo por excelência do Cristianismo, e diversas revistas especializadas apareceram a partir de meados do século XIX com artigos tratando de obras individuais ou grupos de escultura gótica, mas tipicamente eles tendiam a divorciar as obras de seu contexto e abordavam mais aspectos iconográficos e interpretações teológicas, sem uma visão sintética.

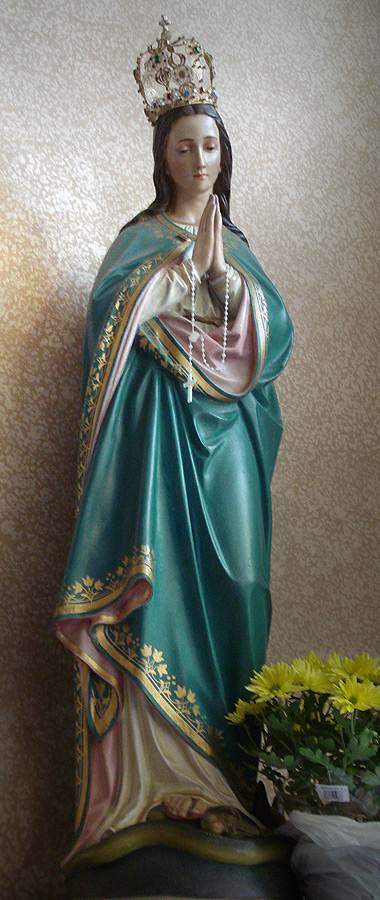
Imagem neogótica da Imaculada Conceição, Capela Nosso Senhor dos Passos, Porto Alegre, início do século XX

A esta altura o interesse pela Idade Média em geral e pelo Gótico em particular haviam crescido tanto que se formou uma verdadeira onda revivalista neogótica, que repercutiu principalmente na arquitetura, literatura e na pintura, mas com significativa expressão também na escultura para criação de imagens devocionais e decoração da infinidade de novos templos que se ergueram nessa estética — alguns estudos sugerem que durante o Neogótico, que perdurou até meados do século XX e se espalhou por todo o Ocidente, foram erguidos mais edifícios "góticos" do que durante todo o período de florescimento do estilo original. Entretanto, o Neogótico se revelou eclético, incorporando elementos das escolas neoclássica e romântica e de várias fases distintas do Gótico histórico em uma única obra, e assim, mais do que uma ressurreição arqueológica, adquiriu a força de um estilo novo e autônomo. Esse interesse também contribuiu para que se formassem coleções de arte gótica e se iniciassem muitos projetos de restauro de monumentos antigos, embora nem sempre respeitando a estrita autenticidade histórica.
Um tratamento mais profundo e científico da escultura gótica só veio a acontecer em fins do século XIX, a partir do trabalho de Wilhelm Lübcke Geschichte der Plastik von den ältesten Zeiten bis auf die Gegenwart (1863-1871). Nele, Lübcke construiu pela primeira vez um panorama "total" da história da escultura desde as civilizações antigas do Oriente Próximo até os tempos modernos, acrescido de muitas ilustrações, e reconheceu que a escultura medieval estava sendo indevidamente negligenciada. Trabalhos de Wilhelm Bode, Franz von Reber e especialmente Wilhelm Vöge finalmente estabeleceram nessa mesma época a escultura gótica como um campo definido de estudos, enquanto Giovanni Morelli, Émile Mâle, Louis Courajod e outros se dedicavam a questões de regionalismos, iconografia, períodos específicos, genealogia e interpretação do estilo. O novo emprego da fotografia como meio de documentação científica também deu fundamental auxílio aos acadêmicos e divulgou os monumentos góticos entre o grande público. Outro fator que concorreu para uma reavaliação da escultura gótica foi o fato de que desde fins do século XVIII diversas ordens religiosas foram dissolvidas em vários países, e foram desmantelados ou reformados muitos edifícios medievais, cuja estatuária decorativa acabou por ingressar em coleções museais. Com isso, desvinculada de sua função, pôde ser apreciada como "obra de arte", independente do culto e do seu aspecto místico. No século XX deram contribuições importantes — e muitas vezes polêmicas — sobre vários aspectos do estilo, Wilhelm Worringer, cujas ideias sobre o Gótico tiveram impacto sobre o Expressionismo e outras vanguardas modernistas e também sobre o nacionalismo germânico pré-nazista; Hans Seldmayer e Erwin Panofsky, definindo a catedral gótica como uma "obra de arte total" (Gesamtkunstwerk); e também Johan Huizinga e Arnold Hauser, correlacionado arte e sociedade, mas a despeito do grande progresso recente nos estudos medievalistas e da considerável bibliografia já publicada sobre a arquitetura das catedrais, a escultura gótica como entidade independente ainda é um tema relativamente pouco abordado pelos pesquisadores modernos.